# Glantalbahn
| |                                                                 |                                                 |                                                 |
| Streckennummer (DB): | 3281 (Homburg – Staudernheim)                                   |                                                 |                                                 |
| Kursbuchstrecke (DB): | 272d (1949–1972) 651 (1972–1981) 641 (1981–1986)                |                                                 |                                                 |
| Kursbuchstrecke: | 272e (1946)                                                     |                                                 |                                                 |
| Streckenlänge: | Homburg – Bad Münster: 85,9 km Odernheim – Staudernheim: 3,6 km |                                                 |                                                 |
| Spurweite: | 1435 mm (Normalspur)                                            |                                                 |                                                 |
| Streckenklasse: | D4 (Glan-Münchweiler–Altenglan)                                 |                                                 |                                                 |
| |                                                                 |                                                 |                                                 |
| \| \| \| von Saarbrücken \| \| \| \| \| von Neunkirchen \| \| \| \| \| von Zweibrücken \| \| \| \| 0,000 \| Homburg (Saar) Hbf \| Homburg (Saar) Hbf \| \| \| \| Erbach \| \| \| \| \| nach Mannheim \| \| \| \| 3,400 \| Erbach bis 1905 \| Erbach bis 1905 \| \| \| \| A 6 \| \| \| \| 6,210 \| Jägersburg \| Jägersburg \| \| \| \| Nordfeldbahn \| \| \| \| \| Landesgrenze Saarland/Rheinland-Pfalz \| \| \| \| 6,700 \| Anst. Waldmohr \| (1967–1995) \| \| \| 7,000 \| Ladestelle Frego \| Ladestelle Frego \| \| \| \| Glan \| \| \| \| 10,450 \| Schönenberg-Kübelberg \| Schönenberg-Kübelberg \| \| \| \| Kohlbach \| \| \| \| 11,900 \| Sand (1961–1976) \| Sand (1961–1976) \| \| \| 13,680 \| Elschbach \| Elschbach \| \| \| 14,500 \| Elschbach Ort (1961–1976) \| Elschbach Ort (1961–1976) \| \| \| \| Glan \| \| \| \| \| Elschbacher Tunnel (150 m) \| \| \| \| 13,900 \| Glan \| Glan \| \| \| 16,970 \| Dietschweiler \| Dietschweiler \| \| \| \| Kinderbach \| \| \| \| 17,600 \| Ladestelle \| Ladestelle \| \| \| \| Nanzweiler Bach \| \| \| \| 18,000 \| Nanzweiler \| Nanzweiler \| \| \| 19,000 \| Ladestelle \| Ladestelle \| \| \| \| Glan \| \| \| \| \| Glan \| \| \| \| 19,300 \| A 62 \| A 62 \| \| \| \| von Landstuhl \| \| \| \| \| Eichenbach \| \| \| \| \| B 423 \| \| \| \| 21,760 \| Glan-Münchweiler \| Glan-Münchweiler \| \| \| \| Glan \| \| \| \| \| Glan \| \| \| \| \| Henschbach \| \| \| \| 23,690 \| Rehweiler \| Rehweiler \| \| \| 25,360 \| Eisenbach-Matzenbach \| Eisenbach-Matzenbach \| \| \| \| Ellenbach \| \| \| \| \| Pittelsgraben \| \| \| \| \| Rödelsbach \| \| \| \| 28,420 \| Theisbergstegen \| Theisbergstegen \| \| \| \| Anschlussgleis Weyrich + Welzel \| \| \| \| 30,000 \| Anschlussgleis Hartsteinwerke Schröck + Gresner \| Anschlussgleis Hartsteinwerke Schröck + Gresner \| \| \| 30,500 \| Steinbruch und Anschluss Bell \| Steinbruch und Anschluss Bell \| \| \| \| B 423 \| \| \| \| 31,925 \| Altenglan Draisinenverkehr \| Altenglan Draisinenverkehr \| \| \| \| nach und von Kusel \| \| \| \| \| Glan \| \| \| \| 33,000 \| Anschlussgleis Schleip \| Anschlussgleis Schleip \| \| \| 33,05056,890 \| Kilometersprung \| Kilometersprung \| \| \| \| Steinbruch Bedesbach \| \| \| \| 58,150 \| Bedesbach-Patersbach \| Bedesbach-Patersbach \| \| \| \| Glan \| \| \| \| 60,760 \| Ulmet \| Ulmet \| \| \| \| Glan \| \| \| \| \| Glan \| \| \| \| \| Steinalp \| \| \| \| 62,760 \| Niederalben-Rathsweiler \| Niederalben-Rathsweiler \| \| \| \| Glan \| \| \| \| \| Glan \| \| \| \| 64,350 \| Eschenau (Pfalz) \| Eschenau (Pfalz) \| \| \| \| Wahrbach \| \| \| \| 66,000 \| St. Julian \| St. Julian \| \| \| 68,090 \| Niedereisenbach-Hachenbach \| Niedereisenbach-Hachenbach \| \| \| \| Gölschbach \| \| \| \| 70,670 \| Offenbach-Hundheim \| Offenbach-Hundheim \| \| \| \| Laschbach \| \| \| \| 72,790 \| Wiesweiler \| Wiesweiler \| \| \| \| Anschlussgleis Textilwerk Lauterecken \| \| \| \| \| B 270 \| \| \| \| \| von Kaiserslautern \| \| \| \| \| Verladeanlage Holzer \| \| \| \| 75,205 \| Lauterecken-Grumbach \| Lauterecken-Grumbach \| \| \| 77,360 \| Medard \| Medard \| \| \| 81,350 \| Odenbach \| Odenbach \| \| \| \| Jeckenbach \| \| \| \| \| Meisenheimer Tunnel (70 m) \| \| \| \| 85,090 \| Meisenheim (Glan) \| Meisenheim (Glan) \| \| \| \| B 420 \| \| \| \| \| Heimbach \| \| \| \| 86,790 \| Raumbach \| Raumbach \| \| \| \| Raumbach \| \| \| \| \| Eschbach \| \| \| \| 89,390 \| Rehborn \| Rehborn \| \| \| \| Glan \| \| \| \| 93,280 \| Odernheim (Glan) \| Odernheim (Glan) \| \| \| \| Glan \| \| \| \| \| Nahetalbahn von Saarbrücken \| \| \| \| \| Glan \| \| \| \| 94,400 \| Anschlussgleis \| Anschlussgleis \| \| \| \| Glan \| \| \| \| 96,850 \| Staudernheim Draisinenverkehr \| Staudernheim Draisinenverkehr \| \| \| \| Nahe \| \| \| \| \| \| \| \| \| \| Nahetalbahn unvollständig dargestellt \| \| \| \| \| Kinnsfelstunnel (284 m) \| \| \| \| 100,440 \| Duchroth \| Duchroth \| \| \| \| Hagenbach \| \| \| \| \| Trombach \| \| \| \| 103,800 \| Anst. Kraftwerk Niederhausen \| Anst. Kraftwerk Niederhausen \| \| \| \| Nahe \| \| \| \| \| \| \| \| \| \| B 48 \| \| \| \| \| von Kaiserslautern \| \| \| \| 109,720 \| Bad Münster am Stein \| Bad Münster am Stein \| \| \| \| nach Bingen \| \| |                                                                 |                                                 |                                                 |
| Strecke |                                                                 | von Saarbrücken                                 | von Saarbrücken                                 |
| Abzweig geradeaus und von links |                                                                 | von Neunkirchen                                 | von Neunkirchen                                 |
| Abzweig geradeaus und von rechts |                                                                 | von Zweibrücken                                 | von Zweibrücken                                 |
| Bahnhof | 0,000                                                           | Homburg (Saar) Hbf                              | Homburg (Saar) Hbf                              |
| Brücke über Wasserlauf |                                                                 | Erbach                                          | Erbach                                          |
| Abzweig ehemals geradeaus und nach rechts |                                                                 | nach Mannheim                                   | nach Mannheim                                   |
| Haltepunkt / Haltestelle (Strecke außer Betrieb) | 3,400                                                           | Erbach bis 1905                                 | Erbach bis 1905                                 |
| Strecke mit Straßenbrücke (Strecke außer Betrieb) |                                                                 | A 6                                             | A 6                                             |
| Bahnhof (Strecke außer Betrieb) | 6,210                                                           | Jägersburg                                      | Jägersburg                                      |
| Abzweig geradeaus und nach links (Strecke außer Betrieb) |                                                                 | Nordfeldbahn                                    | Nordfeldbahn                                    |
| Grenze (Strecke außer Betrieb) |                                                                 | Landesgrenze Saarland/Rheinland-Pfalz           | Landesgrenze Saarland/Rheinland-Pfalz           |
| Abzweig geradeaus und nach rechts (Strecke außer Betrieb) | 6,700                                                           | Anst. Waldmohr                                  | (1967–1995)                                     |
| Blockstelle (Strecke außer Betrieb) | 7,000                                                           | Ladestelle Frego                                | Ladestelle Frego                                |
| Brücke über Wasserlauf (Strecke außer Betrieb) |                                                                 | Glan                                            | Glan                                            |
| Bahnhof (Strecke außer Betrieb) | 10,450                                                          | Schönenberg-Kübelberg                           | Schönenberg-Kübelberg                           |
| Brücke über Wasserlauf (Strecke außer Betrieb) |                                                                 | Kohlbach                                        | Kohlbach                                        |
| Haltepunkt / Haltestelle (Strecke außer Betrieb) | 11,900                                                          | Sand (1961–1976)                                | Sand (1961–1976)                                |
| Bahnhof (Strecke außer Betrieb) | 13,680                                                          | Elschbach                                       | Elschbach                                       |
| Haltepunkt / Haltestelle (Strecke außer Betrieb) | 14,500                                                          | Elschbach Ort (1961–1976)                       | Elschbach Ort (1961–1976)                       |
| Brücke über Wasserlauf (Strecke außer Betrieb) |                                                                 | Glan                                            | Glan                                            |
| Tunnel (Strecke außer Betrieb) |                                                                 | Elschbacher Tunnel (150 m)                      | Elschbacher Tunnel (150 m)                      |
| Brücke über Wasserlauf (Strecke außer Betrieb) | 13,900                                                          | Glan                                            | Glan                                            |
| Bahnhof (Strecke außer Betrieb) | 16,970                                                          | Dietschweiler                                   | Dietschweiler                                   |
| Brücke über Wasserlauf (Strecke außer Betrieb) |                                                                 | Kinderbach                                      | Kinderbach                                      |
| Blockstelle (Strecke außer Betrieb) | 17,600                                                          | Ladestelle                                      | Ladestelle                                      |
| Brücke über Wasserlauf (Strecke außer Betrieb) |                                                                 | Nanzweiler Bach                                 | Nanzweiler Bach                                 |
| Haltepunkt / Haltestelle (Strecke außer Betrieb) | 18,000                                                          | Nanzweiler                                      | Nanzweiler                                      |
| Blockstelle (Strecke außer Betrieb) | 19,000                                                          | Ladestelle                                      | Ladestelle                                      |
| Brücke über Wasserlauf (Strecke außer Betrieb) |                                                                 | Glan                                            | Glan                                            |
| Brücke über Wasserlauf (Strecke außer Betrieb) |                                                                 | Glan                                            | Glan                                            |
| Strecke mit Straßenbrücke (Strecke außer Betrieb) | 19,300                                                          | A 62                                            | A 62                                            |
| Abzweig ehemals geradeaus und von rechts |                                                                 | von Landstuhl                                   | von Landstuhl                                   |
| Brücke über Wasserlauf |                                                                 | Eichenbach                                      | Eichenbach                                      |
| Strecke mit Straßenbrücke |                                                                 | B 423                                           | B 423                                           |
| Bahnhof | 21,760                                                          | Glan-Münchweiler                                | Glan-Münchweiler                                |
| Brücke über Wasserlauf |                                                                 | Glan                                            | Glan                                            |
| Brücke über Wasserlauf |                                                                 | Glan                                            | Glan                                            |
| Brücke über Wasserlauf |                                                                 | Henschbach                                      | Henschbach                                      |
| Haltepunkt / Haltestelle | 23,690                                                          | Rehweiler                                       | Rehweiler                                       |
| Haltepunkt / Haltestelle | 25,360                                                          | Eisenbach-Matzenbach                            | Eisenbach-Matzenbach                            |
| Brücke über Wasserlauf |                                                                 | Ellenbach                                       | Ellenbach                                       |
| Brücke über Wasserlauf |                                                                 | Pittelsgraben                                   | Pittelsgraben                                   |
| Brücke über Wasserlauf |                                                                 | Rödelsbach                                      | Rödelsbach                                      |
| Haltepunkt / Haltestelle | 28,420                                                          | Theisbergstegen                                 | Theisbergstegen                                 |
| Abzweig geradeaus und ehemals nach rechts |                                                                 | Anschlussgleis Weyrich + Welzel                 | Anschlussgleis Weyrich + Welzel                 |
| Abzweig geradeaus und ehemals nach links | 30,000                                                          | Anschlussgleis Hartsteinwerke Schröck + Gresner | Anschlussgleis Hartsteinwerke Schröck + Gresner |
| ehemalige Blockstelle | 30,500                                                          | Steinbruch und Anschluss Bell                   | Steinbruch und Anschluss Bell                   |
| Strecke mit Straßenbrücke |                                                                 | B 423                                           | B 423                                           |
| Bahnhof | 31,925                                                          | Altenglan Draisinenverkehr                      | Altenglan Draisinenverkehr                      |
| Abzweig ehemals geradeaus, nach links und ehemals von links |                                                                 | nach und von Kusel                              | nach und von Kusel                              |
| Brücke über Wasserlauf (Strecke außer Betrieb) |                                                                 | Glan                                            | Glan                                            |
| Abzweig geradeaus und nach links (Strecke außer Betrieb) | 33,000                                                          | Anschlussgleis Schleip                          | Anschlussgleis Schleip                          |
| Kilometer-Wechsel (Strecke außer Betrieb) | 33,05056,890                                                    | Kilometersprung                                 | Kilometersprung                                 |
| Abzweig geradeaus und von rechts (Strecke außer Betrieb) |                                                                 | Steinbruch Bedesbach                            | Steinbruch Bedesbach                            |
| Bahnhof (Strecke außer Betrieb) | 58,150                                                          | Bedesbach-Patersbach                            | Bedesbach-Patersbach                            |
| Brücke über Wasserlauf (Strecke außer Betrieb) |                                                                 | Glan                                            | Glan                                            |
| Bahnhof (Strecke außer Betrieb) | 60,760                                                          | Ulmet                                           | Ulmet                                           |
| Brücke über Wasserlauf (Strecke außer Betrieb) |                                                                 | Glan                                            | Glan                                            |
| Brücke über Wasserlauf (Strecke außer Betrieb) |                                                                 | Glan                                            | Glan                                            |
| Brücke über Wasserlauf (Strecke außer Betrieb) |                                                                 | Steinalp                                        | Steinalp                                        |
| Bahnhof (Strecke außer Betrieb) | 62,760                                                          | Niederalben-Rathsweiler                         | Niederalben-Rathsweiler                         |
| Brücke über Wasserlauf (Strecke außer Betrieb) |                                                                 | Glan                                            | Glan                                            |
| Brücke über Wasserlauf (Strecke außer Betrieb) |                                                                 | Glan                                            | Glan                                            |
| Haltepunkt / Haltestelle (Strecke außer Betrieb) | 64,350                                                          | Eschenau (Pfalz)                                | Eschenau (Pfalz)                                |
| Brücke über Wasserlauf (Strecke außer Betrieb) |                                                                 | Wahrbach                                        | Wahrbach                                        |
| Bahnhof (Strecke außer Betrieb) | 66,000                                                          | St. Julian                                      | St. Julian                                      |
| Bahnhof (Strecke außer Betrieb) | 68,090                                                          | Niedereisenbach-Hachenbach                      | Niedereisenbach-Hachenbach                      |
| Brücke über Wasserlauf (Strecke außer Betrieb) |                                                                 | Gölschbach                                      | Gölschbach                                      |
| Bahnhof (Strecke außer Betrieb) | 70,670                                                          | Offenbach-Hundheim                              | Offenbach-Hundheim                              |
| Brücke über Wasserlauf (Strecke außer Betrieb) |                                                                 | Laschbach                                       | Laschbach                                       |
| Bahnhof (Strecke außer Betrieb) | 72,790                                                          | Wiesweiler                                      | Wiesweiler                                      |
| Abzweig geradeaus und von links (Strecke außer Betrieb) |                                                                 | Anschlussgleis Textilwerk Lauterecken           | Anschlussgleis Textilwerk Lauterecken           |
| Strecke mit Straßenbrücke (Strecke außer Betrieb) |                                                                 | B 270                                           | B 270                                           |
| Abzweig ehemals geradeaus und von rechts |                                                                 | von Kaiserslautern                              | von Kaiserslautern                              |
| Abzweig geradeaus und ehemals von links |                                                                 | Verladeanlage Holzer                            | Verladeanlage Holzer                            |
| Kopfbahnhof Strecke ab hier außer Betrieb | 75,205                                                          | Lauterecken-Grumbach                            | Lauterecken-Grumbach                            |
| Bahnhof (Strecke außer Betrieb) | 77,360                                                          | Medard                                          | Medard                                          |
| Bahnhof (Strecke außer Betrieb) | 81,350                                                          | Odenbach                                        | Odenbach                                        |
| Brücke über Wasserlauf (Strecke außer Betrieb) |                                                                 | Jeckenbach                                      | Jeckenbach                                      |
| Tunnel (Strecke außer Betrieb) |                                                                 | Meisenheimer Tunnel (70 m)                      | Meisenheimer Tunnel (70 m)                      |
| Bahnhof (Strecke außer Betrieb) | 85,090                                                          | Meisenheim (Glan)                               | Meisenheim (Glan)                               |
| Strecke mit Straßenbrücke (Strecke außer Betrieb) |                                                                 | B 420                                           | B 420                                           |
| Brücke über Wasserlauf (Strecke außer Betrieb) |                                                                 | Heimbach                                        | Heimbach                                        |
| Bahnhof (Strecke außer Betrieb) | 86,790                                                          | Raumbach                                        | Raumbach                                        |
| Brücke über Wasserlauf (Strecke außer Betrieb) |                                                                 | Raumbach                                        | Raumbach                                        |
| Brücke über Wasserlauf (Strecke außer Betrieb) |                                                                 | Eschbach                                        | Eschbach                                        |
| Bahnhof (Strecke außer Betrieb) | 89,390                                                          | Rehborn                                         | Rehborn                                         |
| Brücke über Wasserlauf (Strecke außer Betrieb) |                                                                 | Glan                                            | Glan                                            |
| Bahnhof (Strecke außer Betrieb) | 93,280                                                          | Odernheim (Glan)                                | Odernheim (Glan)                                |
| Brücke über Wasserlauf (Strecke außer Betrieb) |                                                                 | Glan                                            | Glan                                            |
| Strecke von links (außer Betrieb) · Abzweig geradeaus und nach rechts (Strecke außer Betrieb) · Strecke von links |                                                                 | Nahetalbahn von Saarbrücken                     | Nahetalbahn von Saarbrücken                     |
| Brücke über Wasserlauf (Strecke außer Betrieb) · Brücke über Wasserlauf (Strecke außer Betrieb) · Strecke |                                                                 | Glan                                            | Glan                                            |
| Strecke (außer Betrieb) · Abzweig geradeaus und nach links (Strecke außer Betrieb) · Strecke | 94,400                                                          | Anschlussgleis                                  | Anschlussgleis                                  |
| Strecke (außer Betrieb) · Brücke über Wasserlauf (Strecke außer Betrieb) · Strecke |                                                                 | Glan                                            | Glan                                            |
| Strecke (außer Betrieb) · Strecke (außer Betrieb) · Bahnhof | 96,850                                                          | Staudernheim Draisinenverkehr                   | Staudernheim Draisinenverkehr                   |
| Strecke (außer Betrieb) · Brücke über Wasserlauf (Strecke außer Betrieb) · Strecke |                                                                 | Nahe                                            | Nahe                                            |
| Strecke (außer Betrieb) · Strecke nach links (außer Betrieb) · Abzweig geradeaus und ehemals nach rechts |                                                                 |                                                 |                                                 |
| Strecke nach links (außer Betrieb) · Strecke von rechts (außer Betrieb) |                                                                 | Nahetalbahn unvollständig dargestellt           | Nahetalbahn unvollständig dargestellt           |
| Tunnel (Strecke außer Betrieb) |                                                                 | Kinnsfelstunnel (284 m)                         | Kinnsfelstunnel (284 m)                         |
| Bahnhof (Strecke außer Betrieb) | 100,440                                                         | Duchroth                                        | Duchroth                                        |
| Brücke über Wasserlauf (Strecke außer Betrieb) |                                                                 | Hagenbach                                       | Hagenbach                                       |
| Brücke über Wasserlauf (Strecke außer Betrieb) |                                                                 | Trombach                                        | Trombach                                        |
| Abzweig geradeaus und von links (Strecke außer Betrieb) | 103,800                                                         | Anst. Kraftwerk Niederhausen                    | Anst. Kraftwerk Niederhausen                    |
| Brücke über Wasserlauf (Strecke außer Betrieb) |                                                                 | Nahe                                            | Nahe                                            |
| Abzweig ehemals geradeaus und von links · Strecke nach rechts |                                                                 |                                                 |                                                 |
| Strecke mit Straßenbrücke |                                                                 | B 48                                            | B 48                                            |
| Abzweig geradeaus und von rechts |                                                                 | von Kaiserslautern                              | von Kaiserslautern                              |
| Bahnhof | 109,720                                                         | Bad Münster am Stein                            | Bad Münster am Stein                            |
| Strecke |                                                                 | nach Bingen                                     | nach Bingen                                     |

Die Glantalbahn ist eine weitgehend in Rheinland-Pfalz und zu einem kleinen Teil im Saarland verlaufende, nicht elektrifizierte und inzwischen größtenteils stillgelegte Eisenbahnstrecke, die hauptsächlich entlang des Flusses Glan verläuft. Sie wurde um die Wende vom 19. zum 20. Jahrhundert in erster Linie aus strategischen Gründen gebaut. Der Streckenabschnitt Glan-Münchweiler – Altenglan entstand bereits 1868 als Teil der Bahnstrecke Landstuhl – Kusel. In den Jahren 1896 und 1897 folgte der Abschnitt Lauterecken – Odernheim – Staudernheim, zunächst als Fortsetzung der 1883 eröffneten Lautertalbahn. Die übrigen Abschnitte Homburg – Glan-Münchweiler, Altenglan – Lauterecken und Odernheim – Bad Münster wurden 1904 eröffnet. In Odernheim teilte sich die Bahnstrecke in den seit 1897 bestehenden Ast nach Staudernheim und in den nach Bad Münster.
Aufgrund der dünnen Besiedlung der Region war der Verkehr außer in den beiden Weltkriegen, in denen der Strecke eine strategische Bedeutung zukam, eher gering. Nach dem Zweiten Weltkrieg wurde das zweite Gleis schrittweise demontiert. Von 1961 bis 1986 wurde der Personenverkehr auf weiten Teilen der Bahnstrecke eingestellt. Seit 1996 ist die Strecke mit Ausnahme des als Teil der Verbindung von Landstuhl nach Kusel befahrenen Abschnitts Glan-Münchweiler – Altenglan stillgelegt. Zwischen Waldmohr und Glan-Münchweiler sowie zwischen Odernheim und Bad Münster ist die Glantalbahn abgebaut. Seit Anfang 2000 bietet auf dem Abschnitt Altenglan – Staudernheim ein Draisinenverleih Draisinen für Selbstfahrer an.

## Geschichte

### Erste Initiativen (1850–1865)
Obwohl die Topographie einer Bahnstrecke entlang des Glans als Verbindung der Saargegend mit der Region um Bingen förderlich gewesen wäre, erschwerte im 19. Jahrhundert die Aufteilung des Tals auf mehrere Staaten lange Zeit eine Realisierung des Projekts. So verlief die Grenze zwischen Bayern, Preußen und Hessen-Homburg im Glantal zwischen Altenglan und Staudernheim sehr unregelmäßig, was dem Bahnbau nicht entgegenkam. Erste Bemühungen für einen Bahnanschluss des Glantals gingen bis ins Jahr 1856 zurück. Im Zuge der Planungen der Rhein-Nahe-Bahn kam es zwischen Preußen und Oldenburg zu Differenzen um den Streckenverlauf innerhalb des Fürstentums Birkenfeld, einer Oldenburger Exklave. Während Oldenburg für eine Führung über die Stadt Birkenfeld plädierte, bestand die preußische Seite auf einer Streckenführung im Nahetal. Daraufhin bildete sich am 20. Oktober 1856 in Offenbach am Glan ein Komitee, das für eine dritte Variante eintrat. Die entsprechende Trasse sollte bei Boos das Nahetal verlassen und über Lauterecken, Altenglan und Kusel entweder via St. Wendel oder durch das Ostertal nach Neunkirchen führen. Eigens dafür kaufte das Komitee mehrere Aktien der Rhein-Nahe Eisenbahn-Gesellschaft. Aus taktisch-verkehrspolitischen Gründen verhielt sich Preußen gegenüber diesen Bestrebungen zunächst aufgeschlossen, was dazu führte, dass Oldenburg nachgab und die Trassierung entlang der Nahe auch innerhalb seines Territoriums akzeptierte, zumal Preußen eine solche Bahnstrecke in erster Linie innerhalb des eigenen Territoriums sehen wollte.
1860 bildete sich das Komitee Notabeln des Glan- und Lautertales, das sich für eine Bahnstrecke einsetzte, die in Kaiserslautern von der Pfälzischen Ludwigsbahn abzweigen und durch das Lauter- sowie das untere Glantal verlaufen sollte, um in Staudernheim auf die im selben Jahr vollendete Rhein-Nahe-Bahn zu treffen. Preußen verhielt sich abwartend, da es fürchtete, die Nahestrecke könne damit an Bedeutung verlieren. Unterstützung erhielt das Projekt jedoch von Hessen-Homburg, das seine Exklave Meisenheim an das Schienennetz anschließen wollte. Unterstützung hierfür kam von Seiten des Bürgermeisters von Grumbach, der sich eigens dafür an den Regierungspräsidenten wandte. Der hessische Geheimrat Christian Bansa setzte sich 1861 beim preußischen Außenministerium ebenfalls für die geplante Bahnverbindung ein und argumentierte, dass die Nachfrage dafür größer sei als für eine Strecke entlang der Alsenz. Preußen war jedoch lediglich bereit, die 1866 gegründete Gesellschaft der Pfälzischen Nordbahnen bei der Errichtung der 1870 und 1871 eröffneten Alsenztalbahn zu unterstützen, deren nördlicher Endpunkt das damals preußische Münster am Stein war. Sowohl Bayern als auch Preußen hatten kein Interesse, die Zinsgarantie für die 1873 insgesamt auf rund 3,6 Millionen Gulden berechnete Strecke zu übernehmen.

### Pläne einer strategischen Bahn

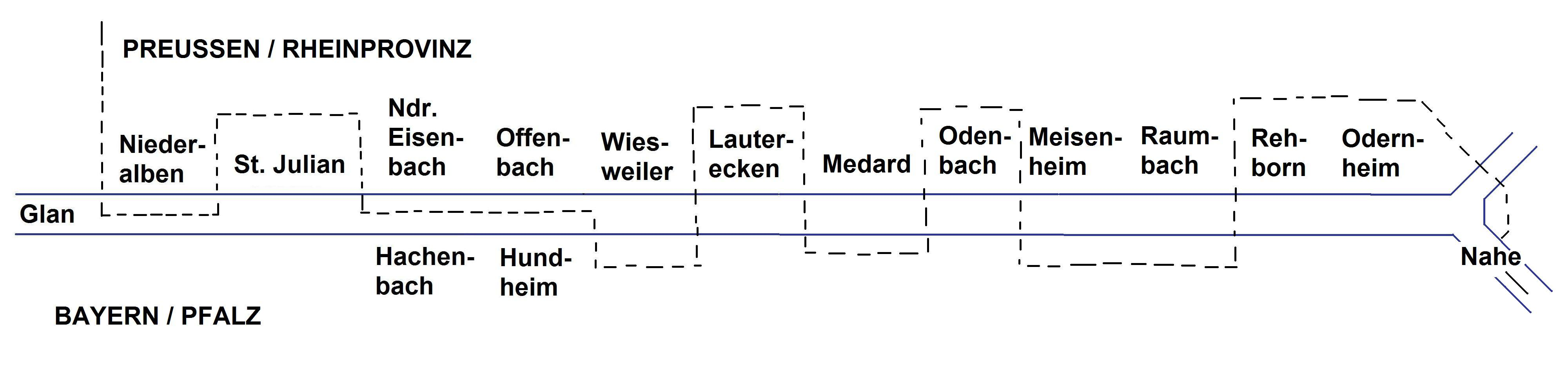
Grenzverlauf zwischen Bayern und Preußen im Glantal von 1866 bis 1945

Die Konzessionierung der 1868 eröffneten Bahnstrecke Landstuhl–Kusel, die von Glan-Münchweiler bis Altenglan dem Lauf des Glans folgt, gab in den 1860er Jahren den Bestrebungen neuen Auftrieb, eine Glantalbahn zu errichten. Bereits die 1863 erschienene Denkschrift, die den Bau ersterer forciert hatte, deutete eine Verknüpfung mit einer späteren Strecke entlang des Glans an. 1865 gründete sich in Meisenheim eine Aktiengesellschaft, die sich mit der Planung dieser Strecke beschäftigte. Jedoch verhinderte der Deutsche Krieg von 1866 zunächst eine Vollendung des Projekts. Nach der Annexion Hessen-Homburgs durch Preußen im selben Jahr reduzierte sich die Zahl der verhandelnden Parteien auf zwei. Im März 1868 erteilte Preußen die Genehmigung für die Projektierung und im Februar des Folgejahres zog Bayern nach. Anfang 1870 begann die Vermessung, ehe der Deutsch-Französische Krieg die weiteren Arbeiten unterbrach.

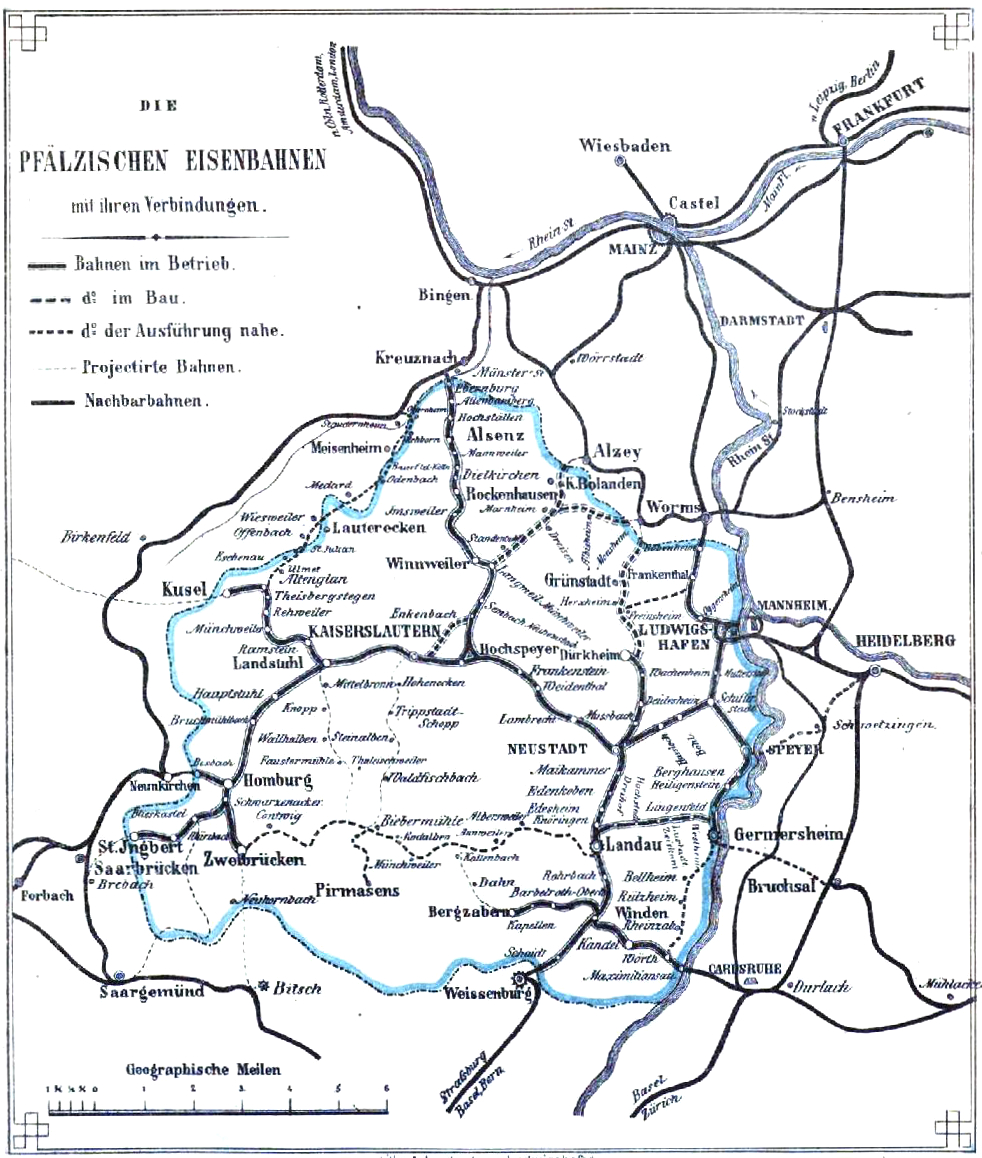
Karte des pfälzischen Eisenbahnnetzes von 1872. Die Glantalbahn ist gestrichelt eingezeichnet.

Da 1871 als Folge dieses Krieges das Elsass und der Norden Lothringens in das neu gegründete Deutsche Kaiserreich eingegliedert worden waren, entwickelte sich auf deutscher Seite die Befürchtung, Frankreich würde in einer weiteren militärischen Auseinandersetzung versuchen, die Eingliederung Elsaß-Lothringens rückgängig zu machen. Um dies zu verhindern, gab es gegen Ende des 19. Jahrhunderts vor allem in Südwestdeutschland Interesse an strategischen Bahnen. Innerhalb der Pfalz sowie Preußens war geplant, eine solche Strecke bei Homburg von der Ludwigsbahn abzweigen und dem Flusslauf des Glans folgen zu lassen, wobei von Glan-Münchweiler bis Altenglan die Strecke Landstuhl–Kusel mitbenutzt werden sollte. Am 7. September 1871 traf sich ein Komitee in Meisenheim, um über die von Ingenieuren ausgearbeiteten Pläne für diese Strecke zu beratschlagen. Die ausgearbeitete Trassierung wich jedoch von der später tatsächlich ausgeführten ab; so sollten die Bahnhöfe Ulmet, Meisenheim und Odernheim an anderen Stellen entstehen. Zudem war ihre Streckenlänge kürzer und hätte hohe Geschwindigkeiten erlaubt. Das Komitee gab am 27. Januar des Folgejahres eine Denkschrift heraus, in der es sowohl die wirtschaftliche als auch die militärische Bedeutung einer Bahnlinie entlang des Glans hervorhob.
Vor allem die ablehnende Haltung Bayerns aufgrund erwarteter hoher Baukosten verhinderte jedoch vorerst das Vorhaben. Wegen des Grenzverlaufs, der dem Bahnbau ebenfalls hinderlich war, gab es in den Folgejahrzehnten mehrere Pläne, Nebenbahnen im Glantal zu errichten. 1881 berichtete die Pfälzische Zeitung von Plänen, die unter anderem zwei Strecken von Altenglan nach Lauterecken sowie von Lauterecken nach Staudernheim vorsahen. 1891 existierten Bestrebungen, eine Strecke von Altenglan nach Sankt Julian entstehen zu lassen, die ausschließlich auf pfälzischem Terrain verlaufen sollte.

### Entstehung des Abschnitts Lauterecken–Staudernheim
Im Februar 1891 liefen Planungen für eine Strecke von Staudernheim nach Meisenheim, die ausschließlich über preußisches Gebiet verlaufen sollte. Diese sollte Abtweiler und Raumbach passieren, wobei eine Steigung von insgesamt 25 Promille erforderlich gewesen wäre. Im März befürwortete der Meisenheimer Stadtrat dieses Projekt. Ebenso hatte Preußen bereits eine Strecke von Kirn über Becherbach und Breitenheim ausgearbeitet. Durch diese Pläne geriet Bayern schließlich unter Zugzwang. Am 28. Oktober desselben Jahres schlossen beide Länder einen Staatsvertrag, der den Bau und Betrieb einer Strecke von Lauterecken nach Staudernheim durch die Gesellschaft der Pfälzischen Nordbahnen, die seit 1. Januar 1870 Teil der Pfälzischen Eisenbahnen war, als unmittelbare Fortsetzung der 1883 eröffneten Lautertalbahn Kaiserslautern – Lauterecken vorsah.

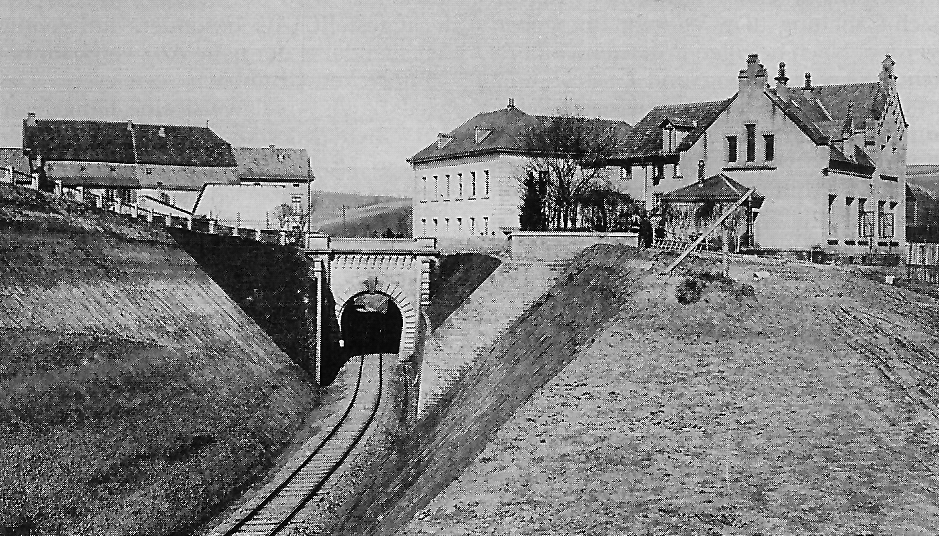
Meisenheimer Tunnel gegen Ende des 19. Jahrhunderts

Darüber hinaus erreichte der Eisenbahnunternehmer Jakob von Lavale, dass der Verwaltungsrat die Hälfte der Grunderwerbskosten übernahm. Obwohl der Abschnitt als Lokalbahn erbaut wurde, musste er strategischen Bedürfnissen wie beispielsweise einem entsprechenden Oberbau genügen. Bahnhöfe entstanden jeweils in Medard, Odenbach, Meisenheim, Raumbach, Rehborn und Odernheim. Medard, Raumbach und Rehborn erhielten kleine Empfangsgebäude, die sich stilistisch an diejenigen ihrer Pendants entlang der Lautertalbahn anlehnten. Vor allem die Bahnhofsgebäude von Meisenheim und Odernheim waren entsprechend der Bedeutung der beiden Orte architektonisch anspruchsvoll gestaltet. Zudem bekam Lauterecken einen zusätzlichen Haltepunkt, der der Erschließung des nördlichen Stadtgebiets diente. Außerdem sollte er den Gemeinden im mittleren Glantal den Zugang zur Bahnstrecke erleichtern.
Bereits am 16. Juni 1896 war der Abschnitt zwischen Lauterecken und Meisenheim befahrbar; am 26. Oktober desselben Jahres fand schließlich die Eröffnung des Abschnitts Lauterecken – Odernheim statt. Unter den Gästen befanden sich unter anderem Lavale und der bayerische Ministerpräsident Friedrich Krafft von Crailsheim. Der Lückenschluss bis nach Staudernheim verzögerte sich aufgrund von Preisforderungen der betroffenen Grundbesitzer. Die Bauarbeiten, die insgesamt acht Monate und teilweise die Einlegung von Nachtschichten in Anspruch nahmen, begannen gegen Ende des Jahres; am 2. November kam es aufgrund eines Hochwassers und der Unterspülung des Bahndammes bei Odenbach zur Unterbrechung des Verkehrs. Die Reststrecke nach Staudernheim an der Rhein-Nahe-Bahn wurde schließlich am 1. Juli des Folgejahres in Betrieb genommen.

### Planung
Zur selben Zeit revidierte Bayern seine ablehnende Haltung gegenüber einer strategischen Bahnlinie entlang des gesamten Glans, da sich die deutschen Beziehungen zu Frankreich zwischenzeitlich weiter verschlechtert hatten. Dies mündete in einen im November 1900 geschlossenen Vertrag, eine strategische Bahnstrecke entlang des Glans zu bauen, die in Kombination mit einer ebenfalls zu errichtenden Strecke von Gau Algesheim nach Kreuznach sowie von Homburg nach Scheidt die kürzeste Verbindung vom Rhein-Main-Gebiet zur Saargegend sowie weiter in Richtung Metz darstellte. Der Hauptzweck der Strecke sollte geheim gehalten werden; so erhielten die pfälzischen Bezirksämter ein Rundschreiben, das die Verwendung entsprechender Begriffe wie beispielsweise „strategische Strecke“ oder „Militärbahn“ in der Öffentlichkeit untersagte. Trotzdem erschien in der Zeitung Pfälzische Presse zwei Jahre später ein Artikel Die Strategische Bahn in der Pfalz.
Finanziert wurde das Bahnprojekt größtenteils durch das Deutsche Kaiserreich, das einen großen Teil der Baukosten übernahm. Die Funktion der Bahnstrecke bestand darin, über eine durchgehende Verbindung von Homburg über Glan-Münchweiler, Altenglan, Lauterecken, Meisenheim und Odernheim bis nach Münster am Stein zu verfügen. Der Abschnitt Odernheim – Münster sollte am rechten Ufer der Nahe fast parallel zur preußischen Rhein-Nahe-Bahn führen, die auf der anderen Seite des Flusses verlief. Dies hatte mehrere Gründe. So waren die Pfälzischen Eisenbahnen bestrebt, den Streckenverlauf möglichst lange über bayerisches Gebiet zu führen. Darüber hinaus wollten sie der Rhein-Nahe-Bahn Konkurrenz machen. Zudem sollte dies im Fall eines Krieges mehr Kapazität zwischen Münster und Staudernheim schaffen.

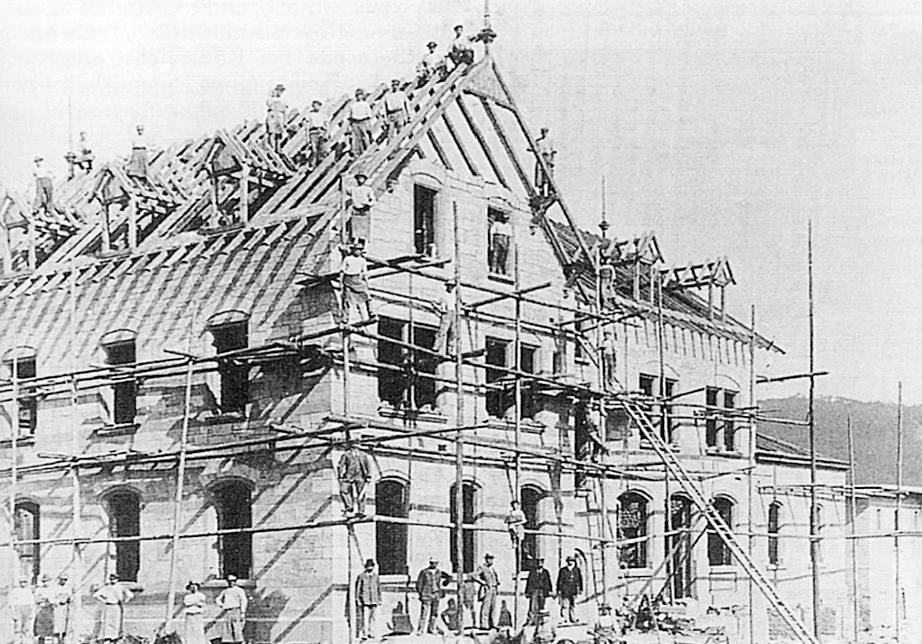
Empfangsgebäude des Bahnhof Lauterecken-Grumbach während seines Baus

Die Planung sah eine Trassenführung mit einem hohen Bahndamm vor, welcher aufgrund der häufigen Überschwemmungen entlang des Glans als notwendig erachtet wurde. Die strategische Strecke hatte in Scheidt ihren Ausgangspunkt, verlief über Homburg und nutzte zwischen Glan-Münchweiler und Altenglan die bereits bestehende Bahnstrecke Landstuhl–Kusel, ferner zwischen Lauterecken und Odernheim die 1896 eröffnete Strecke. Beide Bestandsstrecken sollten wie die neu zu errichtenden Streckenteile zweigleisig ausgebaut werden, um den militärischen Anforderungen zu genügen. Vorgesehen war außerdem, den Bahnhof Altenglan als Keilbahnhof umzubauen und für diesen ein neues Empfangsgebäude in Betrieb zu nehmen. Der alte Lauterecker Bahnhof, von 1883 bis 1896 nördlicher Endpunkt der Lautertalbahn, war aufgrund seiner Lage am südlichen Stadtrand für eine Verbindung beider Strecken ungeeignet und sollte zum Haltepunkt zurückgestuft werden. Der gleichnamige, seit 1896 existierende Haltepunkt sollte aufgegeben werden, da unmittelbar nördlich davon der neue Bahnhof Lauterecken-Grumbach entstehen sollte. Außerdem erwies es sich als erforderlich, den Bahnhof Münster auf engstem Raum grundlegend umzugestalten. Die Eröffnung der Bahnstrecke war für den 1. April 1904 geplant.

### Bau und Eröffnung
Baubeginn für die Streckenabschnitte Homburg – Glan-Münchweiler und Altenglan – Lauterecken war im Sommer 1902. Ab dem 14. August wurden die Materialien zum Streckenbau auf einer Schmalspurbahn mit Pferdegespannen von Altenglan nach Ulmet gebracht; italienische und kroatische Bauarbeiter bereiteten das Planum von Altenglan nach St. Julian vor. Die Bahngebäude wurden aus Sandstein errichtet, der aus der umliegenden Region bezogen wurde. Am 27. Oktober desselben Jahres begann das Mannheimer Unternehmen Grün & Bilfinger mit den Bauarbeiten für den Streckenabschnitt von Sankt Julian nach Lauterecken. Dazu musste bei Niedereisenbach der Glan sowie eine parallel verlaufende Straße verlegt werden. Das beim Ausheben eines neuen Flussbettes für den Glan angefallene Material wurde für den Bahndamm verwendet, um Überschwemmungen vorzubeugen. Verrichtet wurden die Arbeiten durch Tagelöhner aus Italien. Während der Bauzeit kam es zwischen den Bauarbeitern und der ortsansässigen Bevölkerung zu Spannungen, die sich teilweise in Form von Gewaltverbrechen äußerten. Witterungsbedingt mussten die Arbeiten von Dezember 1902 bis zum Frühjahr 1903 unterbrochen werden. Das Kriegsministerium versuchte eine möglichst schnelle Fertigstellung der Magistrale zu erreichen, da es mit einer kurzfristigen Mobilmachung rechnete. Anfang 1903 begann der Streckenbau zwischen Odernheim und Münster am Stein; damals waren fast alle Hochbauten entlang der beiden anderen Abschnitte bereits fertig gestellt.

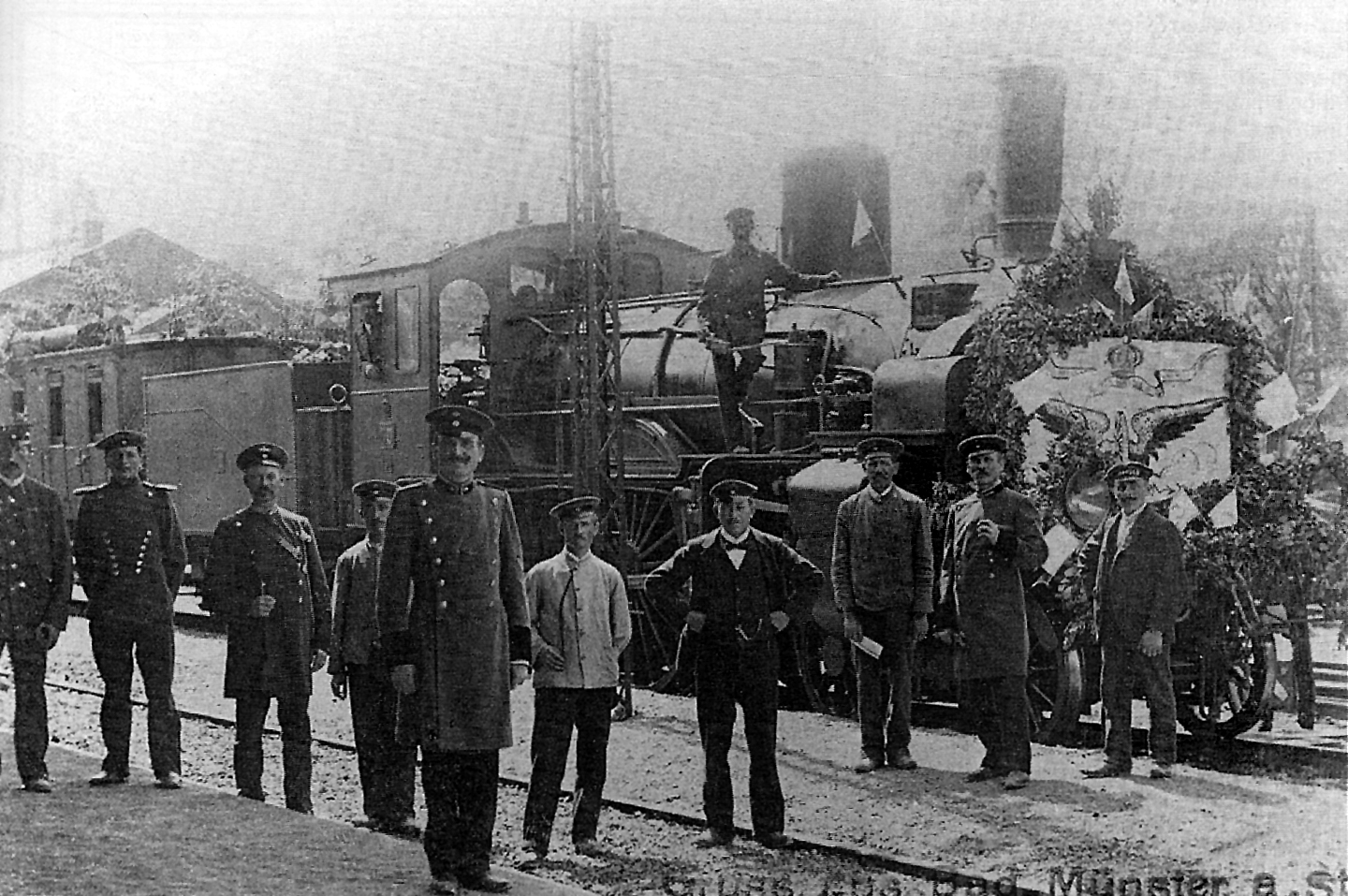
Eröffnungszug der Glantalbahn am 1. Mai 1904 in Bad Münster

Bereits 1903 fuhren auf dem offiziell noch nicht eröffneten Abschnitt Homburg – Jägersburg Kohlezüge zur Grube Nordfeld, die über eine Stichstrecke, die Nordfeldbahn, angebunden war. Dennoch wurde die Grube samt dieser Anschlussbahn mangels Rentabilität bereits zwei Jahre später stillgelegt. Die als westliche Fortsetzung konzipierte strategische Bahn Scheidt – St. Ingbert – Rohrbach – Kirkel – Limbach – Homburg wurde bereits am 1. Januar 1904 eröffnet. Zwischen Altenglan und Niederalben-Ratsweiler sowie zwischen Eschenau und Lauterecken war der Oberbau am 21. Januar 1904 größtenteils fertiggestellt, ab dem 13. Februar war der seit 1868 bestehende Streckenteil Glan-Münchweiler – Altenglan durchgängig zweigleisig befahrbar. Am 25. März fand zwischen Homburg und Lauterecken-Grumbach eine Probefahrt statt und fünf Tage später eine in der Gegenrichtung. Schließlich ging die Glantalbahn am 1. Mai 1904 auf der gesamten Länge mit den neu gebauten Abschnitten Homburg – Glan-Münchweiler, Altenglan – Lauterecken und Odernheim – Münster am Stein in Betrieb. Entlang der neuen Bahnstrecke gab es 26 Unterwegsstationen.

### Anfangszeit (1904–1933)

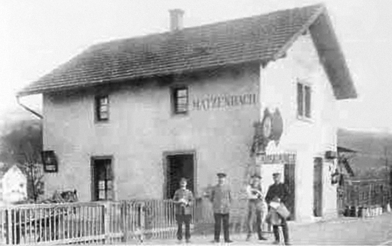
Bahnhof Eisenbach-Matzenbach (damaliger Name: Matzenbach) 1912

Am 1. Januar 1909 ging die Glantalbahn zusammen mit den übrigen Bahnstrecken innerhalb der Pfalz in das Eigentum der Bayerischen Staatseisenbahnen über. Zu diesem Zeitpunkt befand sich der Abschnitt Homburg – Schönenberg – Kübelberg in der Verwaltung der Betriebs- und Bauinspektion Homburg. Von Elschbach bis St. Julian-Gumbweiler war die Inspektion Kaiserslautern I zuständig, für die Reststrecke Kaiserslautern II. Im Ersten Weltkrieg diente die Strecke wie geplant weitgehend strategischen Zwecken. Bereits vom 9. bis zum 16. August 1914 fuhren über die Glantalbahn und weiter über die Bahnstrecke Mannheim – Saarbrücken täglich zwanzig Militärzüge aus der Region Posen nach Westen. Insgesamt achtmal wurde in diesem Jahr der Fahrplan geändert. Gleichzeitig blieb das Angebot für den zivilen Verkehr während der vierjährigen Kriegszeit eingeschränkt. Zum 1. November 1917 wurden die Bahnhöfe in Eschenau, Wiesweiler und Raumbach wegen Personalmangels vorläufig geschlossen, sie wurden jedoch bereits im Oktober 1918 reaktiviert.
In der Nachkriegszeit zeigten sich die Auswirkungen des Krieges vor allem in langen Fahrzeiten. Nachdem Deutschland den Ersten Weltkrieg verloren hatte, kamen Homburg und Jägersburg mit Wirkung vom 10. März 1920 zum neu geschaffenen Saargebiet, das auf Initiative der Siegermächte für die Dauer von 15 Jahren der Kontrolle durch den Völkerbund unterstand und während dieser Zeit französisches Zollgebiet war. Folglich war hierfür die Saareisenbahn zuständig, die aus der vormaligen preußischen Eisenbahndirektion Saarbrücken hervorgegangen war. Daher fanden im Bahnhof Waldmohr – ab 1921 als Jägersburg bezeichnet – Zollkontrollen statt. Mit Gründung der Deutschen Reichsbahn im gleichen Jahr ging die Glantalbahn bis Schönenberg-Kübelberg in deren Eigentum über, die sie zwei Jahre später der neu gegründeten Reichsbahndirektion Ludwigshafen unterstellte.
Unter Berufung auf den Versailler Vertrag forderte die Botschafterkonferenz der Alliierten 1922 den Abbau der Strecke Odernheim – Staudernheim und den Rückbau der restlichen Glantalbahn auf ein Gleis. Dies rief Widerstände vor Ort hervor. Sieben Jahre später erreichte die damalige Reichsregierung, dass lediglich der Streckenabschnitt Odernheim – Bad Münster auf ein Gleis reduziert werden musste und die Glantalbahn den Status einer Hauptbahn behielt. Außerdem wurde festgelegt, dass ab dem 1. September 1929 die Rückbaumaßnahmen innerhalb von neun Monaten abgeschlossen sein mussten; entsprechend begannen sie schon am 12. November desselben Jahres, was jedoch keine Auswirkungen auf den Bahnverkehr hatte.
In den Jahren 1923 und 1924 übernahm Frankreich infolge der Ruhrbesetzung und des danach von der Reichsregierung ausgerufenen passiven Widerstands die Eisenbahnen in den besetzten Gebieten im Ruhrgebiet und westlich des Rheins in den sogenannten Regiebetrieb. Das Reichsverkehrsministerium forderte die deutschen Eisenbahner auf, nicht mit den Besatzern zu kooperieren, so dass die Franzosen den Bahnverkehr selbst in die Hand nehmen mussten. Da ihnen die Betriebsvorschriften und die Sicherheitseinrichtungen der Anlagen jedoch nicht genügend bekannt waren, gestaltete sich der Bahnbetrieb während dieser Zeit risikoreich. Die Bevölkerung im Glantal versuchte wie in den übrigen besetzten Gebieten während dieser Zeit, die Bahn zu boykottieren. So wurden verstärkt Kraftpostlinien und private Lastkraftwagen als Alternative zum Regiebetrieb eingesetzt.

### Drittes Reich und Zweiter Weltkrieg (1933–1945)
Nach der Wiedervereinigung des Saargebietes mit Deutschland aufgrund der Volksabstimmung von 1935 entfielen die Zollkontrollen zwischen Jägersburg und Schönenberg-Kübelberg. Die bisherige Saareisenbahn firmierte fortan als Reichsbahndirektion Saarbrücken. Zwei Jahre später wurde die Reichsbahndirektion Ludwigshafen aufgelöst, zu der die Glantalbahn bislang gehörte. Bereits ab dem 1. Mai 1936 war der Zuständigkeitsbereich der Saarbrücker Direktion und des Betriebsamtes (RBA) Homburg um den Abschnitt bis Altenglan erweitert worden; die restliche Glanstrecke unterstand ab 1. April 1937 der Direktion Mainz und dem Betriebsamt Bad Kreuznach. In diesem Zusammenhang wurde die Bahnmeisterei Altenglan aufgelöst.
1938 wurde das zweite Gleis zwischen Odernheim und Bad Münster in Vorbereitung auf den Zweiten Weltkrieg wieder verlegt. Ebenso vermittelte der Bau des Westwalls und der Truppentransport der Bahnstrecke eine wichtige Bedeutung im gesamten Kriegsverlauf. Zwischen dem 24. und dem 27. September des Jahres fand eine Wehrübung in der Pfalz statt. Zu den Zielbahnhöfen der Truppenzüge aus Frankfurt am Main gehörten die Bahnhöfe Altenglan, Bedesbach-Patersbach, Glan-Münchweiler, Lauterecken-Grumbach und Schönenberg-Kübelberg.
Mit Ausbruch des Zweiten Weltkriegs 1939 wurde das Zugangebot erneut eingeschränkt. Im selben Jahr wurde eine eingleisige strategische Bahnstrecke vom Bahnhof Jägersburg bis Bexbach in Angriff genommen. Sie hatte den Zweck, im Bedarfsfall Homburg umfahren zu können. Bereits im Mai des Folgejahres kamen die Arbeiten zum Erliegen, ohne dass die Verbindung vollendet wurde. Aufgrund ihrer strategischen Bedeutung war die Strecke während des Kriegs vor allem ab 1944 oft Ziel von Luftangriffen der Alliierten. Mehrere Angriffe galten Bad Münster aufgrund seiner Bedeutung als Eisenbahnknotenpunkt. Weitere trafen Medard, Altenglan, Meisenheim, Odenbach, Odernheim, Ulmet, Wiesweiler und Lauterecken, was unter anderem die Zerstörung des dortigen Lokschuppens zur Folge hatte, sowie Offenbach, dessen Bahnhofsgebäude in Mitleidenschaft geriet. In den letzten Monaten des Kriegs wurde zwischen Rammelsbach und Bedesbach im Bereich der heutigen Ortslage Altenglan nördlich des Bahnhofs eine Verbindungskurve gebaut. Damit sollte für den Fall von Kriegsschäden an der Nahetalbahn zwischen Ottweiler und Bad Münster in Kombination mit der 1936 eröffneten Verlängerung der Kuseler Strecke bis Türkismühle eine zusätzliche Umleitungsmöglichkeit geschaffen werden. Tatsächlich wurde sie nur ein einziges Mal befahren und unmittelbar nach Kriegsende wieder abgebaut. Im März 1945 fiel sie an die US Army. Während dieser Zeit befuhren täglich 120 Züge die Strecke, die damals die einzige intakte zweigleisige Verbindung innerhalb der Pfalz war.

### Nachkriegszeit (1945–1962)
Das heutige Saarland, zu dem Homburg und Jägersburg gehören, wurde nach dem Zweiten Weltkrieg erneut vom deutschen Staatsgebiet abgetrennt, so dass die Stationen Jägersburg und Schönenberg-Kübelberg wieder zu Zollbahnhöfen wurden. Die restliche Glantalbahn befand sich innerhalb des neu geschaffenen Bundeslandes Rheinland-Pfalz. Für den Abschnitt Homburg – Jägersburg waren fortan die Saarländischen Eisenbahnen (SEB) beziehungsweise ab 1951 die Eisenbahnen des Saarlandes (EdS) zuständig, während der restliche Teil der Bahnstrecke der Betriebsvereinigung der Südwestdeutschen Eisenbahnen (SWDE) unterstand, die 1949 in die neu gegründete Deutsche Bundesbahn (DB) überging. Bereits 1945 war zwischen Homburg und Jägersburg das zweite Gleis abgebaut worden, da keine betriebliche Notwendigkeit mehr dafür bestand und es für die Reparatur anderer Strecken verwendet werden sollte; trotzdem war es im Bildfahrplan von 1952 noch enthalten.
Die Strecke erlebte in den 1950er Jahren einen kurzfristigen Aufschwung, der jedoch in der Folgezeit aufgrund des zunehmenden Individualverkehrs zurückging. Bedingt durch die Abtrennung des Saarlandes verlor vor allem der südliche Abschnitt Homburg – Glan-Münchweiler an Bedeutung, da er die Landesgrenze passierte. Dies bewirkte eine Konzentration der Verkehrsströme in Richtung Kaiserslautern. Die strukturellen Veränderungen hatten unter anderem zur Folge, dass der Abschnitt Homburg – Jägersburg ab dem 2. Mai 1955 offiziell nur noch den Status einer Nebenbahn hatte. Die Glantalbahn war zu diesem Zeitpunkt die am schwächsten frequentierte zweigleisige Strecke in Südwestdeutschland. Mit der wirtschaftlichen Rückgliederung des Saarlandes nach Deutschland 1959 entfielen zwar erneut die Zollkontrollen in Schönenberg-Kübelberg, die in den 1950er Jahren begonnenen Kapazitätseinschränkungen der Strecke setzten sich jedoch weiter fort. So wurde der Bahnhof Jägersburg mit der politischen Wiederangliederung des Saarlandes 1956 für den Personenverkehr stillgelegt und 1960 das zweite Gleis zwischen Jägersburg und Schönenberg-Kübelberg zurückgebaut, weil dafür ebenfalls kein betrieblicher Bedarf mehr bestand. Vom Bund erhielt die DB finanzielle Zuwendungen, die im Zusammenhang mit dem Kalten Krieg auf den Erhalt von Teilen der Strecke aus strategischen Gründen abzielten.

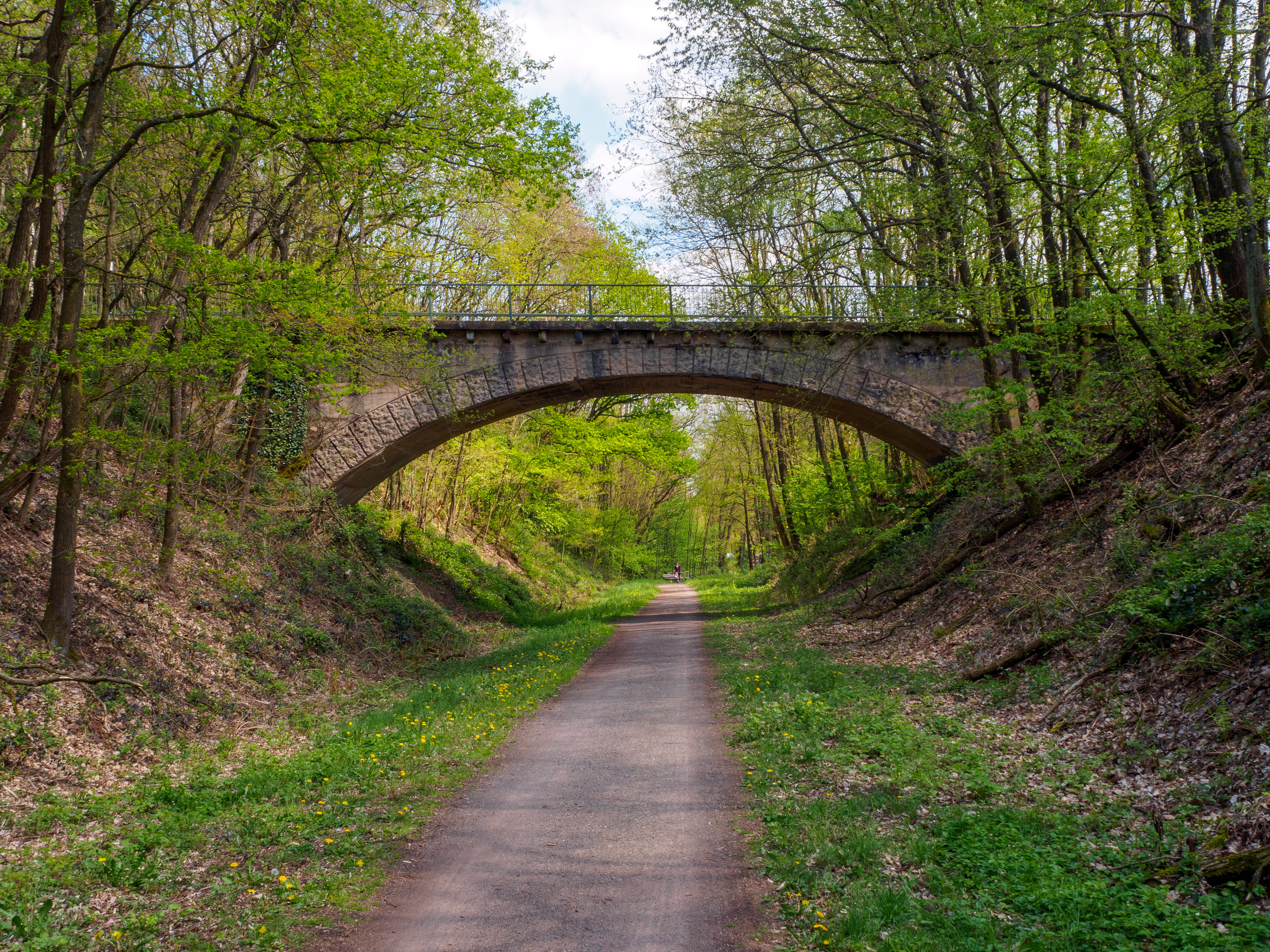
Standort des Anfang der 1960er Jahre errichteten Haltepunkts Sand

Im Oktober 1961 wurde der Abschnitt Odernheim – Bad Münster, der kaum zivile Bedeutung hatte, stillgelegt; in den Jahren 1962 und 1963 wurden die Gleise zwischen Odernheim und dem Anschluss des Kraftwerks Niederhausen abgebaut. Der Oberbau blieb jedoch bis in die 1980er Jahre bestehen. Zur selben Zeit entstanden zwischen Homburg und Glan-Münchweiler mit Sand, Elschbach Ort und Nanzweiler drei neue Haltepunkte.

### Niedergang (1962–1996)

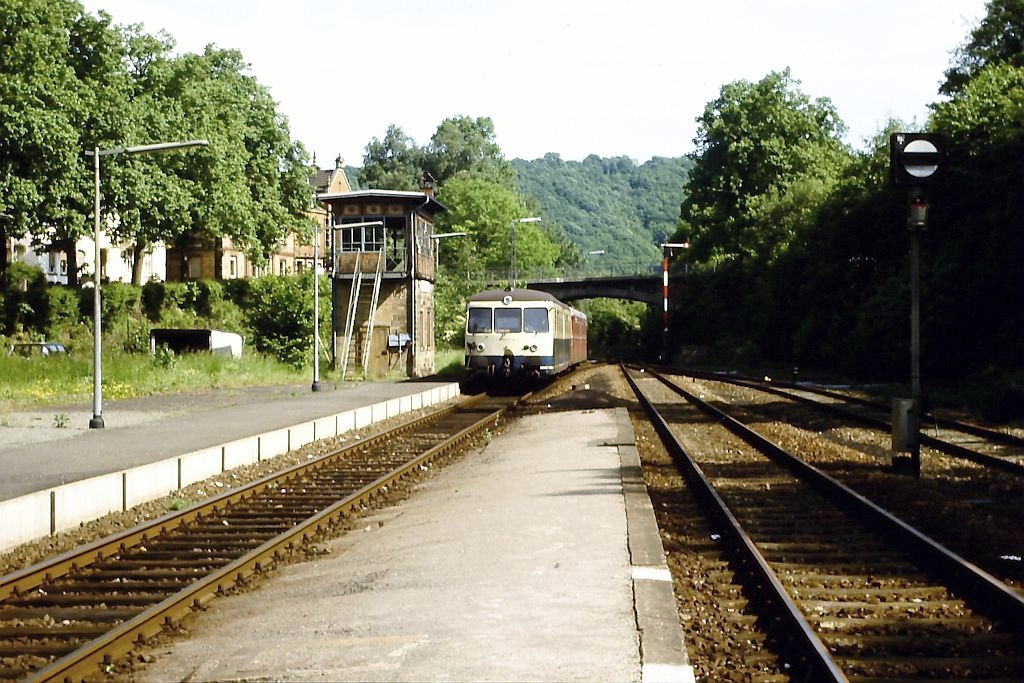
Akkutriebwagen DB 515 547 in Meisenheim kurz vor der Einstellung des Personenverkehrs zwischen Lauterecken-Grumbach und Staudernheim 1986

In den 1960er Jahren demontierte die DB auf den restlichen Streckenteilen stufenweise das zweite Gleis. 1968 waren das die Abschnitte Odernheim (Glan)–Altenglan und Glan-Münchweiler–Waldmohr-Jägersburg.
Mit der Auflösung der Bundesbahndirektion Mainz wechselte die Gesamtstrecke mit Wirkung vom 1. Juni 1971 in den Zuständigkeitsbereich der Bundesbahndirektion Saarbrücken. In der Folgezeit zeigte sich, dass die unterbliebenen Rationalisierungen die Wirtschaftlichkeit der Glantalbahn zusätzlich infrage stellten, da die meisten Stellwerke und Schrankenposten weiterhin von Hand bedient wurden; die Block- und Sicherungsvorrichtungen stammten überwiegend aus der Anfangszeit der Bahnstrecke. Ab Mitte der 1970er Jahre gab die DB zwischen Homburg und Glan-Münchweiler bis auf Schönenberg-Kübelberg und Dietschweiler alle Zwischenhalte auf, darunter die erst Anfang der 1960er Jahre eingerichteten.
Am 30. Mai 1981 erfolgte auf dem Abschnitt Homburg – Glan-Münchweiler die Gesamteinstellung des Personenverkehrs. Zwischen Schönenberg-Kübelberg und Glan-Münchweiler hatte es bereits vorher keinen Güterverkehr mehr gegeben. Vier Jahre später, am 31. Mai 1985, kam für den Verkehr zwischen Altenglan und Lauterecken-Grumbach das Aus. Obwohl faktisch seit Jahrzehnten keine Hauptbahn mehr, wurde der Glantalbahn-Abschnitt Glan-Münchweiler – Odernheim erst zum 29. September 1985 offiziell als Nebenbahn herabgestuft. 1986 stellte die Bundesbahn den Personenverkehr auf dem nördlichen Abschnitt von Lauterecken-Grumbach bis Staudernheim ein. Dadurch waren die Streckenabschnitte Schönenberg-Kübelberg – Glan-Münchweiler, Ulmet – Offenbach-Hundheim und Meisenheim – Odernheim ohne regulären Verkehr. Ab 1987 begann die Demontage des Abschnitts Schönenberg-Kübelberg – Glan-Münchweiler, der seit 1984 stillgelegt war. Am 1. Juli 1989 endete der Güterverkehr zwischen Waldmohr und Schönenberg-Kübelberg. Ab demselben Jahr war der Abschnitt zwischen Glan-Münchweiler und Altenglan ausschließlich eingleisig befahrbar.
1991 folgte der Abbau der Strecke zwischen dem Industriegebiet von Waldmohr und Schönenberg-Kübelberg. Der am 6. Juli 1992 verkehrende Unkrautspritzzug war die letzte durchgehende Zugfahrt zwischen Altenglan und Lauterecken-Grumbach. In den 1990er Jahren kam der Güterverkehr entlang der Glantalbahn, der zuletzt ausschließlich Waldmohr und Meisenheim versorgt hatte, endgültig zum Erliegen. Die Bedienung von Meisenheim endete 1993, die von Waldmohr 1995. 1993 wurde die Trasse des von Bad Münster kommenden Streckenabschnitts bis zur Anschlussstelle Kraftwerk Niederhausen in einen Radwanderweg umgewandelt. Im Zuge der Bahnreform gingen die verbliebenen Streckenabschnitte zum 1. Januar 1994 in das Eigentum der Deutschen Bahn über. Das 1992 eingeleitete Stilllegungsverfahren für den Abschnitt Altenglan – Lauterecken verzögerte sich dadurch bis zum Jahreswechsel 1995/1996. Am 10. Mai 1996 genehmigte das Eisenbahnbundesamt zudem die Stilllegung des nördlichen Glantalbahnabschnitts nach Staudernheim zum 1. Juli des Jahres.

### Entwicklung seit 1996

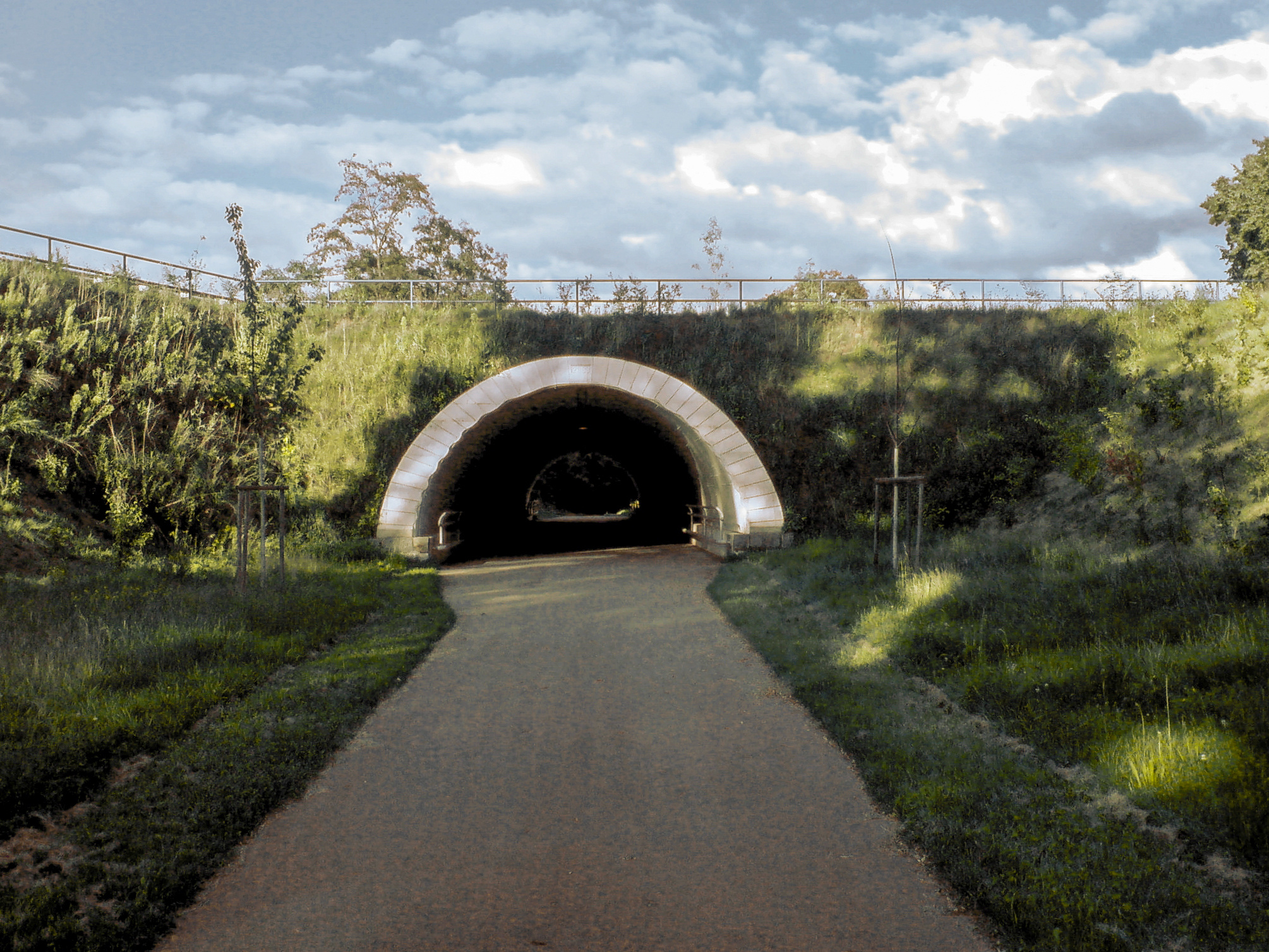
Neu errichteter Tunnel auf der früheren Bahntrasse zwischen Schönenberg-Kübelberg und Elschbach

Von der ehemals strategischen Bahnstrecke Homburg – Bad Münster ist nur noch der Abschnitt Glan-Münchweiler – Altenglan als Teil der ursprünglichen Strecke Landstuhl – Kusel in Betrieb. Er wird im Personenverkehr von Regionalbahnzügen befahren. Im Jahr 2000 übernahm die private Gesellschaft trans regio den Verkehr. Nach einer erneuten Ausschreibung und mit Beginn des Fahrplanwechsels Ende 2008 betreibt wieder die DB-Tochtergesellschaft DB Regio diese Linie.
Bereits 1985 kam ein Gutachten des Karlsruher Unternehmens PTV Planung Transport Verkehr zum Ergebnis, dass eine Reaktivierung des nördlichen Streckenabschnitts 2000 Fahrgäste pro Tag mit sich brächte. Aus Kostengründen lehnten sowohl das rheinland-pfälzische Verkehrsministerium als auch die Landkreise Bad Kreuznach und Kusel eine Wiederinbetriebnahme ab.
Um eine endgültige Stilllegung des Glantalbahn-Abschnitts Altenglan – Staudernhein einschließlich des Streckenabbaus zu verhindern, erwogen Studenten der Universität Kaiserslautern, auf diesem Streckenteil einen Betrieb mit Eisenbahn-Draisinen einzurichten. Zu den Unterstützern dieses Projekts gehörte der Kuseler Landrat Winfried Hirschberger. Nachdem die Draisinenstrecken im brandenburgischen Templin – zu diesem Zeitpunkt die einzigen in Deutschland – und bei Magnières in Lothringen begutachtet worden waren, begannen die konkreten Planungen, die Realisierung erfolgte 2000. Bereits im ersten Betriebsjahr verzeichnete das Projekt 7300 Benutzer; damit war der Zuspruch deutlich höher als erwartet. 2007 erwarb der Fremdenverkehrs-Zweckverband Kreis Kusel diesen Streckenabschnitt für 690.000 Euro von der Deutschen Bahn.
Die Streckenabschnitte Waldmohr – Glan-Münchweiler und Odernheim am Glan – Bad Münster sind inzwischen abgebaut; auf ersterem sowie auf weiten Teilen der Trasse des abgebauten zweiten Gleises zwischen Odernheim und Glan-Münchweiler wurde von 2001 bis 2006 der Glan-Blies-Weg angelegt. Dabei entstand zwischen Schönenberg-Kübelberg und Elschbach entlang der in dem Bereich als Rad- und Wanderweg dienenden Bahntrasse eine neue Überführung der Landesstraße 356. Der Abschnitt von Homburg bis Glan-Münchweiler wurde außerdem Ende 2011 von Bahnbetriebszwecken freigestellt.
2021 beschloss der Landkreis Kusel eine Machbarkeitsstudie zur Reaktivierung der Glantalbahn zwischen Lauterecken und Staudernheim in Auftrag zu geben. Das Land Rheinland-Pfalz und der zuständige Zweckverband übernahmen je ein Drittel der Kosten, ebenso die Landkreise Kusel und Bad Kreuznach gemeinsam. Am 9. Oktober 2023 wurden die Ergebnisse vorgestellt. Für den Abschnitt Staudernheim – Lauterecken errechnet das Gutachten einen Nutzen-Kosten-Faktor von 1,0, für den Abschnitt Lauterecken – Altenglan einen Nutzen-Kosten-Faktor von 0,3. Für den Abschnitt Staudernheim – Lauterecken soll eine Vorentwurfsplanung in Auftrag gegeben werden.

## Streckenverlauf

### Abschnitt Homburg – Altenglan

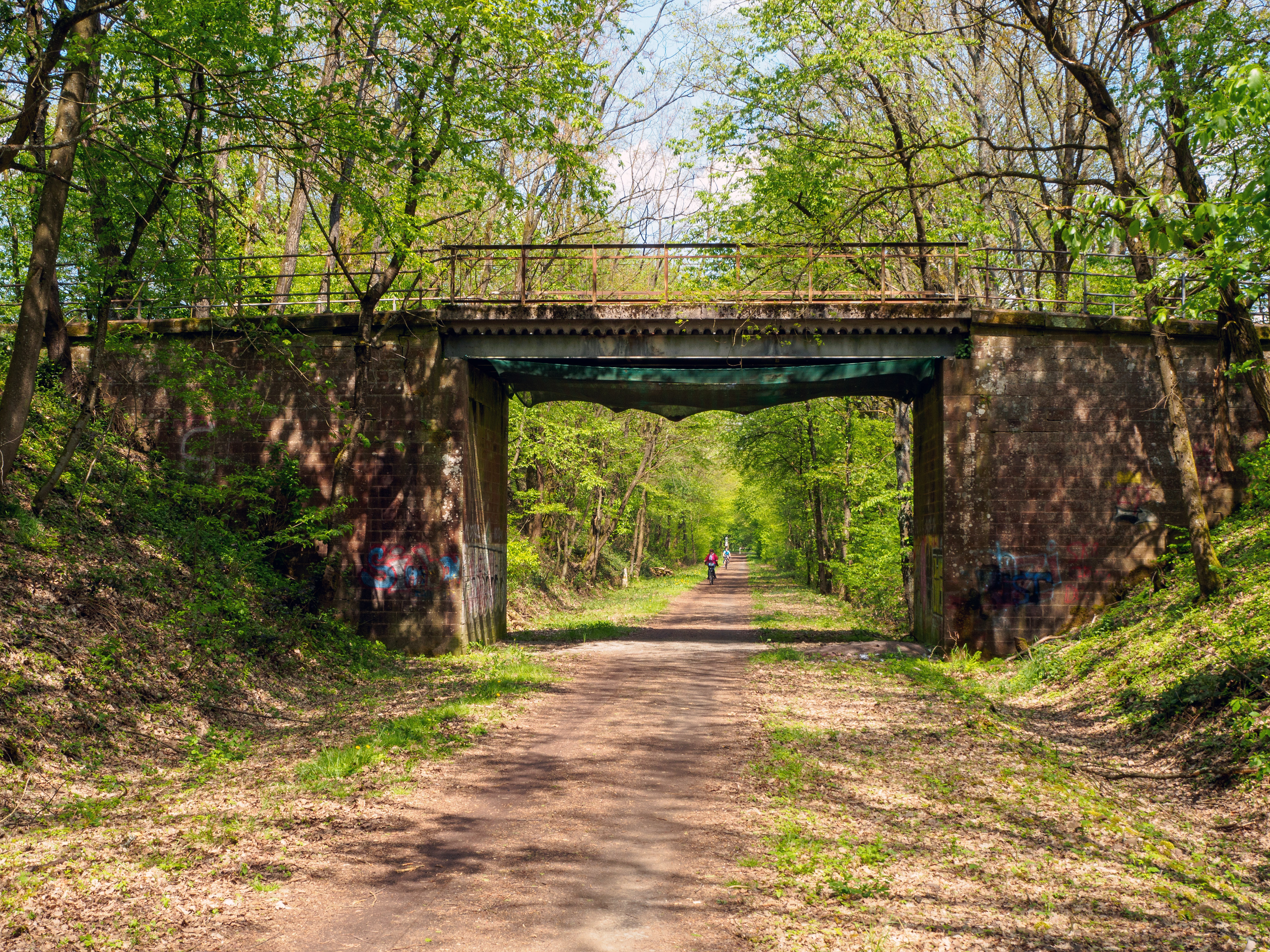
Ehemalige Bahnbrücke zwischen Waldmohr und Schönenberg-Kübelberg

Der südliche Streckenabschnitt Homburg – Glan-Münchweiler zweigt von der Bahnstrecke Mannheim – Saarbrücken ab und verläuft zunächst durch das Landstuhler Bruch. Dabei durchquert die Bahntrasse den ausgedehnten Jägersburger Wald. In diesem Bereich gibt es eine leichte Steigung, im weiteren Verlauf verliert sie hingegen nahezu kontinuierlich an Höhe. Kurz nach dem Bahnhof Jägersburg passiert die zunächst innerhalb der zum Saarpfalz-Kreis gehörenden Stadt Homburg verlaufende Strecke die Landesgrenze zwischen dem Saarland und Rheinland-Pfalz. Anschließend befindet sie sich im Landkreis Kusel und berührt Waldmohr; unmittelbar nördlich davon ist sie inzwischen abgebaut. Nach wenigen Kilometern erreicht die Strecke dahinter das Glantal, dem sie größtenteils folgt. Zwischen Jägersburg und Schönenberg-Kübelberg liegen die Neigungsverhältnisse bei 1:144. In diesem Bereich verläuft der Glan-Blies-Weg bis Glan-Münchweiler größtenteils auf und stellenweise neben der Bahntrasse. Am Nordrand des Peterswaldes passiert die Strecke Schönenberg-Kübelberg. Nachdem sie den Südrand des Ortsteils Sand gestreift hat, tritt sie in den Landkreis Kaiserslautern ein und erreicht den nordwestlichen Rand von Elschbach. Zwischen Waldmohr und Glan-Münchweiler wird der namensgebende Glan viermal überquert, da er in seinem Oberlauf sehr stark mäandriert; eine seiner Schleifen wird zwischen Elschbach und Dietschweiler mit dem Elschbacher Tunnel abgekürzt. Hinter diesem befindet sie sich erneut im Landkreis Kusel, den sie überwiegend durchquert. Bei Dietschweiler tritt sie in das Nordpfälzer Bergland ein. Kurz vor Glan-Münchweiler unterquert die Trasse die Bundesautobahn 62. Zwischen Schönenberg-Kübelberg und Glan-Münchweiler beträgt die Neigung 1:100. Unmittelbar danach trifft die Trasse auf die aus östlicher Richtung kommende Bahnstrecke Landstuhl – Kusel, mit der sie bis kurz vor Altenglan gemeinsam verläuft. Ab Glan-Münchweiler führt der Glan-Blies-Weg stellenweise parallel auf der Trasse des abgebauten zweiten Gleises. Nach den Haltepunkten Rehweiler und Eisenbach-Matzenbach passiert die Bahn die Orte Gimsbach und Godelhausen ohne Halt. In diesem Bereich wird die Landschaft zunehmend hügeliger. Westlich von Theisbergstegen führt sie auf einer Länge von rund drei Kilometern entlang des Osthanges des Remigiusberges. Östlich des Glans befindet sich der Potzberg mit seinem gleichnamigen Wildpark. Kurz vor Erreichen des Bahnhofs Altenglan biegt die Strecke nach Kusel links ab.

### Abschnitt Altenglan– Staudernheim/Bad Münster am Stein

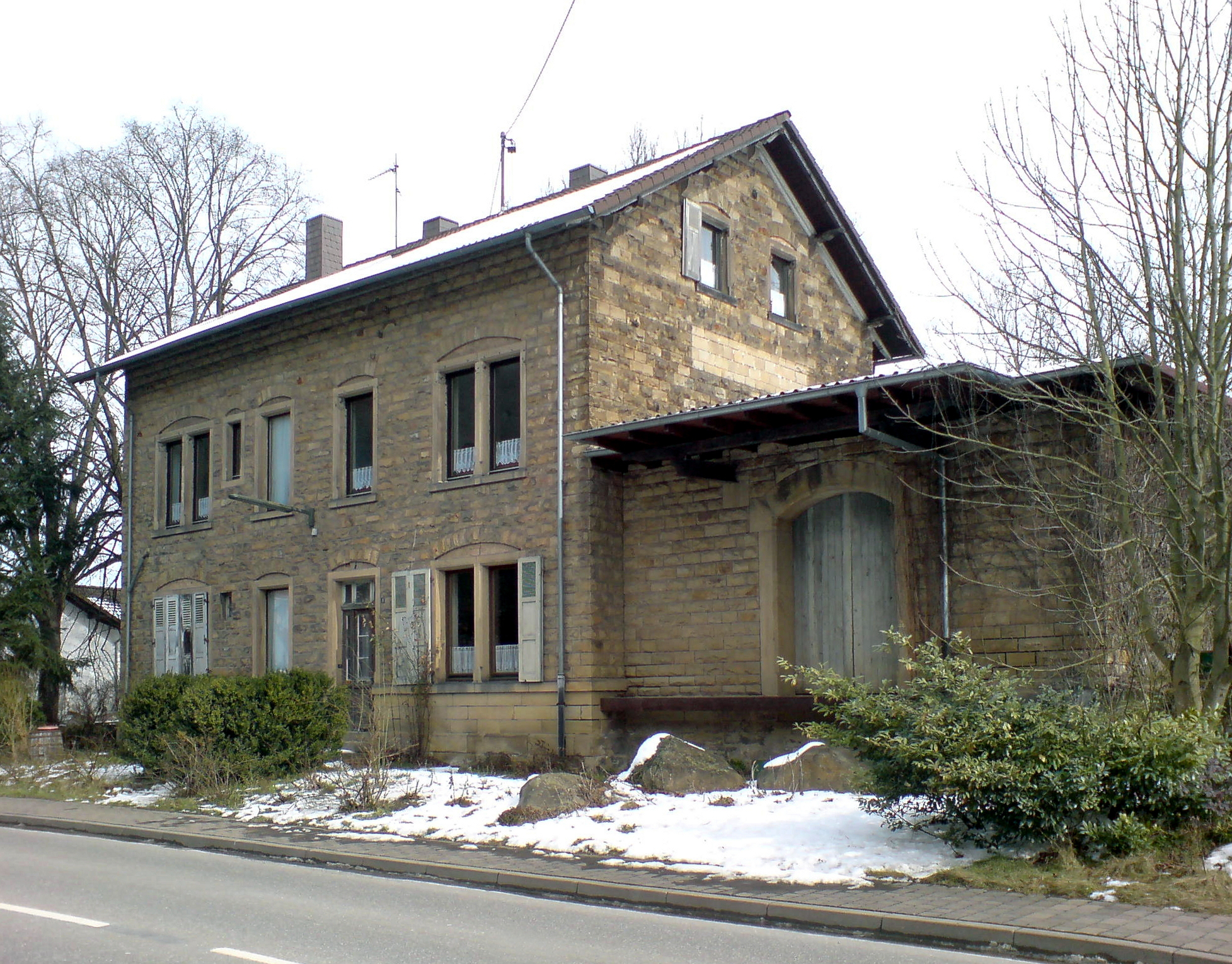
Bahnhof Wiesweiler

Die früher von der Glantalbahn benutzten Gleise im Bahnhof Altenglan, die zwischenzeitlich von der Kuseler Strecke abgetrennt wurden, bilden den südlichen Endpunkt der für den Draisinenverkehr benutzten Strecke. Zwischen Bedesbach-Patersbach und Eschenau wird der Glan insgesamt fünfmal überquert. Zwischen Bedesbach-Patersbach und Ulmet beträgt die Steigung 1:1143. Kurz vor dem Bahnhof Niederalben-Ratsweiler überbrückt die Strecke die Steinalp. Nördlich von Eschenau folgt sie dem orografisch linken Glanufer. Kurz vor Lauterecken mündet aus Südosten die Lautertalbahn in den Bahnhof Lauterecken-Grumbach ein. Nördlich von Lauterecken verbreitert sich das Flusstal deutlich, so dass die Anzahl der Brückenbauten dort geringer ist. Nördlich von Odenbach verlässt die Strecke den Landkreis Kusel und befindet sich im Landkreis Bad Kreuznach. Kurz vor Meisenheim überbrückt die Glantalbahn den Jeckenbach und passiert anschließend einen Einschnitt, an den sich unter anderem der Meisenheimer Tunnel anschließt.

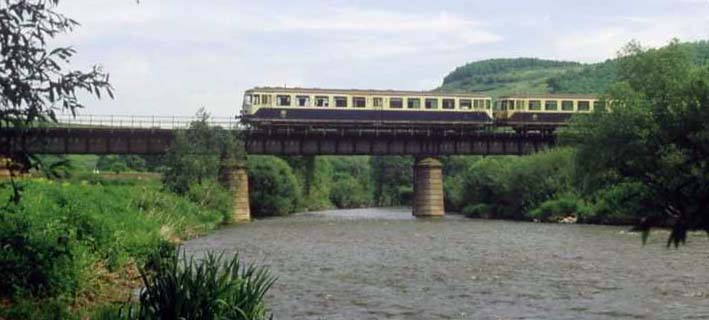
Akkutriebwagen auf der Nahebrücke der Glantalbahn bei Staudernheim

In nördlicher Richtung nehmen die Weinberge entlang der Strecke zu und sie erreicht das Naheland. In Odernheim gabelt sie sich in den bereits 1897 eröffneten, noch existierenden Zweig, der eine leichte Steigung aufweist und von dem ein Anschlussgleis zu einer Mühle abzweigt. In einem großen Bogen umgeht er den Disibodenberg, überbrückt die Nahe und endet in Staudernheim. Der südliche Zweig, der aus strategischen Gründen eingerichtet wurde und mittlerweile abgebaut ist, passiert zunächst den Mündungsbereich des Glans und danach mit dem Kinnsfelstunnel eine Talenge der Nahe beim Gangelsberg. Am rechten Naheufer verläuft er parallel zur Nahetalbahn am anderen Ufer. Es folgen der Nordrand der Ortsgemeinde Oberhausen an der Nahe und der Stausee Niederhausen, ehe die Strecke nach Überquerung der Nahe in die Nahetalbahn mündet. Kurze Zeit später unterquert diese die Bundesstraße 48, danach kommt von rechts die Alsenztalbahn, ehe der Bahnhof Bad Münster am Stein erreicht wird.

## Kilometrierung

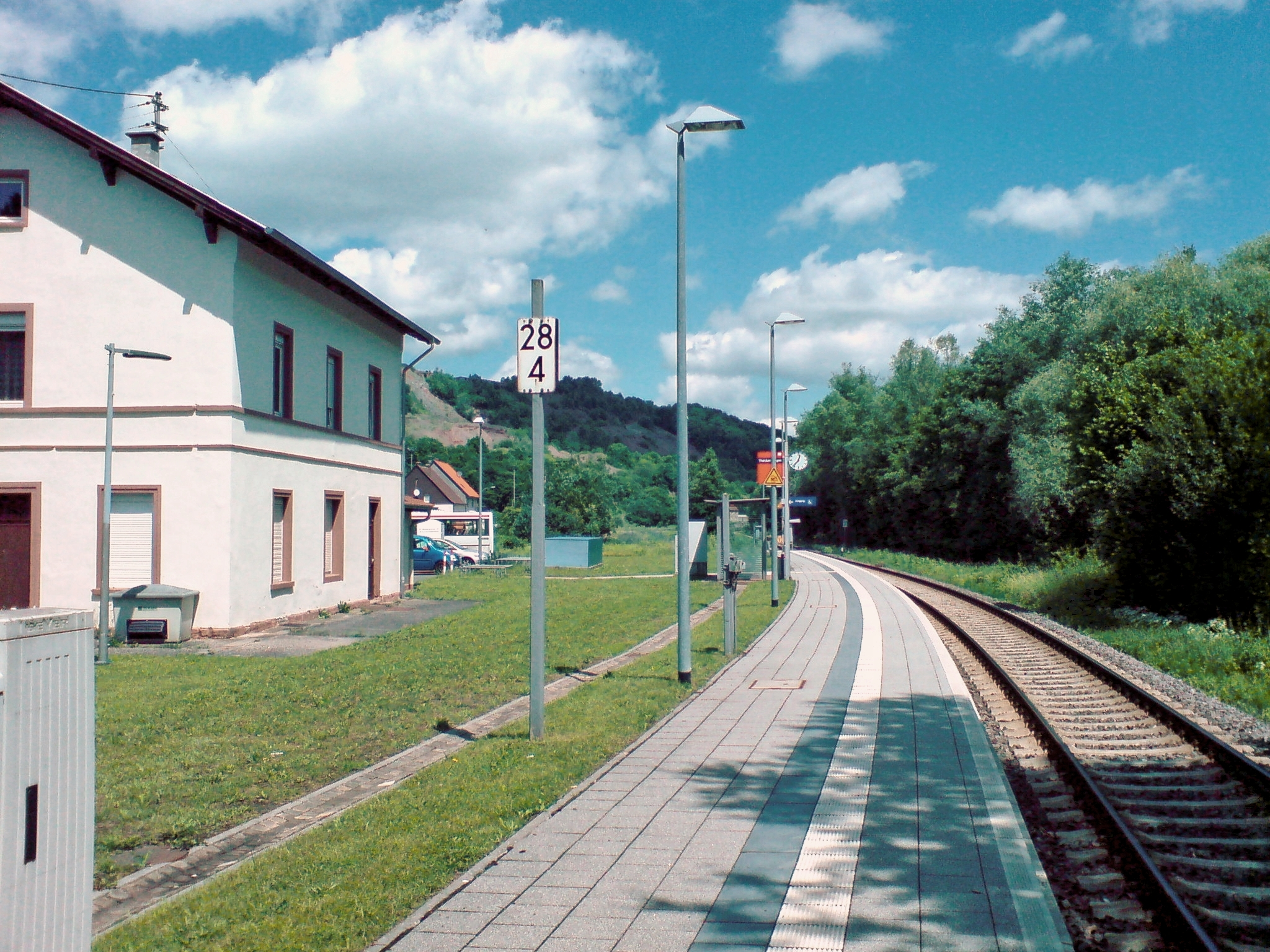
Bahnhof Theisbergstegen mit Kilometerangabe

Da der Abschnitt Glan-Münchweiler – Altenglan als Teil der Bahnstrecke Landstuhl – Kusel entstand und der Abschnitt Lauterecken – Staudernheim ursprünglich eine Fortsetzung der Lautertalbahn war, waren die beiden Streckenabschnitte zunächst in die Kilometrierung dieser beiden Bahnstrecken einbezogen, sodass sich der jeweilige Nullpunkt in Landstuhl bzw. Kaiserslautern befand.
Nach Eröffnung der strategischen Bahn 1904 wurde eine durchgehende Kilometrierung vorgenommen, die westlich des zwischen St. Ingbert und Saarbrücken liegenden Bahnhofs Scheidt begann und über die seit 1879 bzw. 1895 existierende Bestandsstrecke bis Rohrbach verlief, anschließend die seit 1. Januar 1904 bestehende Verbindung über Kirkel und Limbach einbezog und danach für die Glantalbahn galt. Dabei lag der Bahnhof Bad Münster am Stein bei Streckenkilometer 109,7.
Da der Abschnitt Scheidt – Homburg als kürzeste Verbindung zwischen Homburg und Saarbrücken Bestandteil der Magistrale Mannheim – Saarbrücken wurde, erfolgte nach dem Zweiten Weltkrieg eine neue Kilometrierung der Glantalbahn bis Altenglan mit dem Nullpunkt in Homburg. Nördlich des Bahnhofs Altenglan behielt man die Kilometrierung ab Scheidt bei, so dass es dort einen Sprung von Kilometer 33,05 auf Kilometer 56,89 gibt. An dieser Stelle befand sich von 1937 bis 1945 zugleich die Direktionsgrenze zwischen Saarbrücken und Mainz. Der Abschnitt Odernheim – Staudernheim besaß ab 1904 zunächst eine eigenständige Kilometrierung und wurde ab 1961 in die bei Scheidt beginnende einbezogen. Der Bahnhof Staudernheim lag fortan bei Kilometer 96,9.
| Bahnhof              | 1900   | 1940   | 1980  |
| -------------------- | ------ | ------ | ----- |
| Rehweiler            | 15,874 | 47,525 | 23,69 |
| Eisenbach-Matzenbach | 17,498 | 49,227 | 25,36 |
| Theisbergstegen      | 20,554 | 52,255 | 28,42 |
| Altenglan            | 24,080 | 55,763 | 31,93 |
| Rammelsbach          | 26,076 | 2,00   | 2,00  |
| Kusel                | 28,555 | 4,47   | 4,47  |

## Betrieb

### Personenverkehr

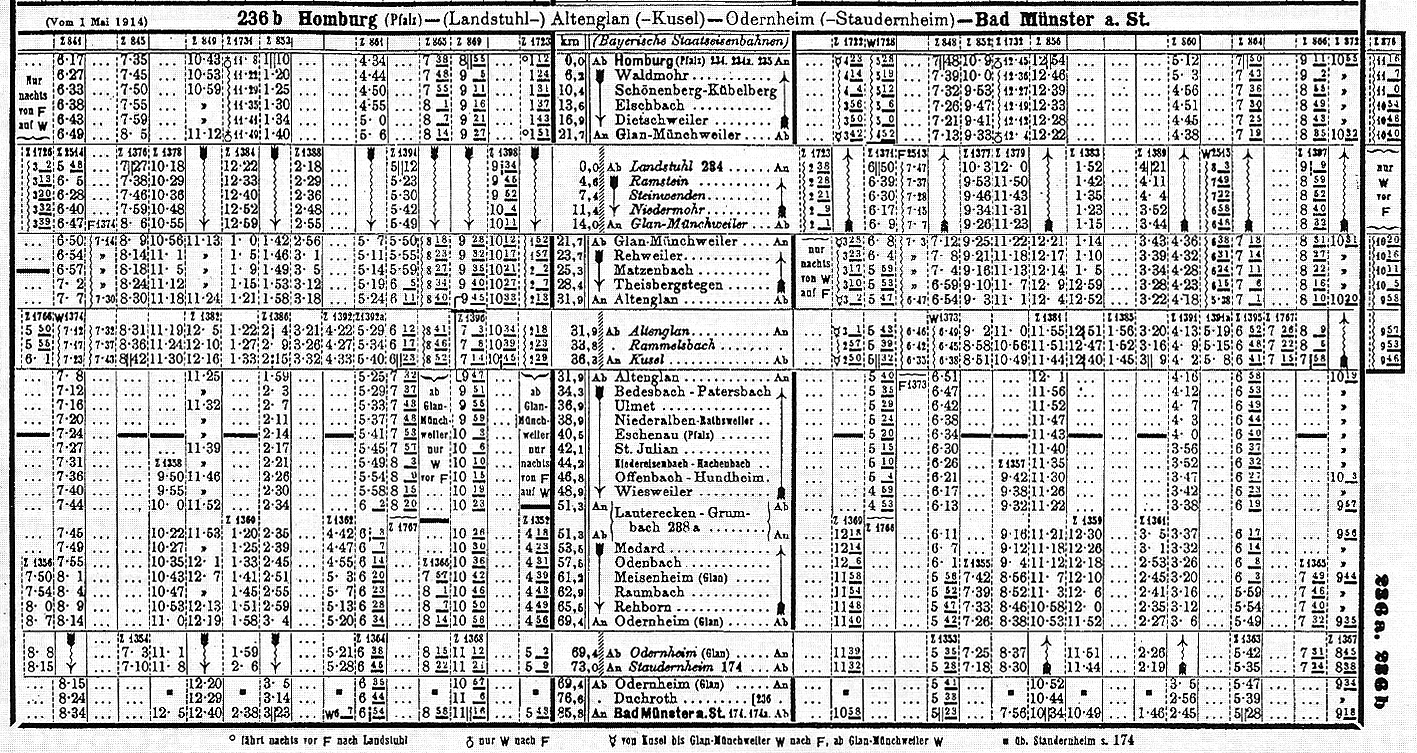
Sommerfahrplan 1914

Der kriegsbedingt ausgedünnte Sommerfahrplan 1917

#### Pfälzische Eisenbahnen und Königlich Bayerische Staatseisenbahnen
Zwischen Glan-Münchweiler und Altenglan verkehrten ab 1868 dreieinhalb Jahrzehnte lang stets vier Personenzugpaare der Relation Landstuhl – Kusel, davon anfangs zwei als gemischte Züge. Zum Zeitpunkt der Streckeneröffnung des Abschnitts Lauterecken – Odernheim im Jahr 1896 verkehrten vier Zugpaare über die Lautertalbahn nach Kaiserslautern; hinzu kam ein Paar, das ausschließlich zwischen Odernheim und Lauterecken fuhr. Ein Jahr später wurden die Zugleistungen bis nach Staudernheim durchgebunden.
Mit der vollständigen Eröffnung der Glantalbahn von Homburg bis Bad Münster fuhren anfangs drei Zugpaare. Der durchgehende Verkehr von Kaiserslautern nach Staudernheim wurde dadurch zunächst nicht mehr angeboten. Zwischen Odernheim und Staudernheim gab es in den Folgejahren ausschließlich Pendelfahrten. In der Folgezeit erhöhte sich die Zahl der Züge auf Teilstrecken. Ebenso wurden vereinzelt Direktzüge der Relation Kusel – Neunkirchen eingeführt, die primär den Arbeitern der dortigen Kohlebergwerke dienten. In den Jahren 1913/1914 kam es zum einzigen Mal in der Geschichte der Strecke vor, dass eine planmäßige Überholung eines Zuges stattfand: So ließ in Glan-Münchweiler an einem Samstagabend ein nach Homburg verkehrender Personenzug einen 1912 eingeführten Eilzug aus Bad Münster überholen. Letzterer wurde mit Beginn des Ersten Weltkriegs eingestellt. Der Fahrplan von 1914 wies Verbindungen auf, die ausschließlich zwischen Lauterecken-Grumbach und Staudernheim bzw. Bad Münster oder Meisenheim und Staudernheim verkehrten. Während des Ersten Weltkriegs reduzierte sich der Fahrplan fast durchgängig. Ein Jahr nach dem Krieg existierte lediglich eine durchgängige Verbindung von Homburg nach Bad Münster. Zudem verlängerten sich die Fahrzeiten.

#### Deutsche Reichsbahn und Saareisenbahn
Ab dem 1. Juni 1920 fuhren Züge der Relationen Saarbrücken – Bad Münster, Saarbrücken – Altenglan und Saarbrücken – Kusel. Die nach Neunkirchen fahrenden Züge verkehrten inzwischen bis zur Grube Heinitz. In den Jahren 1926 und 1927 verkehrte mit einem Durchgangszug (D) von Calais nach Wiesbaden erstmals ein Fernzug über die Glantalbahn, jedoch ausschließlich in Richtung Wiesbaden. Ab Sommer 1930 verkehrte außerdem ein Ausflugszug der Relation Saarbrücken – Bierbach – Homburg – Altenglan – Bingerbrück entlang der strategischen Strecke. Vor allem in den 1930er Jahren gab es mehrere über die Glanstrecke verlaufende Eckverbindungen wie Homburg – Glan-Münchweiler – Ramstein und Kaiserslautern – Lauterecken – Altenglan – Kusel. In den Jahren 1933/1934 blieben einige von Homburg ausgehende Zugläufe auf den innerhalb des Saargebiets verlaufenden Abschnitt bis Jägersburg beschränkt. Die Angliederung des Saargebiets an das Deutsche Reich im Jahr 1935 hatte zur Folge, dass die Zahl der von bzw. nach Saarbrücken verlaufenden Züge zunahm. Zudem verkehrten einige Züge der Relation Lauterecken-Grumbach – Staudernheim. Der Fahrplan von 1936 wies darüber hinaus zwei Züge von Staudernheim bis Kaiserslautern auf. Ein Jahr später existierte an Samstagen ein Zug von Homburg nach Glan-Münchweiler, der bis Elschbach ohne Zwischenhalt durchfuhr. Während dieser Zeit es gab lediglich vier Zugpaare auf dem Abschnitt Odernheim – Bad Münster.
Ab November 1942 gab es auf besondere Anordnung ein Schnellzugpaar der Relation Berlin – Kassel – Frankfurt – Altenglan – Homburg – Metz für Fronturlauber. In den Jahren 1945/1946 verkehrte ein letztes Mal ein Schnellzugpaar über die Glantalbahn von Saarbrücken nach Koblenz, das aber für den Zivilverkehr nur eingeschränkt zur Verfügung stand. Dies war der letzte Zug, der durchgehend auf dieser Strecke fuhr und dabei noch den Anfang der 1960er Jahre stillgelegten Abschnitt Odernheim – Bad Münster nutzte.

#### Eisenbahnen des Saarlandes, Deutsche Bundesbahn und Deutsche Bahn

Fahrplan im Jahr 1961

Viele Züge befuhren nach dem Zweiten Weltkrieg ausschließlich Teilstrecken, da sich die Verkehrsströme vor allem in Richtung Kaiserslautern orientierten. Nachdem Homburg und Jägersburg als Teil des nun Saarland genannten Territoriums erneut abgetrennt waren, verstärkte sich diese Entwicklung zusätzlich. Die Bergarbeiterzüge der Relation Kusel – Neunkirchen – Heinitz verkehrten bis in die 1960er Jahre und waren zeitweise die einzigen Personenzüge auf dem Abschnitt Homburg – Glan-Münchweiler. Die Stilllegung des Abschnitts Odernheim – Bad Münster im Jahr 1961 verhinderte wirtschaftliche Zugläufe, da Züge in Richtung Bad Kreuznach fortan ebenfalls nach Staudernheim fahren mussten, um dort „Kopf“ zu machen und anschließend entlang der Nahetalbahn zu fahren. Ein Jahr später endete der Sonntagsverkehr auf den Abschnitten Homburg – Glan-Münchweiler und Altenglan – Lauterecken-Grumbach.
Ab 1965 fuhren werktags zwei Eilzugpaare der Relation Zweibrücken – Mainz über die Glantalbahn. Ihr Initiator war der damalige Zweibrücker Oberbürgermeister und rheinland-pfälzische Landtagsabgeordnete Oskar Munzinger. Im Volksmund erhielten diese Züge deshalb den Namen „Munzinger-Express“. 1967 kam für kurze Zeit ein weiteres zwischen Homburg und Gau Algesheim hinzu. Ende der 1970er Jahre wurden sie aus dem Fahrplan gestrichen. 1975 folgte auf den Abschnitten Glan-Münchweiler – Altenglan und Lauterecken-Grumbach – Staudernheim die Einstellung des Sonn- und Feiertagsverkehrs. Zwischen Homburg und Glan-Münchweiler existierte zum Zeitpunkt der Einstellung ausschließlich ein Zug in die nördliche Richtung. Der Streckenabschnitt Altenglan – Lauterecken wies in den letzten Jahren vor der Einstellung der Personenbeförderung 1985 an Werktagen drei Zugpaare auf. Zwischen Lauterecken-Grumbach und Staudernheim verblieben sechs Zugpaare, ehe ab 1986 der Personenverkehr auf dem Abschnitt ebenfalls endete. Auf beiden Streckenabschnitten beschränkte sich die Personenbeförderung zuletzt im Wesentlichen auf den Schülerverkehr. Entlang des nördlichen Streckenabschnitts wurden einzelne Züge bis nach Sobernheim durchgebunden.
Seit Mai 1996 wird der heute betriebene Abschnitt Glan-Münchweiler – Altenglan als Teil der Strecke Landstuhl – Kusel mindestens stündlich bedient. Ebenso wird der 1975 eingestellte Personenverkehr an Sonntagen wieder angeboten. Die Deutsche Bahn führt sie unter der Kursbuchnummer 671; sie wird im Stundentakt bedient. Meist werden die Züge bis Kaiserslautern durchgebunden.

### Güterverkehr
Lediglich in den ersten Jahrzehnten ihres Bestehens erlangte die Glantalbahn im Güterfernverkehr größere Bedeutung. Von den 1940er und 1950er Jahren abgesehen, fuhren die Kohlezüge aus dem Saargebiet meistens über die Hauptstrecke Mannheim – Saarbrücken in Richtung Oberrheintal und Süddeutschland. Ansonsten beschränkte sich der überregionale Güterverkehr auf Züge mit Lademaßüberschreitung. Dazu wurde meist das Gleis der Gegenrichtung gesperrt, was betrieblich aufgrund des geringen Verkehrs unproblematisch war.

Fahrplan der Glantalbahn aus dem Güterkursbuch von 1930

Der Nahgüterverkehr entwickelte sich in den ersten Jahrzehnten positiv. Um 1910 fuhren auf der Strecke Güterzüge der Relationen Kaiserslautern – Altenglan – Bad Münster sowie Homburg – Kusel. 1920 verkehrte ein Nahgüterzug vom Bahnhof Ebernburg an der Alsenztalbahn, der die Bahnhöfe zwischen Bad Münster und Lauterecken-Grumbach bediente und anschließend als Durchgangsgüterzug nach Homburg fuhr. Für die Bahnhöfe zwischen Lauterecken-Grumbach und Homburg war ein weiterer Nahgüterzug zuständig. Zwischen Homburg und Altenglan kam ebenfalls ein Durchgangsgüterzug zum Einsatz, der bei Bedarf durch einen zusätzlichen Güterzug von Homburg bis Lauterecken-Grumbach ergänzt wurde. In Odernheim verfügte die örtliche Ölmühle über ein Anschlussgleis, und wurde in Form einer Übergabefahrt bedient.
Nachdem auf der Glantalbahn nach dem Zweiten Weltkrieg der Güterverkehr deutlich zurückgegangen war, gab es auf den betreffenden Teilstrecken bis zu deren Aufgabe meist nur noch Übergabezüge von den Knotenbahnhöfen aus. In der Folgezeit stellte die Bundesbahn den Güterverkehr auf mehreren Teilabschnitten ein, so etwa zwischen Schönenberg-Kübelberg und Glan-Münchweiler. Auf dem zwischenzeitlich zum Gleisanschluss degradierten Streckenabschnitt von Bad Münster bis zum Kraftwerk Niederhausen gab es bis zur Stilllegung Ende 1990 Bedienfahrten. Ab 1967 existierte ein Anschlussgleis, das ins Industriegebiet von Waldmohr führte. Anfang 1995 wurde es stillgelegt; es handelte sich um die letzte Güterbedienung entlang der Glantalbahn jenseits des Abschnitts Glan-Münchweiler – Altenglan.
Die Bahnhöfe Theisbergstegen, Altenglan, Bedesbach-Patersbach, Sankt Julian und Lauterecken-Grumbach hatten aufgrund umliegender Steinbrüche eine erhebliche wirtschaftliche Bedeutung. Weitere Bahnhöfe mit größerem Güterverkehr waren Jägersburg, Schönenberg-Kübelberg und Odernheim.

### Draisinenbetrieb

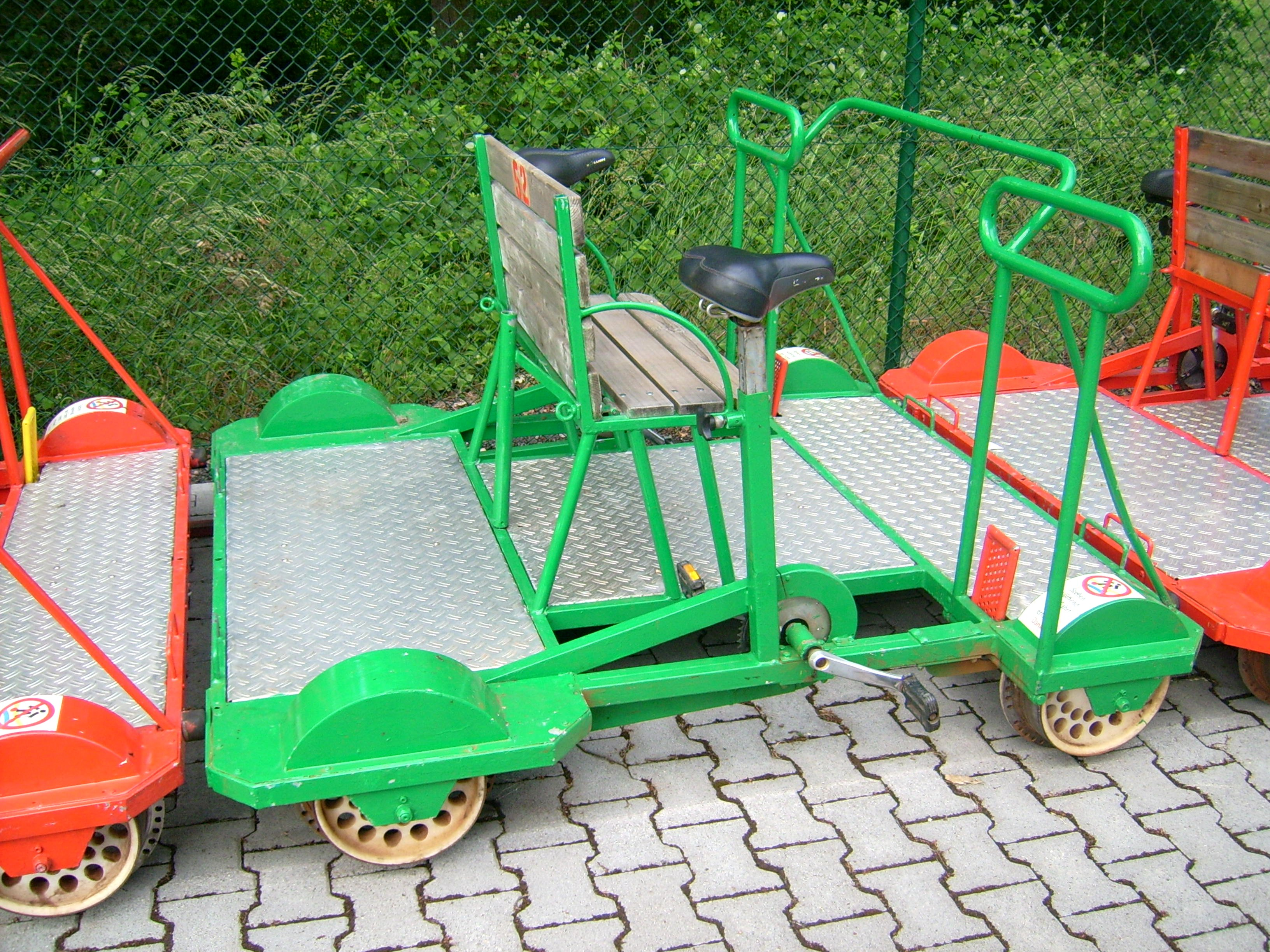
Eine seit 2000 eingesetzte Draisine in Altenglan

Der Draisinenverkehr zwischen Altenglan und Staudernheim wird von März bis Oktober angeboten. Alle früheren Unterwegsbahnhöfe fungieren als Draisinenstation; zwischen Bedesbach und Ulmet kam eine in Erdesbach dazu. An geraden Tagen fahren die Draisinen in Richtung Altenglan, an ungeraden in Richtung Staudernheim. Auch Lauterecken-Grumbach, die Endstation der abzweigenden Lautertalbahn, kann als Startpunkt gewählt werden. Mit Fahrraddraisinen, Konferenzdraisinen, Handhebeldraisinen, Planwagendraisinen und barrierefreien Draisinen sind mehrere Typen im Angebot. Seit Mitte 2013 wurde es durch mit Akkumulatoren angetriebene Elektrodraisinen erweitert; ein Teil der Fahrzeuge erhielt eine rollstuhlgerechte Umrüstung.

## Fahrzeugeinsatz

### Dampflokomotiven
Zunächst kamen ab 1868 zwischen Glan-Münchweiler und Altenglan vor allem Pfälzische G 1.III zum Einsatz, obwohl sie ursprünglich für Güterzüge konzipiert worden waren, und bis 1879 vereinzelt Crampton-Lokomotiven aus der Anfangszeit des pfälzischen Bahnbetriebs. Erstere dominierten bis kurz vor der Jahrhundertwende das Betriebsgeschehen. In den 1870er Jahren kam die Baureihe P 1.I hinzu. Für den unteren Glantalbahnabschnitt zwischen Lauterecken und Staudernheim fand ab 1896 die T 1 Verwendung, die später auch andere Teilstrecken befuhr.
Ab 1911 verkehrten vier Jahrzehnte lang Lokomotiven des Typs P 5, ehe sie im Mai 1954 vollständig ausgemustert wurden. Diese Baureihe war besonders prägend für die Glantalbahn. Zuständig für den Einsatz waren die Bahnbetriebswerke Homburg und Kaiserslautern. Weitere Gattungen auf der Strecke in der Zeit der Pfalzbahn waren die G 2.I und die G 2.II. Unter der Reichs- und später der Deutschen Bundesbahn verkehrten die Baureihen 38.10–40, 50, 55.16–22, 56.2–8, 57.10, 58, 64, 78, 93.0–4, 93.5–12 und 94.5. Der Betrieb mit Dampflokomotiven endete 1975.

### Diesellokomotiven
Für die von 1965 bis 1979 verkehrenden, „Munzinger-Express“ genannten Eilzüge der Relation Zweibrücken – Mainz kamen Diesellokomotiven der Baureihe V 100.20 zum Einsatz, die sogenannte „Silberlinge“ zogen. Vor Güterzügen waren sie ebenso wie die Baureihe V 100.10 nach dem Ende des Einsatzes von Dampflokomotiven anzutreffen. Ab Ende der 1960er Jahre war die Baureihe V 60 für die Übergabezüge zwischen Homburg und Schönenberg-Kübelberg zuständig. Für Dienstzüge entlang der gesamten Glantalbahn fand sie ebenso Verwendung und beim Abbau der Gleise zwischen Waldmohr und Schönenberg-Kübelberg 1991 wurde sie ebenfalls verwendet. Für Schotterzüge aus den Steinbrüchen von Bedesbach und Theisbergstegen wurde die Baureihe 218 herangezogen.
Von 1933 bis 1981 leisteten Kleinlokomotiven des Typs Köf II den Verschubdienst an den Bahnhöfen Altenglan und Lauterecken-Grumbach. Von dort aus beförderten sie die Übergabezüge in Nachbarbahnhöfe. Vereinzelt wurden sie auch für Bauzüge eingesetzt. Ab Mitte der 1960er Jahre übernahm die Köf III zunehmend diese Aufgaben. Bis 1995 bediente sie das Industriegebiet von Waldmohr.

### Triebwagen
Von Mitte 1904 bis Mai 1906 pendelten zwischen Odernheim und Staudernheim Dampfmotorwagen der Gattung MBCL. Da sie jedoch die Erwartungen nicht erfüllten, wurden sie bereits nach zwei Jahren ausgemustert; ihr Einsatzgebiet wurde in die Südpfalz verlegt. Von 1926 bis etwa 1940 fuhren zwischen Homburg und Altenglan Wittfeld-Akkumulatortriebwagen.

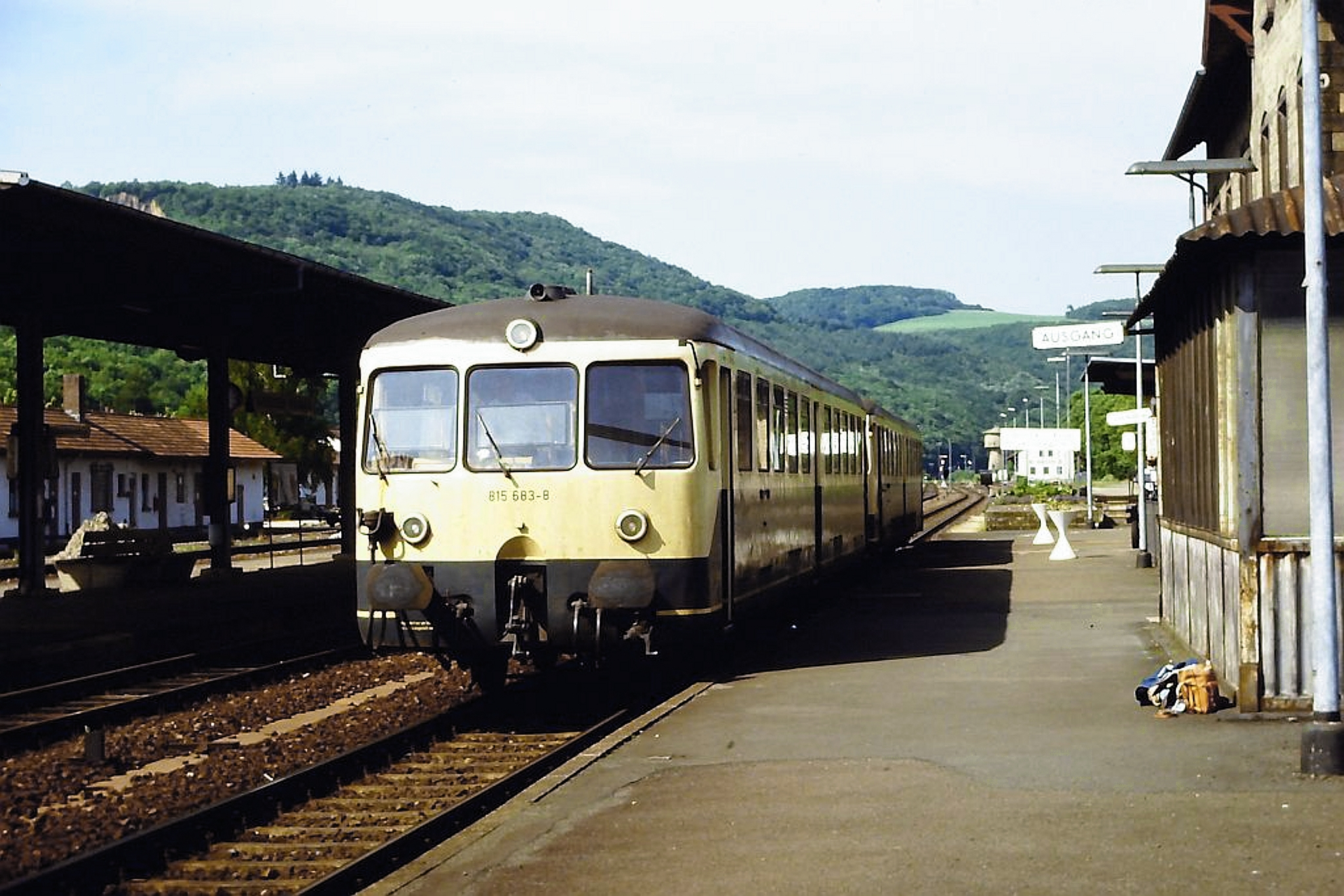
Akkutriebwagen DB-Baureihe 515+815 im Bahnhof Lauterecken-Grumbach 1986, eingefahren aus Staudernheim

Von 1933 bis 1935 wurden auf dem Abschnitt Homburg – Jägersburg und teilweise weiter bis Glan-Münchweiler auf Initiative der Saareisenbahnen Wismarer Schienenbusse eingesetzt. Ab Mitte der 1950er Jahre übernahmen Uerdinger Schienenbusse aus dem Bahnbetriebswerk Landau den Personenverkehr. Der einmotorige Subtyp VT 95 verrichtete bis 1976 seinen Dienst, der ab etwa 1960 eingesetzte zweimotorige VT 98 blieb bis zur Einstellung des Personenverkehrs zwischen Homburg und Glan-Münchweiler 1981 auf der Glantalbahn. Akku-Triebwagen der Baureihe ETA 150 verkehrten deutlich länger, ihr Einsatz begann ab Ende der 1950er Jahre auf der Strecke nördlich von Glan-Münchweiler und dauerte bis zur Stilllegung des Personenverkehrs zwischen Altenglan und Staudernheim.
Ab Ende der 1980er Jahre übernahmen Dieseltriebwagen der Baureihe 628/928 den Verkehr auf der noch heute betriebenen Teilstrecke Glan-Münchweiler–Altenglan. Von 2000 bis 2008 waren es Regio-Shuttles der trans regio. Seit Dezember 2008 kommen Talent-Triebwagen der Deutschen Bahn AG zum Einsatz.

## Betriebsstellen

### Homburg (Saar) Hauptbahnhof

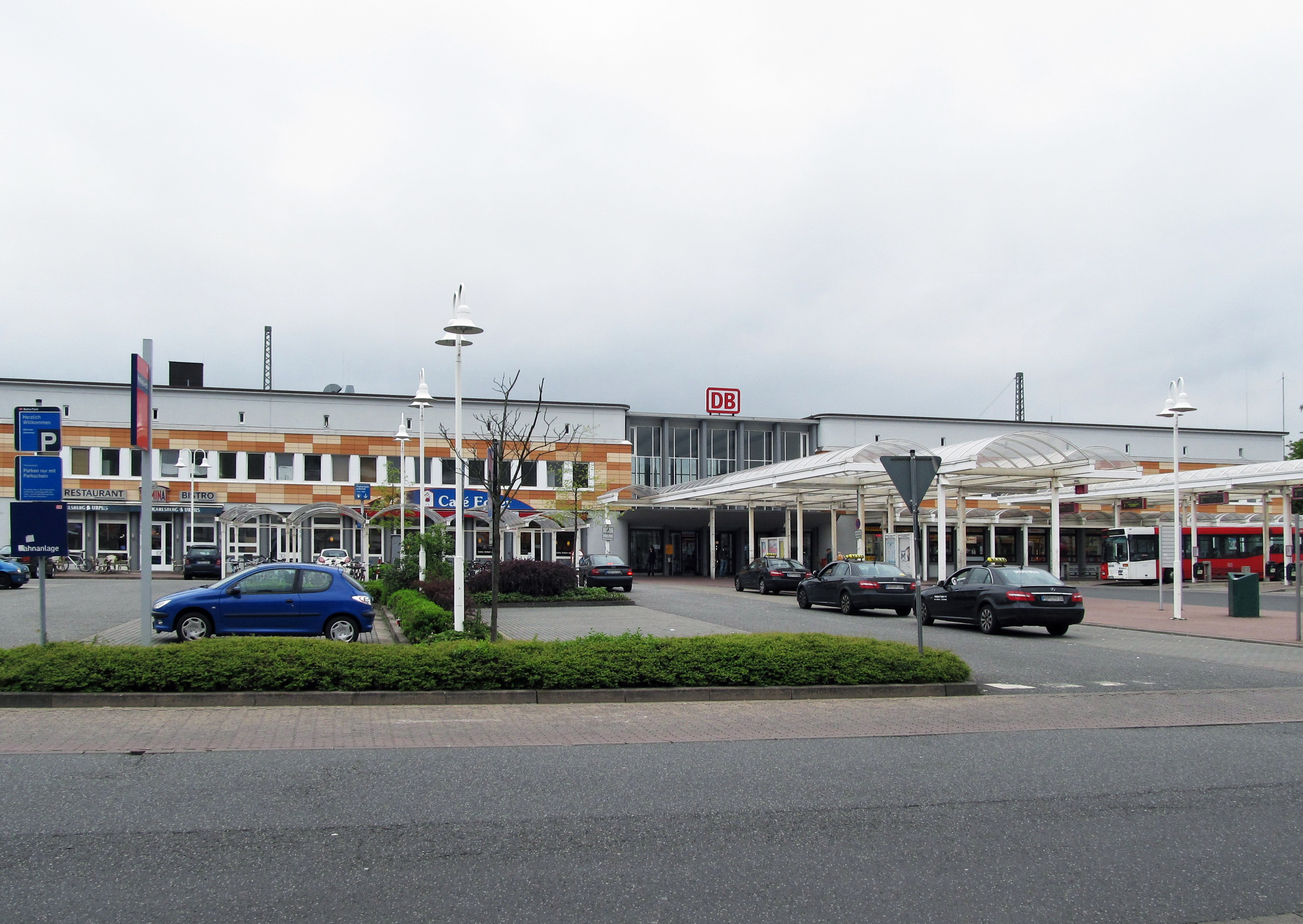
Homburg (Saar) Hauptbahnhof

Bis 1923 hieß der Bahnhof Homburg (Pfalz). Er wurde bereits 1848 für die Pfälzische Ludwigsbahn Ludwigshafen – Bexbach eröffnet, die ein Jahr später vollständig in Betrieb ging. Mit Eröffnung der inzwischen stillgelegten Bahnstrecke Homburg – Zweibrücken 1857 wurde er nach Schifferstadt (1847), Ludwigshafen (1853) und Neustadt an der Haardt (1855) der vierte Eisenbahnknotenpunkt innerhalb der damaligen Pfalz.
Am 1. Januar 1904 folgte die Strecke Homburg – Limbach – Kirkel – Rohrbach, die wie die vier Monate später vollendete Glantalbahn aus strategischen Gründen errichtet worden war. Somit war die Bahnstrecke entlang des Glans die letzte, die an den Bahnhof angeschlossen wurde. Während die Personenzüge der Glantalbahn die aus der Ludwigsbahn hervorgegangene Bahnstrecke Mannheim – Saarbrücken niveaufrei unterquerten, gab es für Güterzüge auf dieser inzwischen stillgelegten Strecke ein gesondertes Gleis, das direkt in den Bahnhof führte. Nach dem Ersten Weltkrieg war der Bahnhof Teil des Saargebiets und nach dem Zweiten Weltkrieg Teil des Saarlandes, weshalb er entsprechend umbezeichnet wurde. Als Folge dieser Entwicklung verkehrten die Züge der Bliestalbahn in der Regel nach Homburg anstatt wie zuvor nach Zweibrücken. Der Personenverkehr nach Zweibrücken endete 1989, der ins Bliestal 1991. Neben der Magistrale von Mannheim nach Saarbrücken ist der Bahnhof östlicher Endpunkt der Strecke aus Neunkirchen, die ab Bexbach ebenfalls Teil der historischen Ludwigsbahn ist.

### Erbach

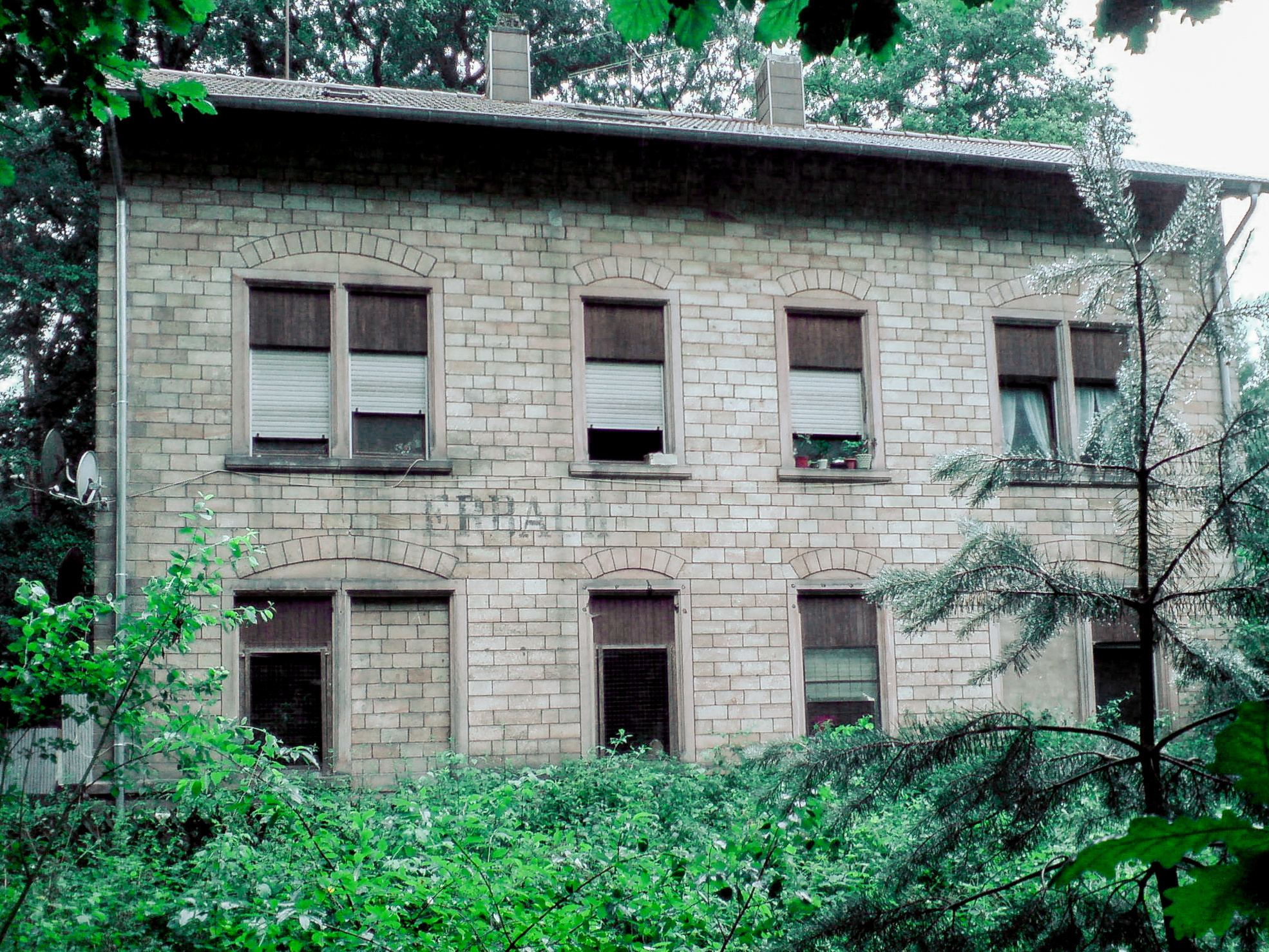
Haltepunkt Erbach

Erbach erhielt ein kleineres Empfangsgebäude. Zusammen mit dem Haltepunkt Sambach an der Lautertalbahn war der Haltepunkt wegen seiner peripheren Lage die unrentabelste Betriebsstelle im Netz der Pfalzbahn. So wurden 1905 lediglich 547 Fahrkarten verkauft und 16,49 Tonnen Güter empfangen beziehungsweise versandt.
Der Homburger Hauptbahnhof liegt ebenfalls teilweise auf der Erbacher Gemarkung und sogar näher beim Ort Erbach als die frühere Bahnstation Erbach. Der Bahnhof Erbach wurde bereits 1905, ein Jahr nach der offiziellen Streckeneröffnung, aufgegeben. In der Folgezeit fungierte er als Zwischenblockstelle Erbach Posten Nummer 2904. Heute befindet sich dort das Ria-Nickel-Tierheim Homburg.

### Jägersburg

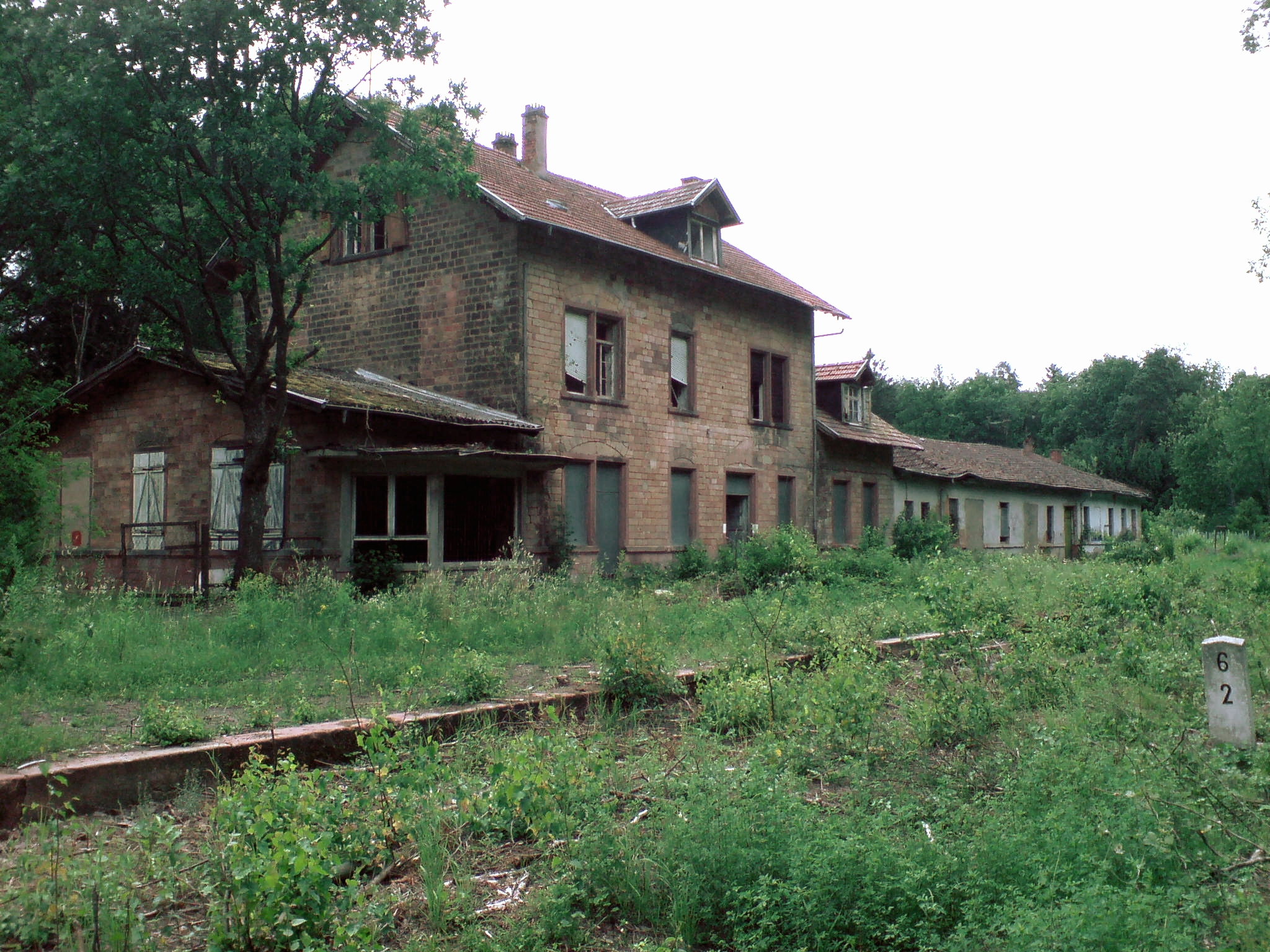
Bahnhof Jägersburg

Bei der Eröffnung hieß der Bahnhof Jägersburg-Waldmohr. Bis 1905 zweigte dort die sogenannte Nordfeldbahn zur Grube Nordfeld ab, die im Frühjahr 1903 freigegeben worden war. In diesem Zusammenhang war der Streckenabschnitt Homburg–Jägersburg bereits inoffiziell für Güterzüge zur Grube freigegeben worden. Die Grube Nordfeld musste bereits zum Jahreswechsel 1904/1905 schließen, womit die Anschlussbahn nach zwei Betriebsjahren ihre Funktion verlor.
Schon früh stritten sich die Gemeinden Jägersburg und Waldmohr um den Namen, da der Bahnhof zwar auf der Gemarkung von Jägersburg, jedoch in der Nähe von Waldmohr steht. In der Folgezeit wechselte die Bezeichnung der Anlage ständig: 1905 bis 1912 hieß sie Waldmohr-Jägersburg, von 1912 bis 1921 Waldmohr, von 1921 bis 1936 Jägersburg, von 1936 bis 1947 erneut Waldmohr-Jägersburg, ab 1947 Jägersburg. Durch die temporäre Abtrennung des Saargebiets beziehungsweise des heutigen Saarlandes fungierte er von 1920 bis 1935 sowie von 1947 bis 1956 als Zollbahnhof.
Der Bahnhof wurde 1957 aufgelassen und drei Jahre später als Zugfolgestelle aufgegeben. Er ist mit dem dazugehörenden Gelände seit Jahren ungenutzt und hat den schlechtesten Zustand aller ehemaligen Bahnhöfe der Glantalbahn. Im Juni 2012 dienten Gebäude und Umfeld als Kulisse der vom Saarländischen Rundfunk produzierten Tatort-Folge Eine Handvoll Paradies.

### Anschlussstelle Waldmohr und Ladestelle Fregoma
1967 kam es zwischen der Deutschen Bundesbahn und der Gemeinde Waldmohr zu einem Vertrag mit dem Inhalt, bei Streckenkilometer 6,7 einen Gleisanschluss für das örtliche Industriegebiet einzurichten. Diese Anschlussstelle (Anst.) Waldmohr genannte Betriebsstelle wurde von zwei Unternehmen aus der Stahlbaubranche genutzt. Obwohl sie regelmäßig bedient wurde, hatte sie stets eine untergeordnete Bedeutung. Zuletzt wurde sie sehr selten bedient, ehe der dortige Verkehr Anfang 1995 eingestellt wurde. 300 Meter weiter befand sich auf dem Streckengleis die Ladestelle Frego.

### Schönenberg-Kübelberg

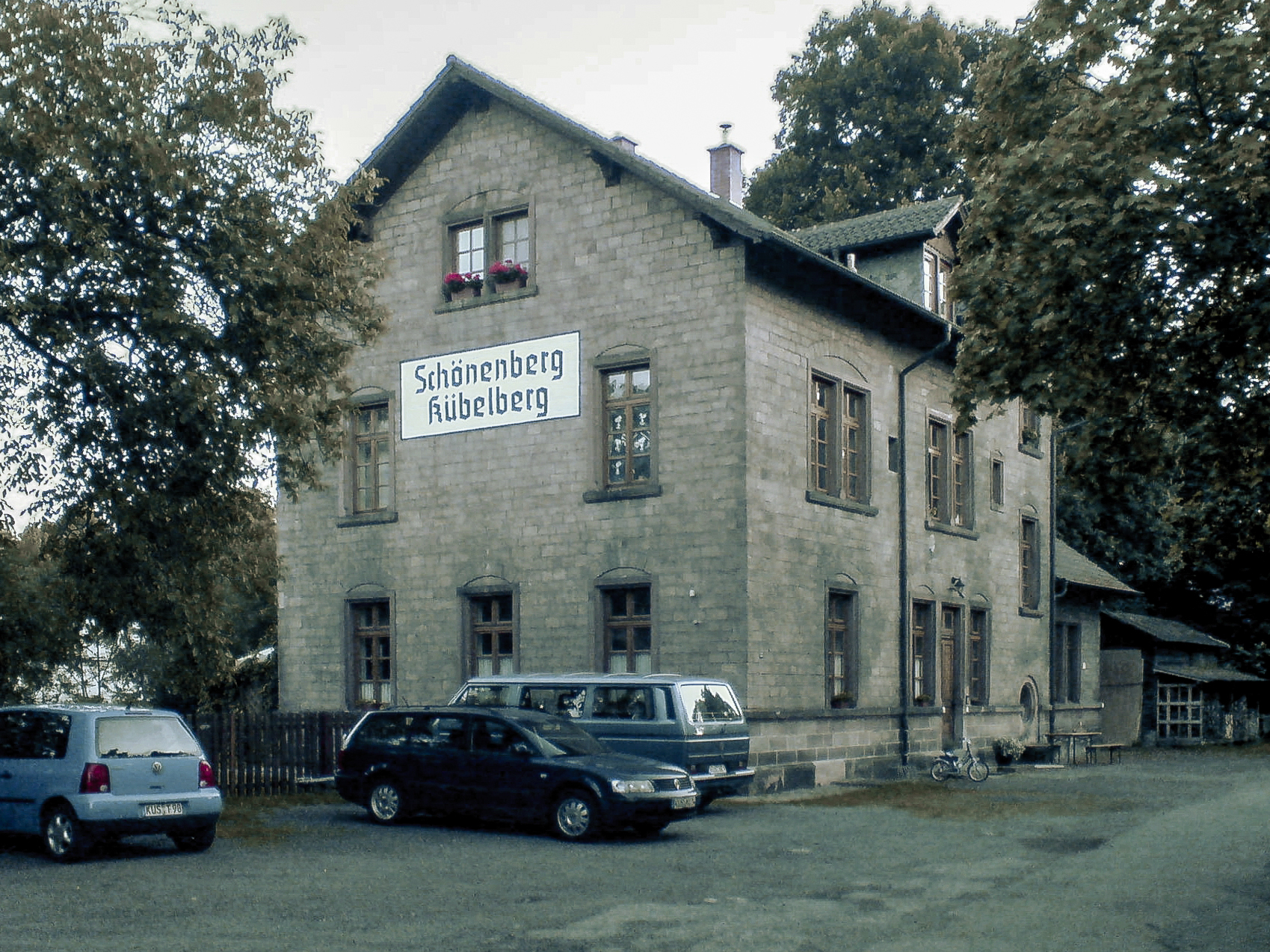
Bahnhof Schönenberg-Kübelberg

Schönenberg-Kübelberg war stets der wichtigste Bahnhof zwischen Homburg und Glan-Münchweiler. Bedingt durch die temporäre Abtrennung des Saargebiets bzw. des Saarlandes war Schönenberg-Kübelberg von 1920 bis 1935 und von 1947 bis 1959 Zollbahnhof. Aus diesem Grund hielt der in den Jahren 1926 und 1927 in Richtung Wiesbaden über die Glantalbahn verkehrende Calais-Wiesbaden-Express ebenfalls dort.
Der Bahnhof hatte einst einen umfangreichen Güterverkehr, der 1989 beendet wurde. Er verfügte über einen Güterschuppen und eine Verladerampe. Er war Unterwegshalt der Eilzüge Zweibrücken – Mainz. Zum Zeitpunkt der Einstellung des Personenverkehrs zwischen Homburg und Glan-Münchweiler 1981 war er nur noch einer von zwei Bahnhalten entlang dieses Streckenabschnitts.
Die frühere Bahnhofsanlage mit dem Empfangsgebäude, einem Pissoir, einem Lagergebäude, dem Bahnsteig und einem Bahnhofshotel, ist inzwischen eine Denkmalzone.

### Sand
Der Haltepunkt wurde Anfang der 1960er Jahre auf der Trasse des damals bereits abgebauten zweiten Gleises eröffnet, allerdings 15 Jahre später wieder aufgegeben.

### Elschbach

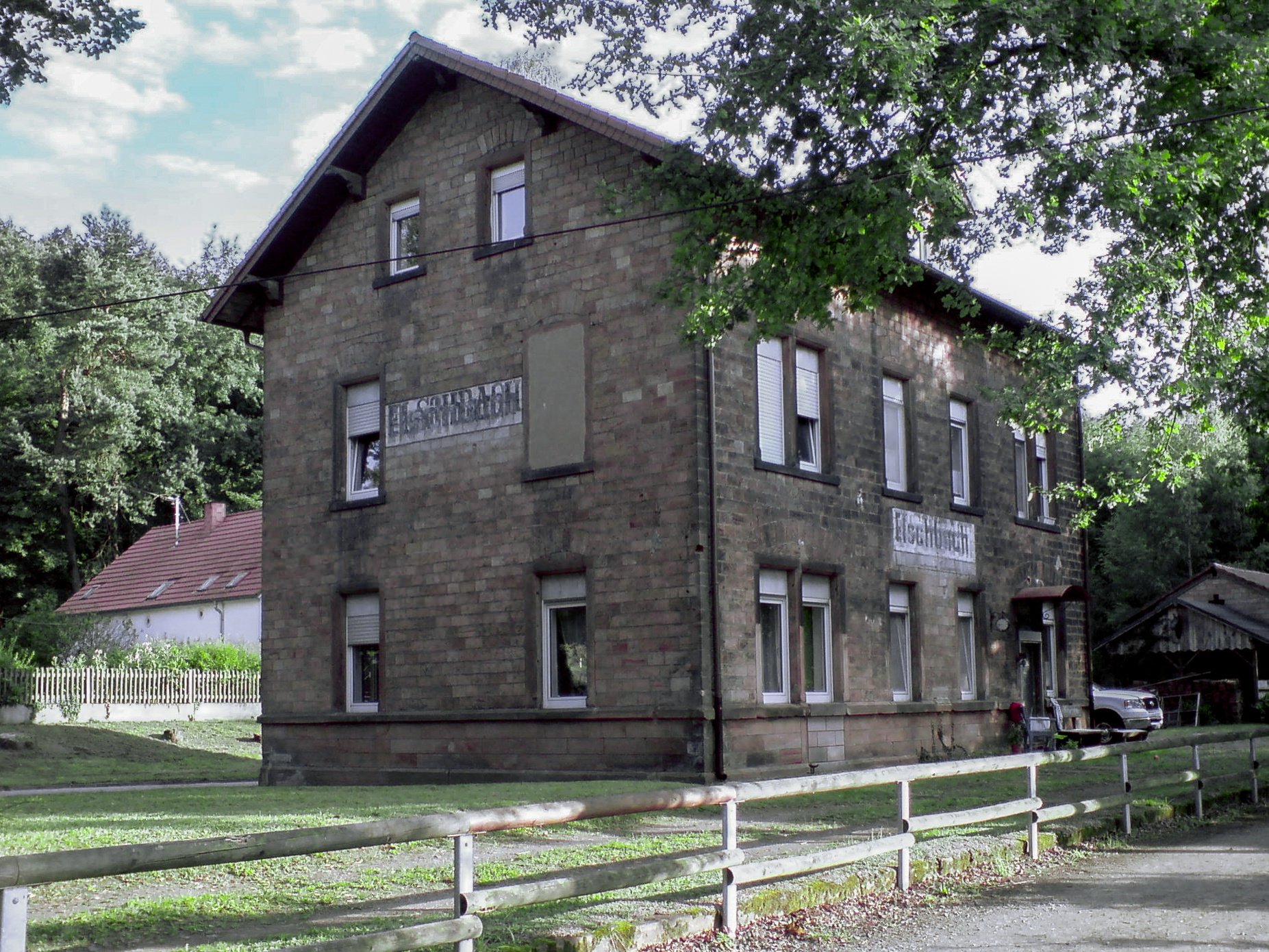
Bahnhof Elschbach

Der Bahnhof erhielt ein kleineres Empfangsgebäude. Er lag weit entfernt von der gleichnamigen Ortschaft an der Straße nach Gries und diente als gemeinsamer Bahnhof von Elschbach, Gries und Miesau. In unmittelbarer Nähe entstand in der Folgezeit die zu Elschbach gehörende Siedlung Am Bahnhof. Ursprünglich verfügte er über ein Ladegleis, das nach dem Zweiten Weltkrieg nicht mehr existierte.
1961 wurde er in Zusammenhang mit der Inbetriebnahme eines ortsnahen Haltepunktes für Elschbach in Elschbach Bahnhof umbenannt, obwohl er betriebstechnisch nur noch ein Haltepunkt war. 1978, drei Jahre bevor der Personenverkehr zwischen Homburg und Glan-Münchweiler zum Erliegen kam, wurde er im Personenverkehr aufgegeben. Bereits rund ein Jahrzehnt zuvor gab es dort keinen Güterverkehr mehr.

### Elschbach Ort
Der Haltepunkt entstand 1961 auf der Trasse des bereits abgebauten zweiten Gleises unweit des Elschbacher Tunnels. wurde aber 15 Jahre später stillgelegt.

### Dietschweiler

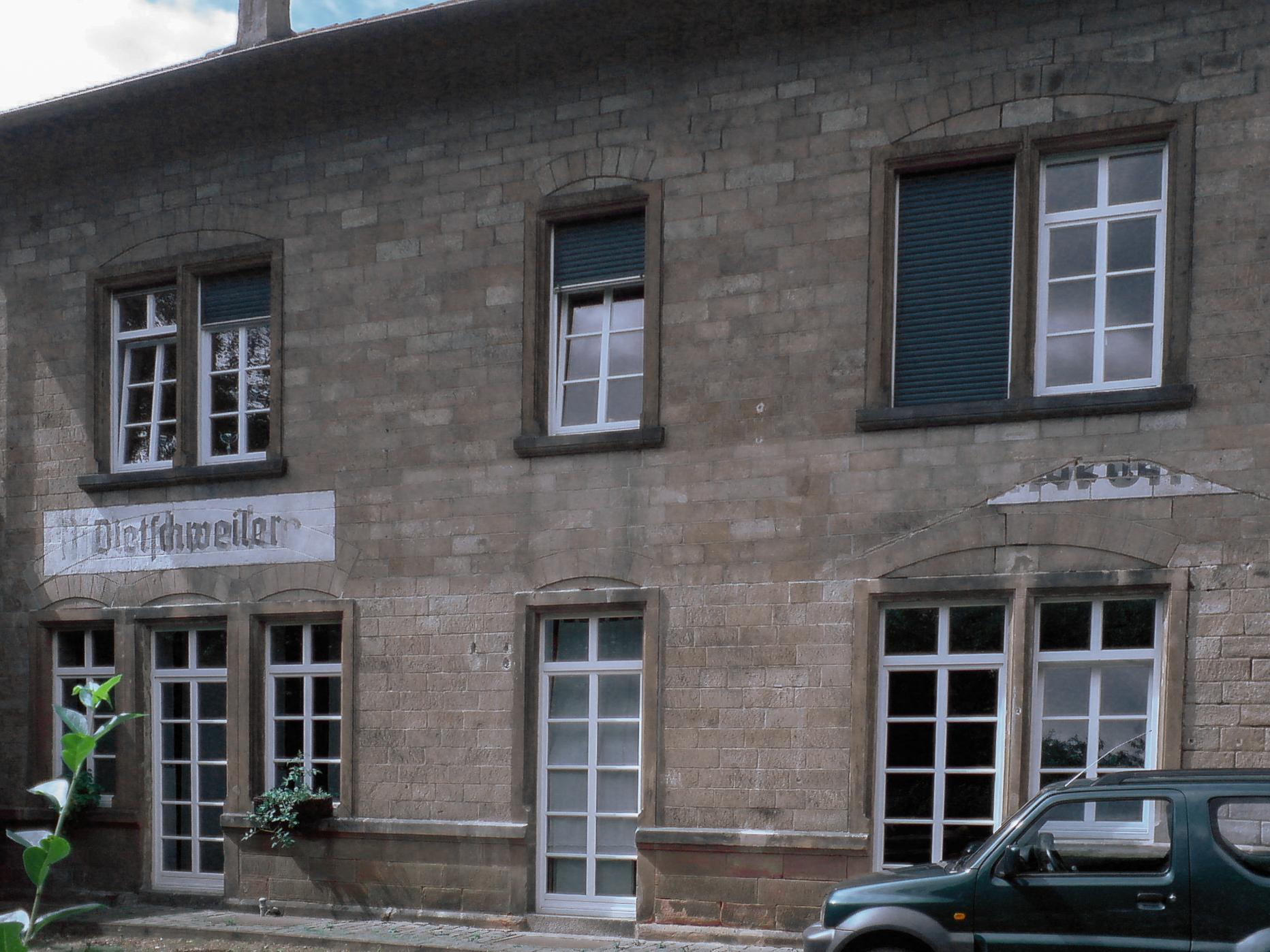
Bahnhof Dietschweiler

Bis 1912 hieß der Bahnhof Dietschweiler-Nanzweiler und war mit einem größeren Empfangsgebäude ausgestattet. Es hat einen Giebel, der in ein Treppenhaus mündet und einen Anbau mit eineinhalb Stockwerken. Er besaß einen Güterschuppen und ein Ladegleis.
Zum Wechsel in den Sommerfahrplan am 23. Mai 1954 wurde der Bahnhof in einen Haltepunkt umgewandelt.
Ab den 1960er Jahren war er nicht mehr besetzt. Obwohl die Signale mit ihren entsprechenden Anlagen zunächst bestehen blieben, wurde er durchgeschaltet. Zur selben Zeit endete die Bedienung im Güterverkehr. Im Zuge der Einstellung des Personenverkehrs zwischen Homburg und Glan-Münchweiler 1981 war er mit dem Bahnhof Schönenberg-Kübelberg einer von zwei verbliebenen Unterwegshalten entlang dieses Streckenabschnitts.

### Nanzweiler
Der Haltepunkt wurde 1961 auf der Trasse des bereits abgebauten zweiten Gleises eröffnet und Ende der 1970er Jahre wieder geschlossen.

### Glan-Münchweiler

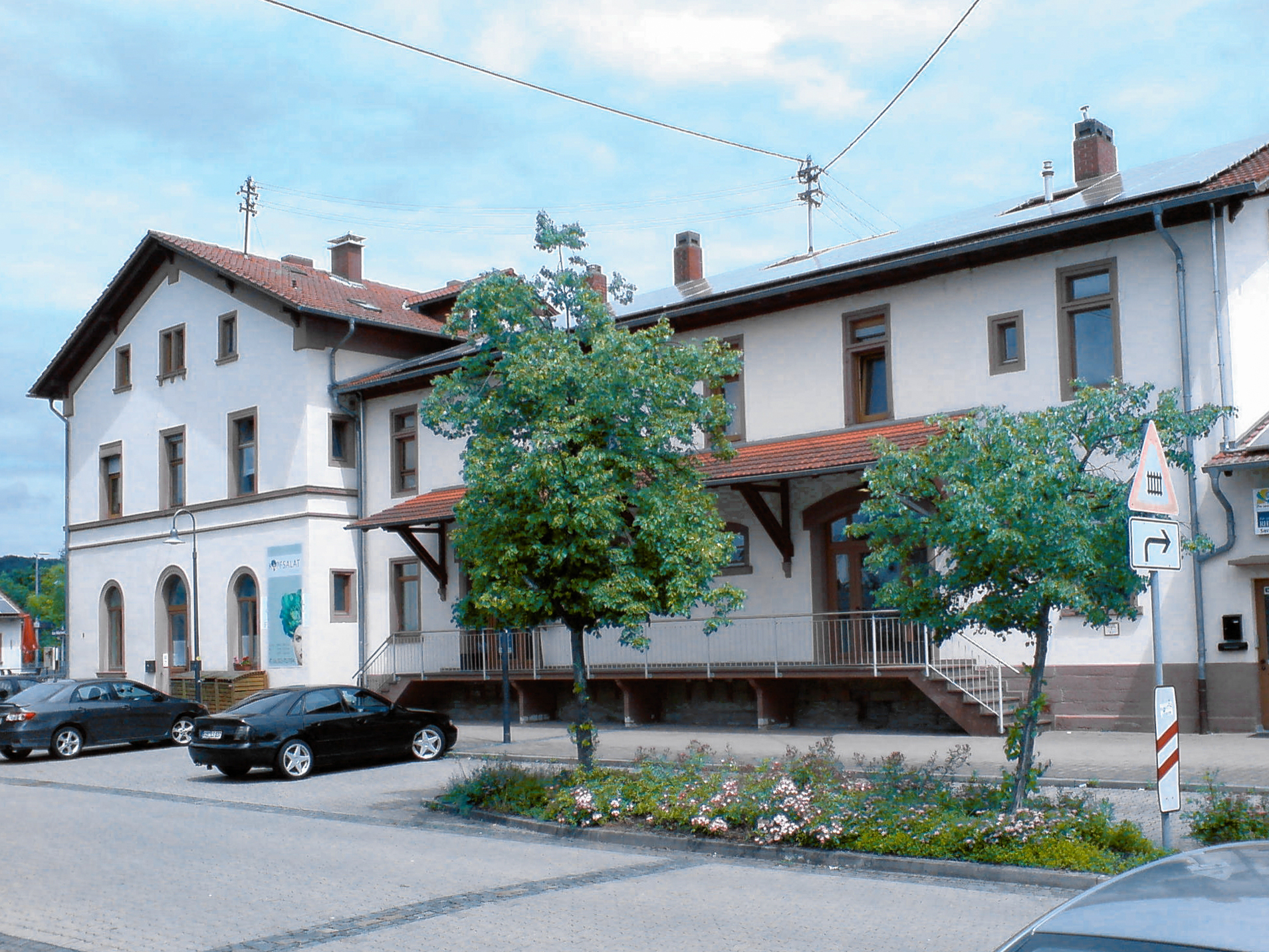
Bahnhof Glan-Münchweiler

Der Bahnhof entstand 1868 als Teil der Bahnstrecke Landstuhl – Kusel. Er erhielt ein größeres, zweieinhalbgeschossiges Empfangsgebäude, das sich stilistisch an das anderer, in den 1860er und 1870er Jahren gebauter pfälzischer Bahnhöfe anlehnt. Ein Vorbau aus Holz wurde in den 1990er Jahren demontiert. Von 1943 bis 1947 hieß der Bahnhof Glanmünchweiler.
Seit der Eröffnung der Glantalbahn 1904 war er Trennungsbahnhof, womit umfangreiche Gleiserweiterungen verbunden waren. Er besaß zwei Stellwerke. Mit der Einstellung des Personenverkehrs auf dem Streckenabschnitt Homburg – Glan-Münchweiler 1981 und der drei Jahre später erfolgten Stilllegung ab Schönenberg-Kübelberg verlor er seine Funktion als Kreuzungsbahnhof, da der Güterverkehr sich damals ausschließlich von Homburg nach Schönenberg-Kübelberg bewegte. Die Bahnsteige wurden zwischenzeitlich modernisiert, das Empfangsgebäude hat für den Betrieb keine Bedeutung mehr.

### Rehweiler

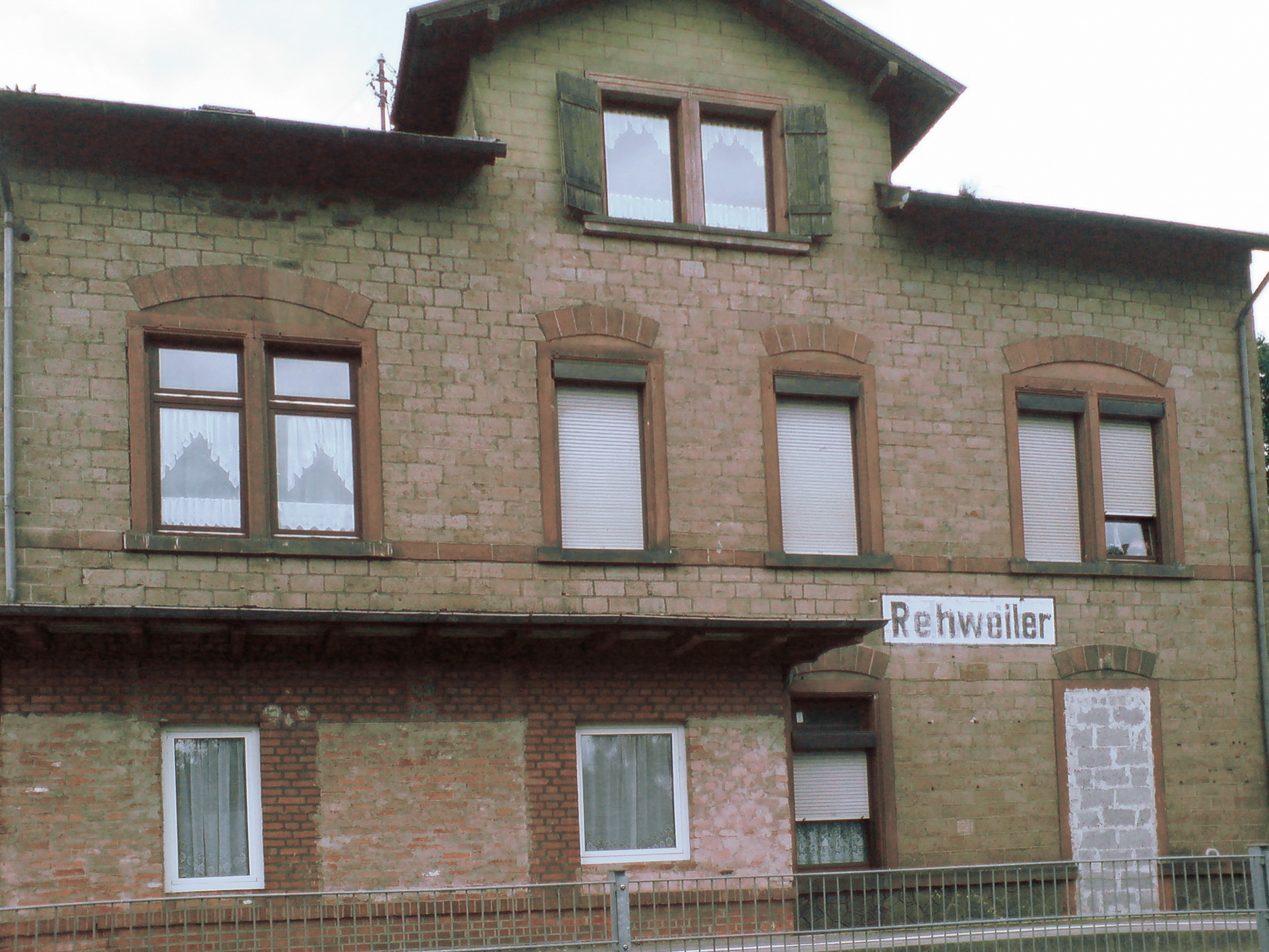
Bahnhof Rehweiler

Als die Strecke nach Kusel 1868 eröffnet wurde, war Rehweiler nur ein Haltepunkt. Er verfügte zunächst über ein Stationsgebäude mit den Toiletten, einer Waschküche und einem Stall.
Erst mit dem Bau der Glantalbahn und dem damit verbundenen zweigleisigen Ausbau der Bestandsstrecke Glan-Münchweiler – Altenglan wurde er als Bahnhof umgewandelt. Er erhielt eine Laderampe und ein 163 Meter langes Ladegleis. Aus dieser Zeit stammt das noch bestehende Empfangsgebäude, das sich optisch von den entsprechenden Gebäuden entlang der Strecke Landstuhl – Kusel unterscheidet. Es lehnt sich stilistisch an die Empfangsgebäude an, die auf der benachbarten Glantalbahn an kleineren Bahnhöfen wie Bedesbach-Patersbach, Elschbach, Erbach, Eschenau, Niederalben-Rathsweiler, Niedereisenbach-Hachenbach, Ulmet und Wiesweiler errichtet wurden.
Zum Wechsel in den Sommerfahrplan 1954 wurde der Bahnhof in einen Haltepunkt umgewandelt. 1959 verlor der Bahnhof seine Abfertigungsbefugnisse im Expressgut- und Güterverkehr. Als Teil der Verbindung nach Kusel ist er nach wie vor in Betrieb.

### Eisenbach-Matzenbach

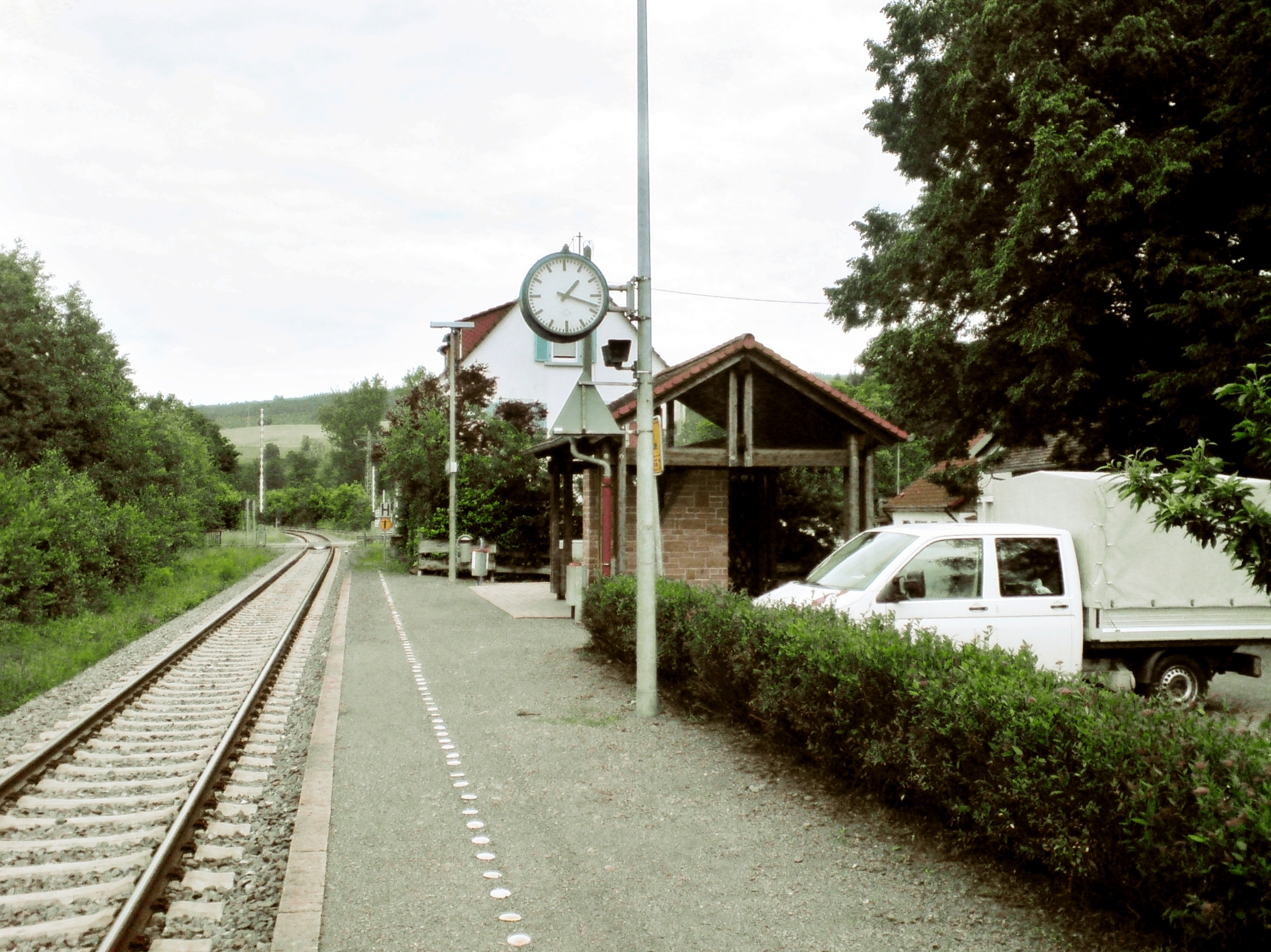
Haltepunkt Eisenbach-Matzenbach

Der heutige Haltepunkt wurde bereits 1868 als Haltestelle der Bahnstrecke Landstuhl–Kusel eröffnet. Er verfügte damals über ein 42 Meter langes Ladegleis, an das sich ein Kohlelager anschloss. Er befindet sich zwischen Eisenbach im Westen und Matzenbach im Osten. Diese geografische Lage führte dazu, dass sich beide Orte um seinen Namen stritten. 1907 wurde der Bahnhof in Matzenbach umbenannt, erhielt 14 Jahre später aber wieder seinen ursprünglichen Namen Eisenbach-Matzenbach. Nach dem zweigleisigen Ausbau zwischen Glan-Münchweiler und Altenglan im Zuge der Errichtung der Glantalbahn wurde das Ladegleis auf eine Länge von 52 Metern erweitert; unmittelbar daran schloss sich ein 24 Meter langes Privatgleis an.
Sein untypisches Empfangsgebäude erinnert an ein Wohnhaus und wurde mehrfach umgebaut. Im Laufe der Jahrzehnte wandelte es sein äußeres Erscheinungsbild wie kein anderes entlang der Bahnstrecke. Zum Wechsel in den Sommerfahrplan 1954 wurde der Bahnhof in einen Haltepunkt umgewandelt. 1959 verlor der Bahnhof seine Abfertigungsbefugnisse im Expressgut- und Güterverkehr. Anfang der 1980er Jahre wurde er als Haltepunkt zurückgebaut; er wird aber noch angefahren.

### Theisbergstegen
Dieser Bahnhof entstand ebenfalls schon 1868 als Teil der Bahnstrecke Landstuhl – Kusel. Er erhielt ein kleineres Empfangsgebäude, das später umgebaut wurde. 1901 stattete man den Bahnhof mit einer Waage und einem Abstellgleis aus.
Im Güterverkehr hatte der Bahnhof aufgrund des benachbarten örtlichen Steinbruchs stets eine große Bedeutung. Von 1892 bis 1907 verfügte eine Thomasschlackenmühle zwischen Theisbergstegen und Rutsweiler am Glan über eine Feldbahn, die zum Bahnhof führte. Der Steinbruch wurde 2004 geschlossen; damals war Theisbergstegen der letzte Bahnhof entlang der Glantalbahn mit Güterverkehr. Für den Personenverkehr wird der Bahnhof noch benutzt, es gibt jedoch keine Kreuzungsmöglichkeit mehr.

### Altenglan

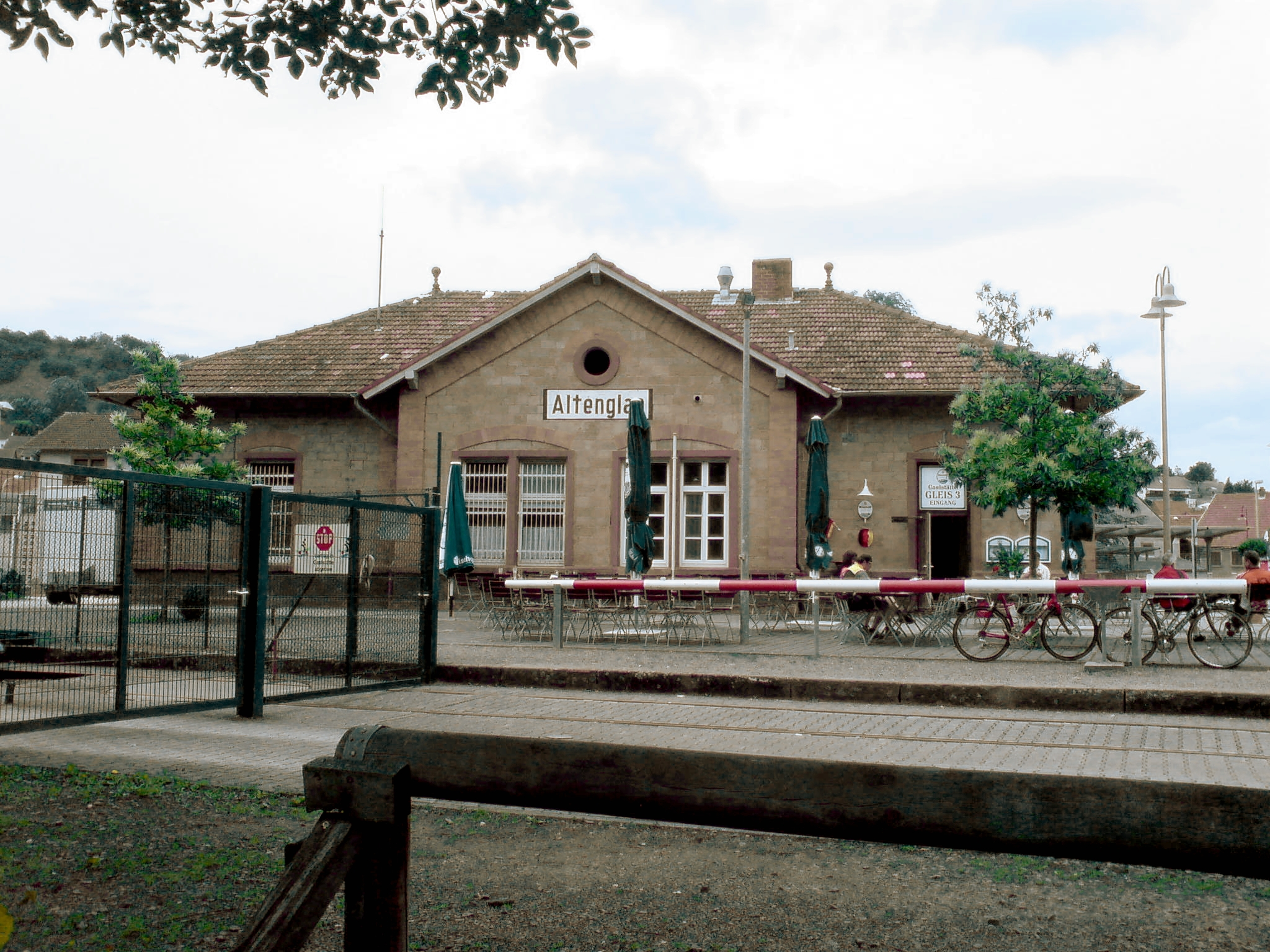
Bahnhof Altenglan

Der Bahnhof wurde schon 1868 an der Bahnstrecke Landstuhl – Kusel errichtet, wobei er zunächst ein größeres Empfangsgebäude erhielt. Mit der Umwidmung als strategische Strecke wurde er als Keilbahnhof umgebaut, was ein neues Empfangsgebäude zwischen den beiden Gleissträngen notwendig machte. Das ursprüngliche Bahnhofsgebäude diente nach Inbetriebnahme der Glantalbahn zur Güterabfertigung und steht jetzt unter Denkmalschutz. Zudem besaß der Bahnhof zwei Stellwerke.
Seit Mitte des 19. Jahrhunderts existierte in der Nähe des Schneeweiderhofes ein Steinbruch (Besitzer Hugo Bell), für den eine Feldbahn zum Bahnhof Altenglan gebaut wurde. Nördlich des Bahnhofs entstanden mehrere Ladegleise, im Bahnhofsbereich wurde eine Verladeanlage gebaut; eine Seilbahn beförderte das Material aus dem Steinbruch dorthin. Nach dem Zweiten Weltkrieg wurden die Steinbrüche in der unmittelbaren Umgebung von Altenglan aufgegeben.
In Altenglan befindet sich ein Depot der Trans regio, das an andere Bahngesellschaften vermietet ist. Der Bahnhof ist südlicher Ausgangspunkt des jetzt als Draisinenstrecke benutzten Abschnitts der Glantalbahn von Altenglan nach Staudernheim.

### Bedesbach-Patersbach

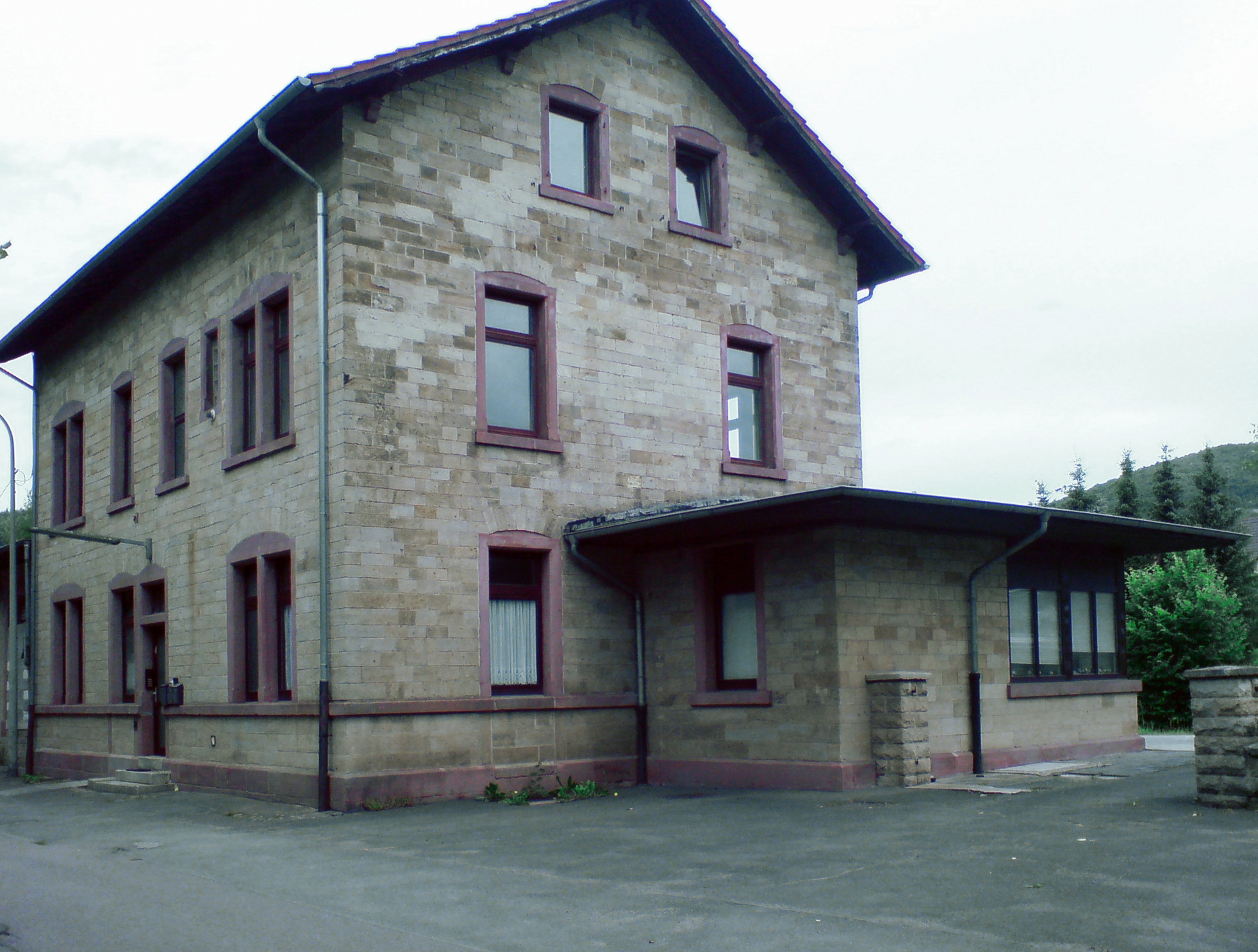
Bahnhof Bedesbach-Patersbach

Bis 1905 hieß der Bahnhof Bedesbach. Er befand sich am südwestlichen Ortsrand der entsprechenden Gemeinde. Auf der anderen Seite des Glans schließt sich Patersbach an. 1938 erhielt der Bahnhof aus militärischen Gründen eine Verladerampe, die längste entlang der gesamten Glantalbahn. Ab 1964 war er nur noch einer von insgesamt zwei Kreuzungsbahnhöfen auf dem Abschnitt Altenglan – Lauterecken-Grumbach. Als Gütertarifpunkt hatte er für den benachbarten Bedesbacher Steinbruch große Bedeutung, der bis 1989 bedient wurde. Anlass für die Kündigung dieses Anschlusses durch die Bundesbahn war, dass eine Erneuerung der entsprechenden Gleisanlagen notwendig gewesen wäre.
Bis etwa 1980 bestand für das ebenfalls in der Nähe gelegene NATO-Tanklager ein Anschlussgleis, das jedoch nur selten befahren wurde, so beispielsweise als es im Winter 1963/1964 sehr kalt war und in Südwestdeutschland die Versorgung mit Öl schwierig war.

### Ulmet
Das kleinere Empfangsgebäude steht mit der einstöckigen Lagerhalle einschließlich der Laderampe und dem früheren Abort- und Stallschuppen unter Denkmalschutz. Zum Wechsel in den Sommerfahrplan 1954 wurde der Bahnhof in einen Haltepunkt umgewandelt. 1959 verlor der Bahnhof die Abfertigungsbefugnisse im Güter- und Expressgutverkehr. Bereits ab Anfang der 1960er Jahre war die Station nicht mehr besetzt, die Signalanlagen wurden durchgeschaltet. Da 1962 das zweite Gleis zwischen Bedesbach-Patersbach und St. Julian demontiert wurde, waren fortan keine Zugkreuzungen vor Ort mehr möglich. Nach der Einstellung des Personenverkehrs zwischen Altenglan und Lauterecken-Grumbach 1985 verkehrten noch Übergabezüge bis Ulmet. Der Güterverkehr, bei dem bis zuletzt vor allem die Entladung von Kohle eine Rolle gespielt hatte, hielt sich am Bahnhof bis 1991.

### Niederalben-Rathsweiler
Der Bahnhof, der ein kleineres Empfangsgebäude besaß, hatte eine eher untergeordnete Bedeutung. Er lag etwas außerhalb der beiden namensgebenden Gemeinden Niederalben und Rathsweiler. In den ersten Jahrzehnten seines Bestehens spielte im Güterverkehr vor Ort die Verladung von Baryt eine gewisse Rolle. Zum Wechsel in den Sommerfahrplan 1954 wurde der Bahnhof in einen Haltepunkt umgewandelt.

### Eschenau (Pfalz)
Dieser Bahnhof war von vergleichsweise geringer Bedeutung. Von Ende 1917 bis Ende 1918 musste er vorübergehend aufgelassen werden. Bereits 1922 war seine Existenz erneut gefährdet. 1959 verlor er seine Abfertigungsbefugnisse im Expressgut- und Güterverkehr. Das kleinere Empfangsgebäude ist mit dem früheren Lagerschuppen denkmalgeschützt. 1986, ein Jahr nach Aufhebung der Personenbeförderung, kaufte ein Maler das Gebäude und richtete darin eine Galerie und eine private Akademie ein. Dadurch wurde das Haus als Kunstbahnhof überregional bekannt.

### St. Julian
Bis 1912 hieß der Bahnhof St. Julian-Gumbsweiler. Er besaß zwei Stellwerke. Im Güterverkehr hatte er durch einen benachbarten Steinbruch in Obereisenbach eine gewisse Bedeutung. Nach 1945 wurde der Steinbruch wegen gesunkener Nachfrage geschlossen. Ab 1964 war der Bahnhof einer von nur noch zwei Kreuzungsbahnhöfen auf dem Abschnitt Altenglan – Lauterecken-Grumbach. Er war Unterwegshalt der Eilzüge Zweibrücken – Mainz.

### Niedereisenbach-Hachenbach

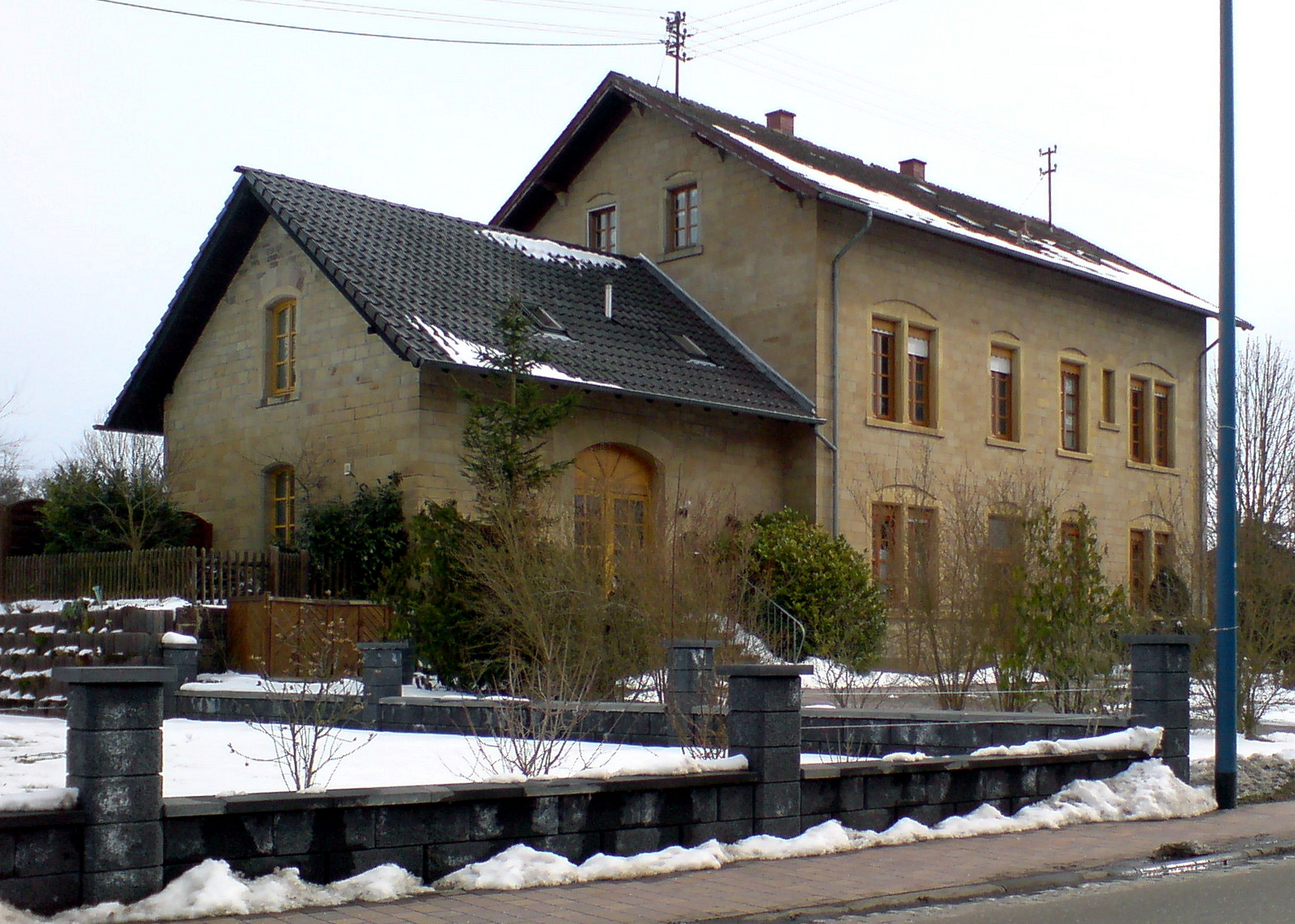
Bahnhof Niedereisenbach-Hachenbach

Der frühere Bahnhof befindet sich in Niedereisenbach. Er erhielt ein kleineres Empfangsgebäude. Zum Wechsel in den Sommerfahrplan 1954 wurde der Bahnhof in einen Haltepunkt umgewandelt. Bereits ab Anfang der 1960er Jahre war es nicht mehr besetzt. Das Empfangsgebäude aus Sandstein gelangte nach dem Verkauf durch die Bundesbahn in Privatbesitz und wurde restauriert. Es steht inzwischen zusammen mit dem einstöckigen Lagerhaus samt Rampe und dem Aborthaus unter Denkmalschutz. Wie in allen Orten auf dem Abschnitt Altenglan – Staudernheim befindet sich dort heute eine Draisinenstation, die nach der Ortsgemeinde Glanbrücken benannt ist, zu der die beiden Orte im Zuge der rheinland-pfälzischen Verwaltungsreform 1969 zusammengelegt wurden. Bereits bevor der Personenverkehr zwischen Altenglan und Lauterecken-Grumbach 1985 eingestellt wurde, kam der Güterverkehr vor Ort zum Erliegen.

### Offenbach-Hundheim

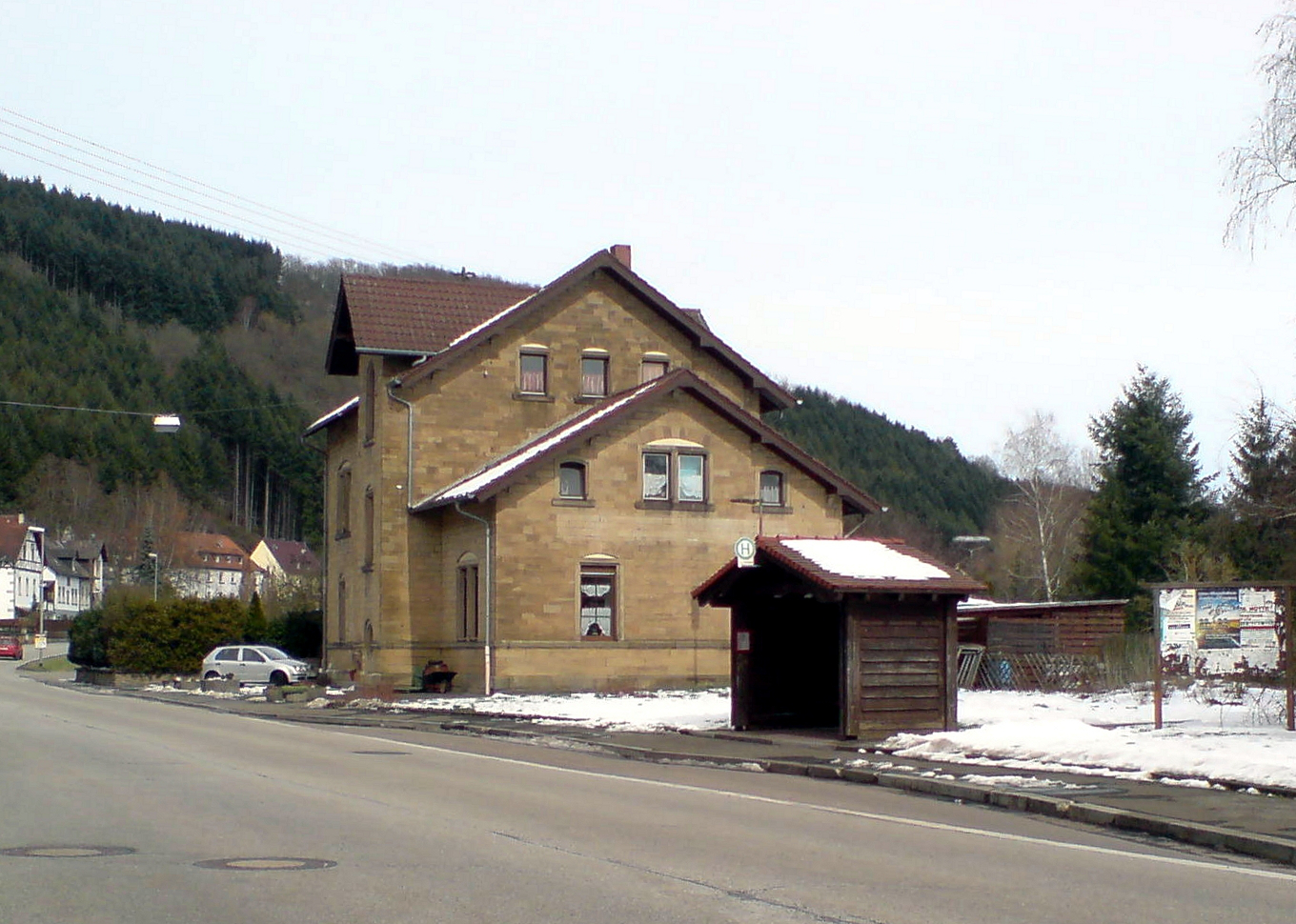
Bahnhof Offenbach-Hundheim

Der Bahnhof befand sich in der Ortsmitte von Offenbach am Glan. Er bestand aus einem größeren Empfangsgebäude, einem Güterschuppen, einem Aborthaus, einem Stellwerk, einem Ladeplatz, einem Kohlenlager und einer Laderampe. Er verfügte zunächst über drei Hauptgleise. Die Länge der Nebengleise betrug insgesamt 369 Meter.
Nachdem auf dem Abschnitt St. Julian – Lauterecken-Grumbach das zweite Gleis stillgelegt worden war, waren in Offenbach-Hundheim noch für kurze Zeit Zugkreuzungen möglich, ehe die Weichen ebenfalls demontiert wurden. Er war Unterwegshalt der Eilzüge Zweibrücken – Mainz. Als letzter Gütertarifpunkt zwischen Ulmet und Lauterecken-Grumbach wurde der Bahnhof Offenbach-Hundheim in der zweiten Hälfte der 1980er Jahre aufgegeben.
Das Hauptgebäude dient heute als Wohnhaus, im Güterschuppen befindet sich ein Gewerbebetrieb. Wie an allen Orten zwischen Altenglan und Staudernheim befindet sich dort heute eine Draisinenstation. Auf seiner Straßenseite befindet sich eine Bushaltestelle.

### Wiesweiler
Der Bahnhof befand sich in unmittelbarer Nähe der Ortsmitte von Wiesweiler unweit des orografisch linken Ufers des Glans. Entlang der Glantalbahn war er der letzte Bahnhof, der vollendet wurde. Ihm kam sowohl im Personen- als auch im Güterverkehr eine nur untergeordnete Bedeutung zu. So wurden beispielsweise 1905 nur 4074 Fahrkarten verkauft und 743,81 Tonnen Güter empfangen bzw. versandt. Der Bahnhof konnte während des Ersten Weltkrieges ab November 1917 wegen Personalmangel für die Dauer von elf Monaten nicht bedient werden.
Entsprechend seiner Bedeutung fiel das Empfangsgebäude klein aus. Er verfügte über einen Güterschuppen, eine Rampe und ein Ladegleis. Dieses wurde nach dem Zweiten Weltkrieg demontiert und Wiesweiler war nur noch Haltepunkt. Seit 2000 befindet sich an der Stelle des Bahnhofs eine Draisinenstation.

### Lauterecken-Grumbach

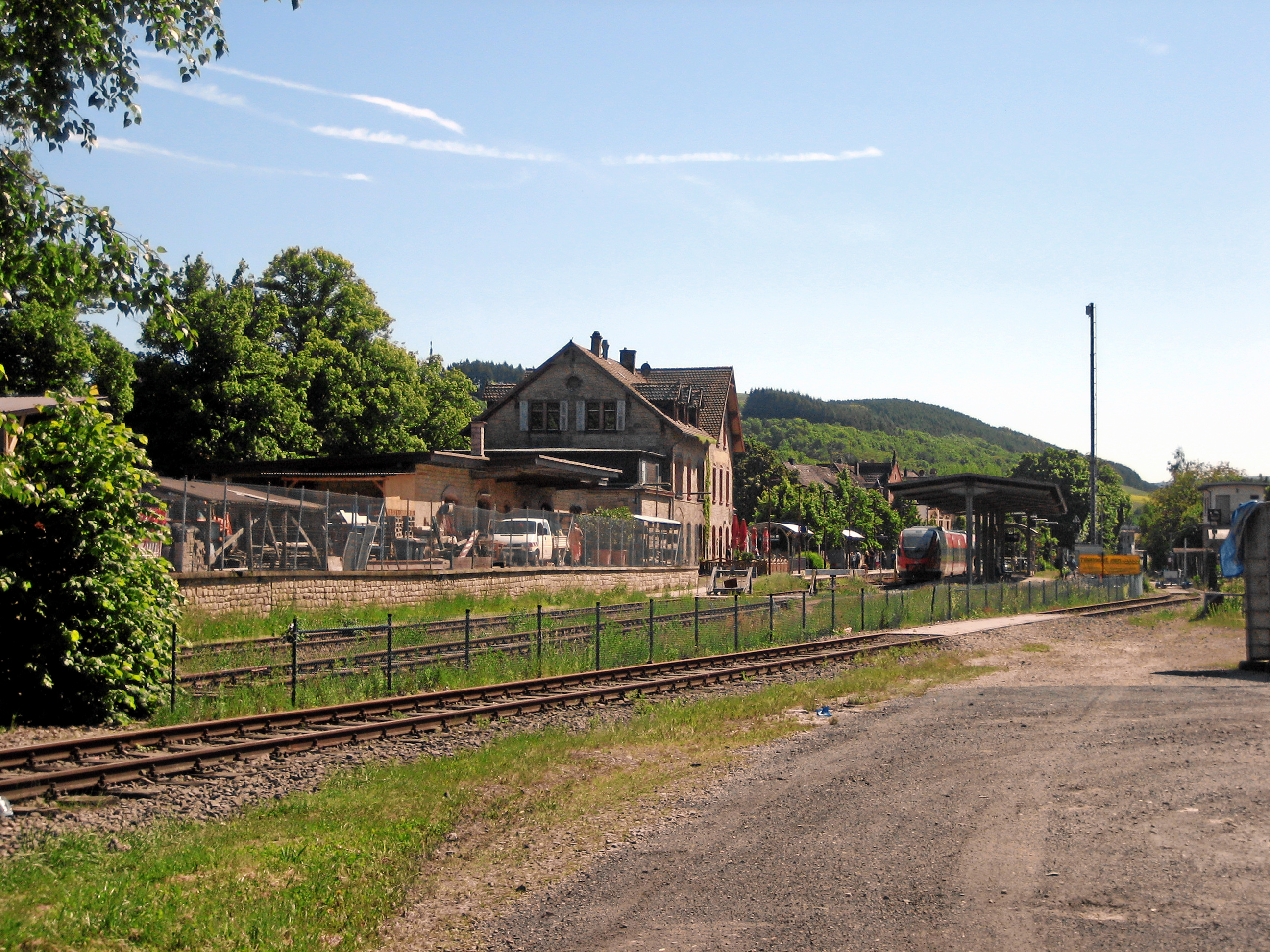
Bahnhof Lauterecken-Grumbach

Der Bahnhof wurde 1904 eröffnet, da der seit 1883 bestehende Bahnhof Lauterecken sich wegen der Verknüpfung von Lauter- und Glantalbahn in einer ungünstigen Lage befand. Er erlangte im Güterverkehr eine große Bedeutung, da der Steinbruch Holzer eine Feldbahn betrieb, die an einer Verladerampe südlich des Bahnhofs endete. Eine Seilbahn der Steinbrüche Holzmann reichte ebenfalls bis zum Bahnhof. Der letzte Kunde in Lauterecken war die örtliche Textilfabrik, deren Schließung 1993 das Ende des Güterverkehrs innerhalb der Stadt bedeutete.
Aufgrund seiner Bedeutung als Kreuzungsbahnhof erhielt er ein größeres Empfangsgebäude als die meisten anderen Bahnhöfe entlang der Glantalbahn. Das frühere Stellwerk im südlichen Bahnhofsbereich ist noch vorhanden und steht unter Denkmalschutz.

### Medard
Bei der Eröffnung verfügte der Bahnhof über vier Weichen, zwei Kopfgleise mit einer Nutzlänge von 123 Metern und eine Verladerampe. Er besaß ein kleineres Bahnhofsgebäude mit eineinhalb Stockwerken und einen angebauten Güterschuppen. 1901 erhielt der Bahnhof eine Brückenwaage. 1946 wurde er um ein Anschlussgleis erweitert, das zu einer Lagerhalle führte und das in den Folgejahrzehnten regelmäßig bedient wurde.

### Odenbach
Der Bahnhof besaß ein großes, zweieinhalbstöckiges Empfangsgebäude. Nach seiner Eröffnung standen ihm insgesamt fünf Weichen und zwei Kopfgleise mit einer Nutzlänge von 100 Metern zur Verfügung, außerdem Nebengleise mit 258 Meter Nutzlänge und eine kleine Verladerampe. Bis Anfang der 1920er Jahre spielte im Güterverkehr die Verladung von Kohle aus benachbarten Bergwerken eine Rolle. Am 9. November 1944 wurde der Bahnhof bei Kampfhandlungen des Zweiten Weltkriegs angegriffen.

### Meisenheim (Glan)

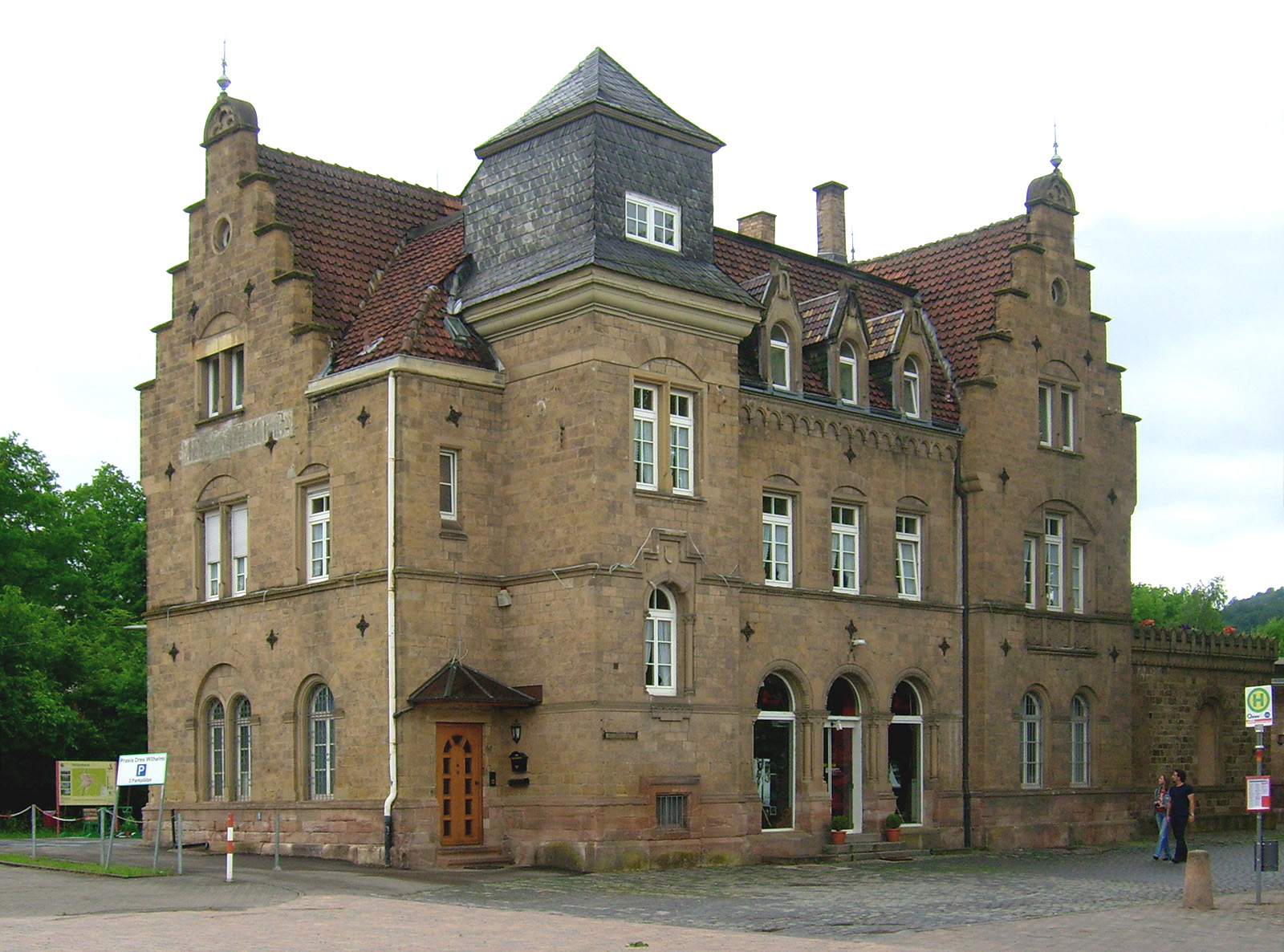
Empfangsgebäude des Bahnhofs Meisenheim

Der Bahnhof Meisenheim wurde bereits im Oktober 1896 eröffnet. Er hatte auf dem Streckenabschnitt zwischen Lauterecken und Odernheim eine gewisse Bedeutung. Er besaß zunächst neun Weichen, eine Kopf- und eine Seitenrampe, ein Überholgleis, einen großen Güterschuppen und mehrere Nebengleise, die insgesamt 297 Meter lang waren. Im Rahmen der Umbauten von 1904 beim Bau der strategischen Glantalbahn wurden die Überholgleise auf über 550 Meter gemäß den Vorgaben für militärische Belange verlängert.
Von 1965 bis 1979 war er Unterwegshalt der Eilzüge Zweibrücken – Mainz. Im Güterverkehr war das Aufkommen zwar geringer als an vielen anderen Stationen der Bahnstrecke, jedoch war er ab 1988 der letzte Gütertarifpunkt im nördlichen Teil der Glantalbahn; erst 1993 wurde er geschlossen.
Seit 2000 ist der Bahnhof eine Draisinenstation auf der Glanstrecke. Sein markantes Empfangsgebäude, der Güterschuppen und weitere Nebengebäude stehen unter Denkmalschutz. Zudem besaß er zwei Stellwerke.

### Raumbach
Der Bahnhof verfügte über ein Empfangs- und Abortgebäude. Im November 1917 musste der Bahnhof wegen Personalmangel für elf Monate unbesetzt bleiben. Nach dem Zweiten Weltkrieg wurde Raumbach als Haltepunkt zurückgebaut. Der Güterverkehr war bereits vor Einstellung des Personenverkehrs 1986 zum Erliegen gekommen.

### Rehborn
Bei der Eröffnung verfügte der Bahnhof, der ein kleineres Empfangsgebäude erhielt, über vier Weichen, zwei Kopfgleise, deren Nutzlänge 119 Meter betrug, sowie über eine kleine Verladerampe. Zum Wechsel in den Sommerfahrplan 1954 wurde der Bahnhof in einen Haltepunkt umgewandelt. In den letzten Jahren der Personenbeförderung machte der einen sehr naturnahen Eindruck: So war der Bahnsteig mit Rasen überwuchert und Bäume in unmittelbarer Nähe boten Schutz vor Regen.

### Odernheim (Glan)

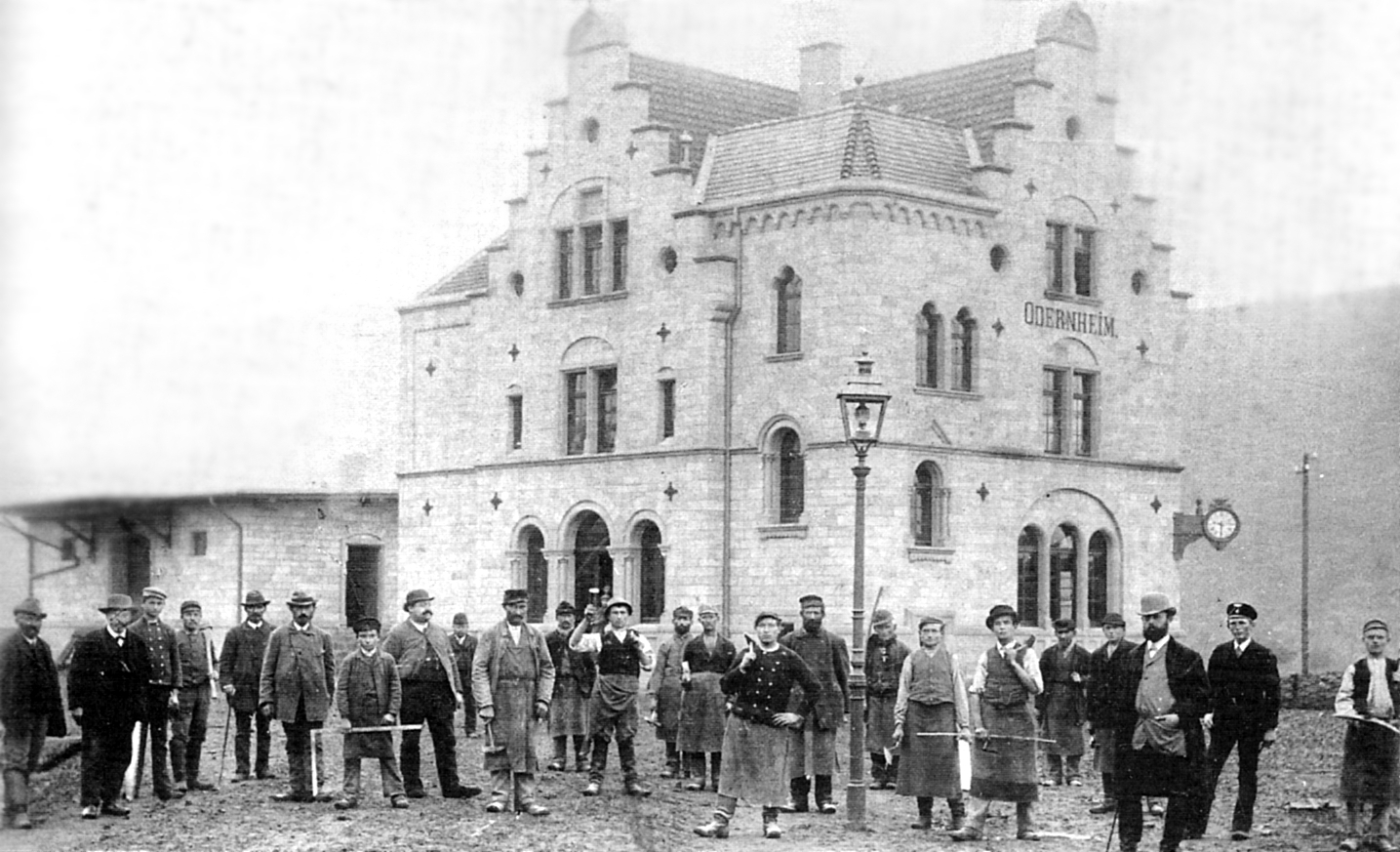
Bahnhof Odernheim kurz nach dessen Fertigstellung Ende des 19. Jahrhunderts

Von Oktober 1896 bis Juni 1897 war Odernheim Endbahnhof des unteren Glantalbahnabschnitts, der zunächst die Fortsetzung der seit 1883 bestehenden Lautertalbahn bildete. Am 1. Juli 1897 erfolgte die Durchbindung bis Staudernheim.
Ab 1904 teilte sich die Glantalbahn in Odernheim in den Abschnitt nach Staudernheim und in den strategischen Abschnitt nach Bad Münster am Stein; letzterer war bis 1961 in Betrieb. Der Bahnhof besaß zwei Stellwerke. Er war Unterwegshalt der Eilzüge Zweibrücken – Mainz. Das frühere Empfangsgebäude ist denkmalgeschützt.

### Staudernheim
Der Bahnhof existiert seit 1859 und war zunächst eine Durchgangsstation der Rhein-Nahe-Bahn und die einzige Betriebsstelle von Hessen-Homburg. Nach der Durchbindung der unteren Glantalbahn bis zum Bahnhof wurde dieser erweitert. Mit Eröffnung der strategischen Strecke nach Bad Münster war das Teilstück zwischen Odernheim und Staudernheim vorübergehend eine Verbindungskurve, nach Stilllegung des Abschnitts Odernheim – Bad Münster 1961 gewann es wieder an Bedeutung.

### Duchroth
Bis 1912 hieß der Bahnhof Duchroth-Oberhausen. Westlich des Bahnhofs besaß der Steinbruch der Firma Krebs & Co. ein Verladegleis, östlich davon gab es Gleise der Kirner Hartsteinwerke und des Kraftwerks Niederhausen. Trotz ihres Namens befand sich diese Bahnstation auf der Gemarkung von Oberhausen an der Nahe, während Duchroth zwei Kilometer entfernt lag. 1961 wurde der Bahnhof in einen Haltepunkt umgewandelt, die Signale unmittelbar danach abgebaut. Die Bevölkerung von Duchroth nahm die Stilllegung des Abschnitts Odernheim – Bad Münster und die Stilllegung des Bahnhofs 1961 positiv auf.

### Bad Münster am Stein

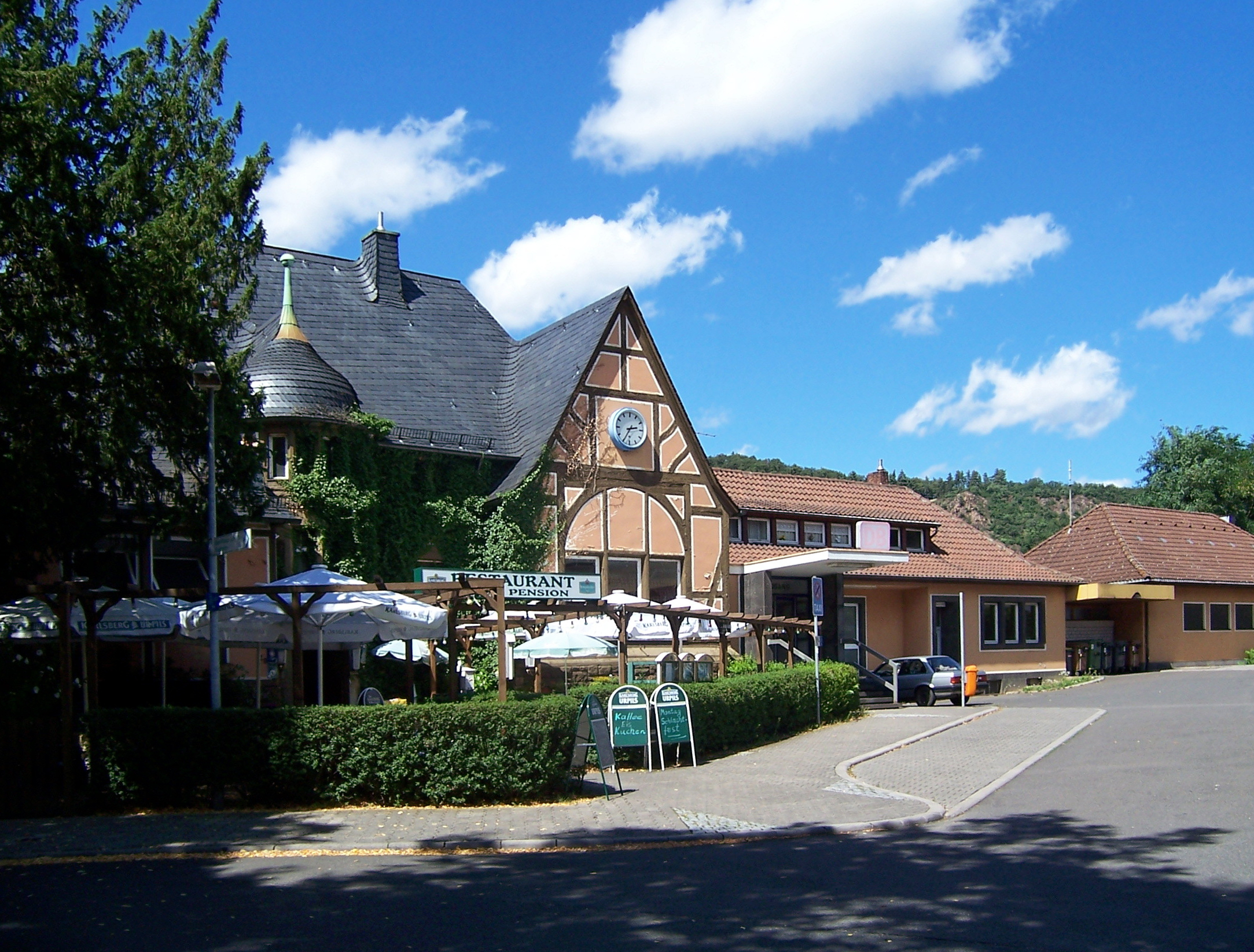
Der Bahnhof Bad Münster am Stein

Der Bahnhof entstand 1859 als Unterwegsbahnhof der Nahetalbahn. Mit der durchgehenden Eröffnung der Alsenztalbahn 1871 wurde er Trennungsbahnhof. Die Glantalbahn wurde als letzte Strecke an den Bahnhof angebunden. Dadurch war er Knotenpunkt dreier zweigleisiger Strecken. Aufgrund seiner Bedeutung als strategischer Eisenbahnknotenpunkt wurde er im Zweiten Weltkrieg bombardiert.
Bei seinem Empfangsgebäude handelt es sich um ein denkmalgeschütztes Jugendstilgebäude, das teilweise Fachwerk enthält. Es wurde um 1910 im Zuge des strategischen Bahnbaus fertig gestellt. Hinsichtlich seiner Architektur wurde der Tatsache, dass Bad Münster ein Kurort ist, Rechnung getragen. Bereits 1961 wurde der Glantalbahn-Abschnitt Odernheim – Bad Münster stillgelegt, lediglich der in diesem Bereich abzweigende Gleisanschluss zum Kraftwerk Niederhausen wurde noch bis 1992 bedient. Bereits Ende der 1980er Jahre war der Bahnhof als Gütertarifpunkt geschlossen worden.

## Unfälle
- Am 16. Januar 1918 ereignete sich auf der Nahetalbahn wegen eines Dammrutsches nach Schneefall und Tauwetter ein Zugunglück, sodass der Abschnitt zwischen Odernheim und Staudernheim bis Oktober gesperrt bleiben musste. Da die Nahestrecke dadurch mehrere Monate lang unbefahrbar blieb, wurde der Verkehr über das Glantal umgeleitet. Durch die daraus resultierende Überlastung der Bahnstrecke ereignete sich am 30. Januar 1918 in Offenbach ein Unfall, der zu einer dreitägigen Sperre der Strecke führte.
- Im November 1928 wurden durch einen Sturm Bohlen auf die Gleise des Bahnhofs Odernheim geschleudert. Daraufhin entgleisten die Lokomotive und der Packwagen eines Personenzuges, wobei der Lokführer getötet wurde.[122]
- Am 10. Juni 1929 entgleiste ein Güterzug, als dieser in das Ein- und Ausladegleis des Bahnhofs St. Julian rangiert werden sollte. Der Grund war ein Defekt an einer Weiche. Es entstanden lediglich Materialschäden; Personen blieben unversehrt.[122]
- Am 11. Mai 1970 entgleiste durch einen vermurten Bahnübergang ein Zug zwischen Altenglan und Theisbergstegen. Dabei starben zwei Menschen, neun wurden verletzt. Die Bahnstrecke musste für mehrere Stunden gesperrt werden.[69]

## Rezeption
Heinz Sturm schrieb 1967 in seinem Werk Die pfälzischen Eisenbahnen, dass bei der Glantalbahn „zwei Komplexe zu erkennen“ seien. So zum einen „ein bayerisches Projekt, das von Altenglan aus den Anschluß an die Nahebahn suchte und eine große strategische Konzeption, zwischen die Endpunkte Bad Münster am Stein und Brebach an der Saar eingespannt.“ Die Anlagen seien inzwischen „veraltet“, dennoch arbeiteten sie „trotz ihres Alters noch betriebssicher und verhältnismäßig störungsfrei“. Albert Mühl charakterisierte die Glantalbahn in seinem 1982 erschienenen Buch Die Pfalzbahn als „Hauptbahnstrecke, die nie eine solche werden sollte“. Bei ihr handele es sich um eine „verkehrswirtschaftlich völlig unsinnige, […] aufoktroyierte Rennbahn“. Klaus-Detlev Holzborn bezeichnete die Glantalbahn als „trauriges Beispiel“ dafür, dass Bahnstrecken aus strategischen Gründen gebaut wurden. Mit der Stilllegung des Personenverkehrs sei eine „landschaftlich schöne Strecke verloren“ gegangen. Diese Einschätzung wurde anderweitig ebenfalls geteilt. Fritz Engbarth spricht von einem „Mythos Glantalbahn“. Im Zuge ihrer Umwandlung in eine Draisinenstrecke sei sie „zu einer äußerst erfolgreichen Touristenattraktion mit Anziehungskraft weit über die Pfalz und das Nahetal hinaus geworden“.